# Hergé
Vous lisez un « article de qualité » labellisé en 2024.
Pour l'astéroïde, voir (1652) Hergé.
Georges Remi, dit Hergé, né le 22 mai 1907 en Belgique à Etterbeek et mort le 3 mars 1983 à Woluwe-Saint-Lambert, est un auteur de bande dessinée belge, principalement connu pour Les Aventures de Tintin, l'une des bandes dessinées européennes les plus populaires du XXe siècle.
Georges Remi se distingue très tôt de ses camarades par ses qualités de dessinateur. C'est dans une revue scoute Le boy-scout belge qu'il signe pour la première fois en 1924 sous le pseudonyme « Hergé », formé à partir des initiales « R » de son nom et « G » de son prénom. Quelques mois plus tard, il entre au quotidien Le Vingtième Siècle, dont le directeur l'abbé Norbert Wallez le charge en 1928 de concevoir un supplément hebdomadaire destiné à la jeunesse, Le Petit Vingtième. C'est dans ce périodique que débutent les aventures de Tintin au pays des Soviets le 10 janvier 1929, premier épisode de la série qui rencontre un grand succès et par laquelle Hergé devient rapidement l'homme providentiel de son journal. Il est l'un des premiers auteurs francophones à reprendre le style américain de la bande dessinée à phylactères.
Durant les années 1930, Hergé diversifie son activité artistique (illustrations de journaux, de romans, de cartes et de publicités), tout en poursuivant la bande dessinée. Il crée notamment Les Exploits de Quick et Flupke en 1930, diffusés sous la forme d'une planche de gag hebdomadaire dans Le Petit Vingtième, mais aussi Les Aventures de Jo, Zette et Jocko en 1935 pour le journal catholique français Cœurs vaillants. En 1934, le dessinateur rencontre Tchang Tchong-Jen, jeune étudiant chinois venu étudier à l'Académie royale des beaux-arts de Bruxelles, dont les conseils et l'amitié bouleversent la pensée et le style d'Hergé. Dès lors, il commence à se documenter sérieusement pour la conception de ses albums, ce qu'il ne faisait pas jusque-là, et crée Le Lotus bleu, considéré comme un album essentiel dans la carrière de l'auteur. Au fil des récits, son style s'affine, jetant les bases de ce qui est plus tard nommé la « ligne claire », de sorte qu'il est souvent considéré comme « le père de la bande dessinée européenne ».
La publication du Petit Vingtième est arrêtée lors de l'invasion de la Belgique en 1940, mais Hergé continue de développer ses créations dans Le Soir, alors contrôlé par l'occupant allemand. Dans le même temps, à la demande de son éditeur Casterman, il procède au remaniement et à la mise en couleurs des albums parus avant-guerre, un travail mené avec plusieurs assistants comme Edgar P. Jacobs. En acceptant de travailler pour le plus grand quotidien du pays par le tirage, Hergé assure le succès et la popularité des Aventures de Tintin, mais cela lui vaut d'être accusé de collaboration et d'être temporairement interdit de publication en 1944, à la Libération.
En 1946, il contribue au lancement du journal Tintin avec un ancien résistant devenu éditeur, Raymond Leblanc. Directeur artistique de cet hebdomadaire, dont le succès contribue à celui de la bande dessinée franco-belge, Hergé y impose son style, exerçant un certain regard critique envers les travaux de ses collègues, qui ne peuvent être diffusés dans le journal sans son accord. En 1950, il fonde les Studios Hergé, un atelier qui regroupe des artistes talentueux comme Bob de Moor, Jacques Martin et Roger Leloup, chargés de l'assister dans la réalisation de ses travaux. Pour autant, la décennie 1950 est marquée pour Hergé par une véritable crise personnelle, entamée dès la fin de la Seconde Guerre mondiale. En proie à de violentes dépressions, l'auteur interrompt plusieurs fois ses publications. En 1959, il quitte sa première femme Germaine pour s'installer avec sa jeune coloriste Fanny Vlamynck et entame une nouvelle vie.
Si le rythme de création des Aventures de Tintin ralentit dans les années 1960 et 1970, sa renommée est croissante et le héros devient une véritable icône internationale. Tout en se détachant peu à peu de son personnage, Hergé assouvit certaines de ses passions, notamment pour l'art contemporain et les philosophies orientales. Il meurt d'une grave maladie du sang en 1983, après avoir affirmé sa volonté que ses héros ne lui survivent pas. Depuis sa mort, le succès de Tintin ne se dément pas : le héros et son créateur font l'objet de nombreuses adaptations, publications ou rétrospectives, et certains dessins originaux d'Hergé atteignent des sommes records lors de ventes aux enchères, cependant que ses ayant droit surveillent étroitement son héritage. Le musée Hergé, qui lui est entièrement consacré, est inauguré en 2009 à Louvain-la-Neuve.

## Biographie

### Jeunesse bruxelloise (1907-1925)

#### Naissance et origines familiales

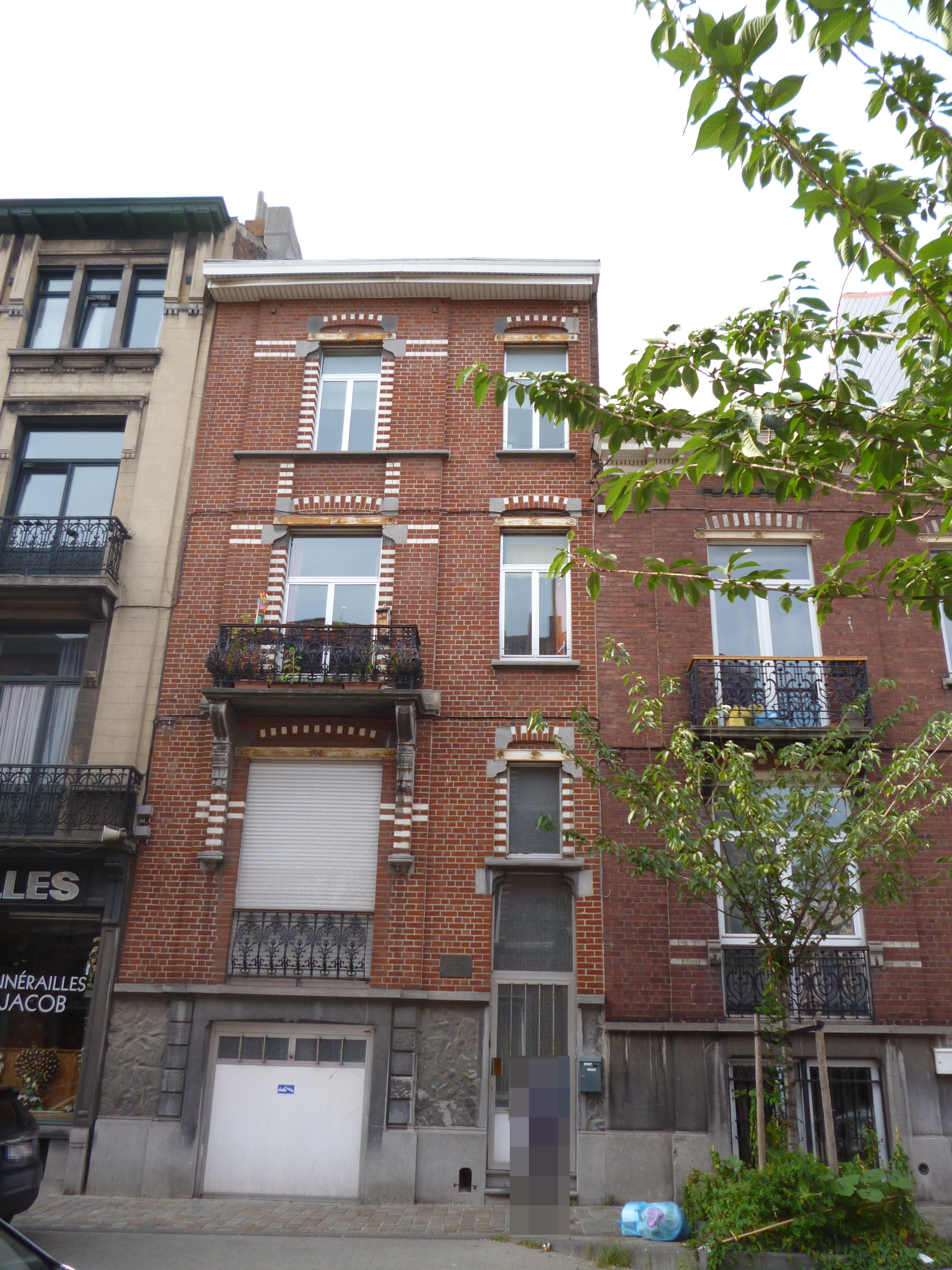
La maison natale d'Hergé à Etterbeek.

Georges Prosper Remi naît au no 25 de la rue Cranz à Etterbeek, commune de l'agglomération bruxelloise, le 22 mai 1907 à 7 h 30. L'enfant est baptisé quelques semaines plus tard, le 9 juin, à l'église paroissiale de la commune. Sa marraine est sa propre grand-mère maternelle, Antoinette Roch. Ses parents appartiennent à la classe moyenne bruxelloise : Alexis Remi (1882-1970) est employé dans la maison de confection pour enfants Van Roye-Waucquez à Saint-Gilles et Élisabeth Dufour (1882-1946), ancienne couturière, est sans profession au moment de sa naissance,,.
L'origine d'Alexis Remi est mystérieuse. Le 1er octobre 1882, sa mère Léonie Dewigne, âgée de 22 ans, donne naissance à des jumeaux, Alexis et Léon, nés de père inconnu. D'après les recherches de Philippe Goddin, ce pourrait être Alexis Coismans, un ébéniste bruxellois qui refuse d'en endosser la paternité. Goddin s'appuie notamment sur le fait que Coismans se présente à la maison communale d'Anderlecht pour déclarer la naissance des enfants et que l'un des jumeaux porte le même prénom que lui. Mais Léonie Dewigne travaillant comme domestique auprès de la comtesse Hélène Errembault de Dudzeele dans sa propriété de Chaumont-Gistoux, dans le Brabant wallon,, puis à Bruxelles, certains attribuent la paternité des jumeaux à un personnage illustre, qu'il s'agisse du comte Gaston Errembault de Dudzeele, diplomate de carrière, ou encore du roi Léopold II, qui venait parfois à Chaumont-Gistoux,. De fait, la comtesse porte une certaine attention aux enfants de Léonie, leur offrant des vêtements ou finançant leur inscription à l'école jusqu'à l'âge de 14 ans.
En 1893, Léonie Dewigne épouse son voisin Philippe Remi, ouvrier dans une imprimerie, qui reconnaît aussitôt Alexis et Léon, ces derniers portant désormais son nom de famille. Après la mort de Léonie en 1901, les liens de la famille avec Philippe Remi se distendent, bien qu'il signe l'acte de mariage des parents d'Hergé ; aussi, ce dernier ne l'a jamais rencontré. L'identité de son véritable grand-père demeure donc énigmatique et la possibilité d'une ascendance illustre laisse penser au psychanalyste Serge Tisseron que le poids de ce secret de famille influence l'ensemble de son œuvre.
Quant à Élisabeth Dufour, d'origine flamande, elle est née dans le quartier des Marolles à Bruxelles, ce qui fait dire plus tard à Georges Remi, son père étant wallon : « Je suis un Belge synthétique ». Après la naissance de Georges, sa famille ne cesse de déménager. Le 26 juin 1908, ils s'installent au no 34 de la rue de Theux à Etterbeek, chez les parents d'Élisabeth, Joseph Dufour (1853-1914), ancien plombier, et Antoinette Roch (1854-1935). De santé fragile, la jeune mère est victime d'une rechute de pleurésie durant l'hiver 1909-1910,. Bien que souvent absent pour des raisons professionnelles qui l'amènent à voyager en France et en Italie, Alexis Remi est très affectueux et protecteur envers son épouse.
Une friction familiale conduit le couple à s'installer le 12 janvier 1912 au no 57 de l'avenue Jules Malou, dans la même commune, mais le loyer trop élevé les oblige à revenir rue de Theux, cette fois au no 91, pour la naissance de leur deuxième enfant, Paul Léon Constant Remi, le 26 mars 1912.

#### Enfance, entrée à l'école et occupation de la Belgique (1907-1918)

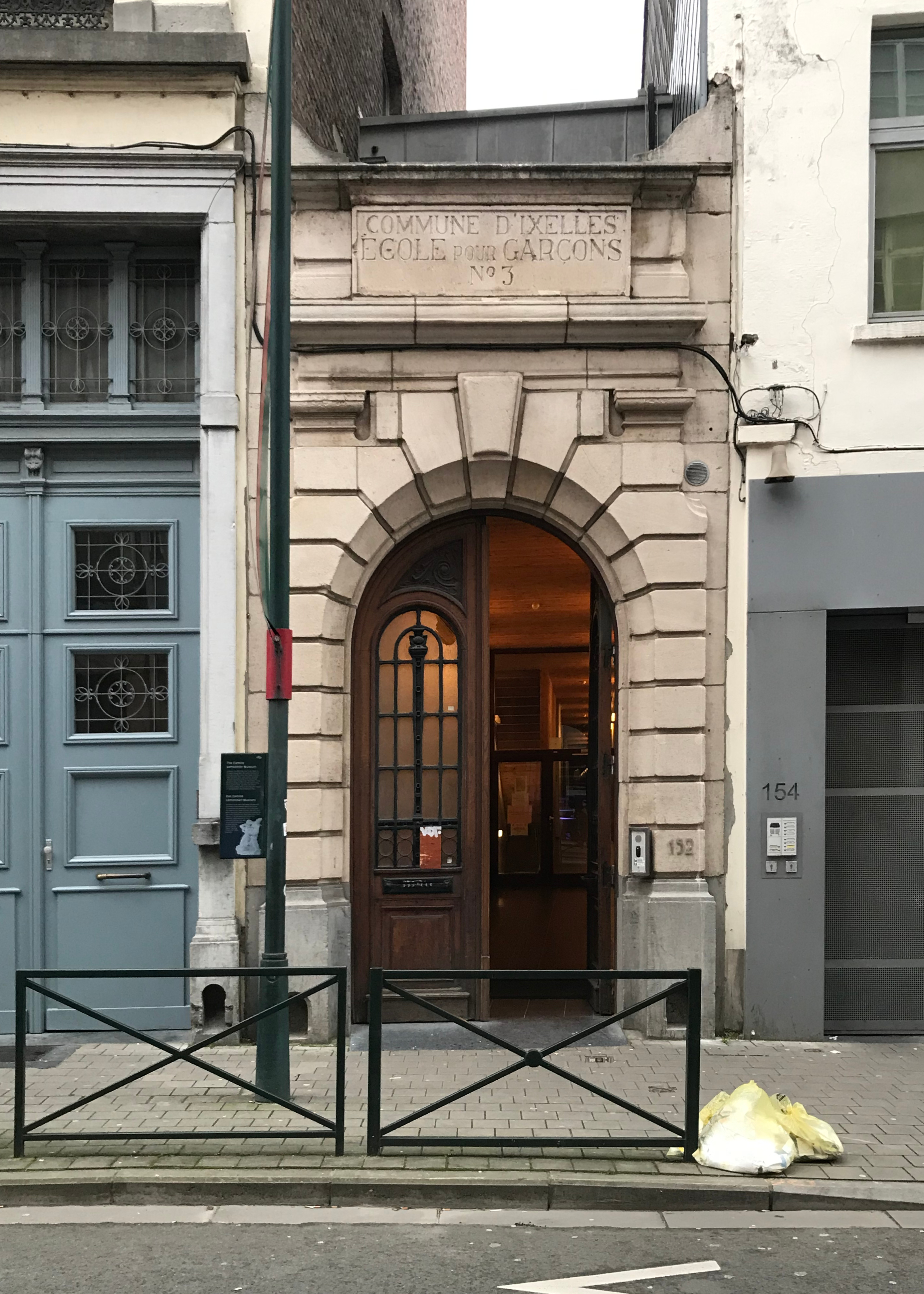
La première école fréquentée par Hergé, à Ixelles.

De son enfance, Hergé semble garder un souvenir terne :

« Tout à fait quelconque mon enfance. Dans un milieu très moyen, avec des évènements moyens, des pensées moyennes. Pour moi, le « vert paradis » du poète a été plutôt gris. […] Mon enfance, mon adolescence, le scoutisme, le service militaire, tout était gris. Une enfance ni gaie, ni triste, mais plutôt morne. »

Les entretiens que livre l'auteur au cours de sa carrière laissent entrevoir l'étroitesse d'esprit, voire l'inculture de son milieu familial, tout autant qu'un manque d'affection. Bien qu'il les décrive comme des parents « très bons », Hergé reconnaît qu'ils étaient peu expansifs et que les échanges entre eux étaient limités, voire « laconique[s] ». Sa mère, qui souffre progressivement de dépression puis de problèmes psychiatriques, demeure assez distante de lui. Si Hergé assure que son enfance était « exempte de grands malheurs », son biographe Benoît Peeters affirme qu'il aurait subi un abus sexuel de la part d'un de ses oncles, de dix ans son aîné,.
Selon ses propres mots, le petit Georges est un enfant insupportable, « particulièrement lorsque ses parents l'emmenaient en visite ». L'un des remèdes les plus efficaces est de lui fournir alors un crayon et du papier. L'un de ses premiers dessins connus, exécuté en 1911, est une image narrative qui figure au dos d'une carte postale et représente au crayon bleu un train à vapeur, un garde-barrière et une automobile, tous trois parfaitement reconnaissables,. Dans ses premières années, sa mère l'emmène chaque semaine au cinéma, mais la naissance de son frère cadet, Paul, bouleverse son quotidien, lui qui avait été élevé jusque-là comme un enfant unique. Les deux frères, de caractères très opposés, ne seront jamais proches.
Le 29 septembre 1913, Georges, âgé de 6 ans, entre en première préparatoire à l'Athénée d'Ixelles, un établissement laïc et payant jouissant d'une très bonne réputation et où le jeune garçon obtient d'excellents résultats, étant classé 3e sur 25. À peine l'année scolaire est-elle terminée que la Belgique est occupée par l'armée allemande de Guillaume II, après le déclenchement de la Première Guerre mondiale. Son oncle Léon est mobilisé sur le front de l'Yser dès la fin août 1914 ; il en reviendra, après quatre ans de combats, décoré de la croix de guerre avec palmes.
Entretemps, la santé d'Élisabeth décline de nouveau. La famille Remi suit les conseils de son médecin et déménage à la campagne, au no 124 rue du Tram à Watermael-Boitsfort, dans la banlieue sud de Bruxelles,. La famille n'y reste que quelques mois et revient finalement à Etterbeek. En septembre 1914, Georges Remi intègre l'école no 3 d'Ixelles, un établissement gratuit où il effectue la suite de sa scolarité primaire. Il dessine parfois dans le bas de ses cahiers des histoires imagées qui racontent les démêlés d'un petit garçon avec l'occupant allemand :

« Un jour, un élève m'a pris un dessin et l'a montré au professeur. Celui-ci l'a regardé avec une moue méprisante, et m'a dit : « Il faudra trouver autre chose pour vous faire remarquer ! » Parfois l'instituteur, me voyant occupé à griffonner et me croyant distrait, m'interpellait brusquement : « Remi !… Répétez donc ce que je viens de dire ! » Et déjà il ricanait méchamment dans sa barbe. Mais son visage exprimait généralement un profond étonnement lorsque, tranquillement, sans hésiter, je répétais ce qu'il venait de dire. Car si je dessinais d'une main, eh bien, j'écoutais attentivement de l'autre ! »

— Hergé, interview.
L'état de santé d'Élisabeth s'améliorant, la famille Remi revient s'installer définitivement en août 1917 au no 34 rue de Theux à Etterbeek,. Ce quartier, entouré de champs et de terrains vagues, est un terrain de jeu idéal pour Georges Remi qui passe son temps libre à jouer dans la rue avec ses camarades de classe.

#### Études secondaires et scoutisme (1918-1925)
Le 7 octobre 1919, il entre à l'École supérieure no 11 d'Ixelles, un établissement qui doit le préparer à entrer dans la vie active. À l'occasion du premier anniversaire de l'Armistice en novembre 1919, il compose au tableau noir une vaste fresque patriotique avec des craies de couleur, dans laquelle les soldats belges infligent une défaite cuisante aux Allemands, ce qui émeut son professeur de dessin, monsieur Stoffijn, dit « Fine-Poussière », qui a pourtant l'habitude de lui attribuer des notes en dessous de la moyenne alors que Georges passe auprès de ses camarades pour un dessinateur doué,,. La même année, il découvre le scoutisme aux Boy-Scouts Belges, une troupe laïque.

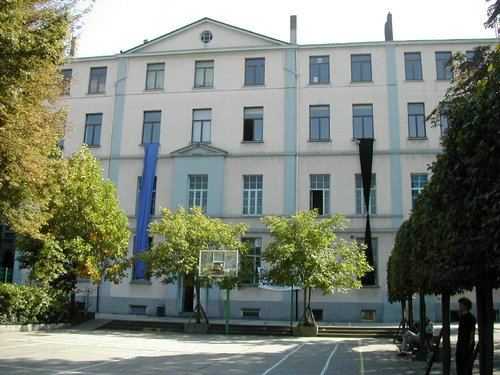
L'Institut Saint-Boniface, où Hergé est élève de 1920 à 1925.

À la suite d'une année scolaire plutôt médiocre, le patron d'Alexis Remi lui conseille fortement de placer son fils dans un établissement scolaire catholique. Après avoir effectué sa communion solennelle à l'église Sainte-Gertrude d'Etterbeek, Georges Remi entre en 1920 à l'Institut Saint-Boniface de Bruxelles, dirigé par l'abbé Pierre Fierens. Il intègre également la troupe scoute de l'établissement, membre de l'Association des scouts Baden-Powell de Belgique, ce qui est un déchirement pour lui tant il était attaché aux camarades de sa première troupe,. Il évolue dès lors dans un milieu traditionaliste et catholique, très ancré à droite, et devient rapidement chef de la patrouille des « Écureuils », recevant le nom totémique de « Renard curieux »,. L'adolescent prend plaisir dans cette activité et se reconnaît dans ses valeurs. Pendant l'été 1922, sa troupe parcourt à pied la Suisse, les Dolomites et le Tyrol, puis se rend l'année suivante dans les Pyrénées, des voyages qui marquent durablement Georges Remi.
Sur le plan scolaire, il est un élève brillant qui reçoit chaque année le prix d'excellence. En juillet 1925, il achève ses études secondaires à la première place, obtenant paradoxalement son plus mauvais résultat en dessin,. Son professeur l'abbé Proost justifie de ne pas lui attribuer le prix de dessin en expliquant à ses camarades : « bien sûr, Remi mérite mieux ! Mais il fallait dessiner des épures, des prismes et autres objets avec ombre portée… Chez ce garçon, un autre dessin est inné ! Ne vous en faites pas, on en reparlera. » Hergé et sa famille n'ont pas vécu au 26, rue du Labrador — adresse fictive de Tintin —, mais dans un quartier à cheval entre Ixelles et Etterbeek, au 97 rue de l'Orient, et sa grand-mère Antoinette Roch vivait à quelques pas de là dans la même rue.

#### La passion du dessin
Durant sa scolarité, Georges Remi recouvre ses cahiers de dessins et de croquis. Tout est prétexte pour lui à dessiner et c'est en autodidacte qu'il se forme. Il consigne ses observations sur le papier et chaque sortie de la troupe scoute est pour lui comme un reportage. Il est également fasciné par l'Amérique des cow-boys et des Indiens et, pendant l'automne 1922, à l'occasion de la fête de l'aumônier Hansen, le créateur de sa troupe scoute, il dessine une vaste fresque sur un mur de l'Institut Saint-Boniface qui reprend ce thème, de même que des chevaliers en armure. Cette œuvre est classée en 2022 au patrimoine remarquable de Belgique,.
Dès 1922, certains de ses dessins font l'objet d'une publication dans le bimensuel Jamais Assez, revue de la troupe de Saint-Boniface dont le tirage est limité aux scouts du collège. À l'initiative de René Weverbergh, il rejoint ensuite l'équipe d'illustrateurs du Boy-Scout, la revue mensuelle des Belgian Catholic Scouts,,. C'est dans ce périodique qu'il signe pour la première fois, en décembre 1924, « Hergé », en inversant ses initiales.

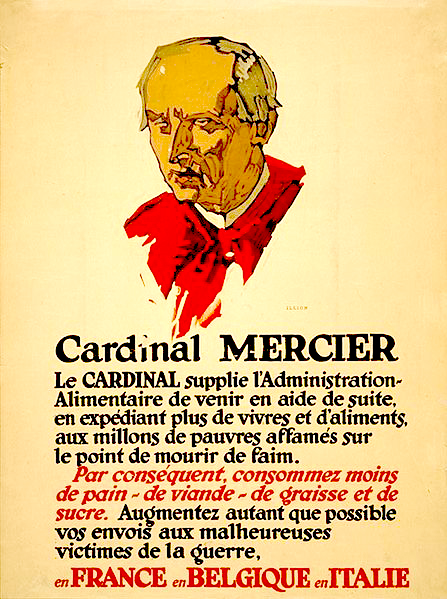
Appel du cardinal Mercier, en 1917.

Au début de l'été 1923, Hergé fonde l'« Atelier de la Fleur de Lys » avec Pierre Ickx, un dessinateur plus âgé que lui. Il en rédige le manifeste théorique qu'il publie dans Le Boy-Scout. Dans le même temps, il commence à publier des illustrations dans Le Blé qui lève, l'hebdomadaire des avant-gardes de l'Action catholique de la jeunesse belge. Cette association s'inscrit dans le mouvement initié par le pape Léon XIII et poursuivi par le cardinal Mercier dont l'objectif est de relancer l'enthousiasme religieux qui commence à péricliter au sein de la société belge et plus largement européenne. En avril 1925, Hergé réalise pour cette revue une bande de quatre dessins sur les « plaisirs du vélo » où un cyclotouriste regonfle son pneu tellement fort qu'il le fait exploser,. D'après Philippe Goddin, il s'agit de la première bande dessinée d'Hergé au sens strict du terme dans la mesure où « la séquence proposée se révèle parfaitement close ».
Quelques mois plus tôt, en janvier 1925, Le Boy-Scout publie son premier enchaînement d'illustrations : il s'agit d'un gag en deux images, intitulé L'Appel du clairon, qui montre de jeunes scouts plus empressés de déguster leur soupe que d'effectuer leur corvée d'épluchures. Dans cette courte séquence, le dessinateur innove par l'emploi de phylactères,. Parmi ses autres réalisations figurent de nombreuses têtes de rubriques, des illustrations de contes, de petits gags, ainsi que l'emblème de la Jeunesse indépendante catholique (JIC), constitué d'un aigle noir tenant le bouclier armorié JIC. La même année, René Weverbergh lui offre un ouvrage intitulé Anthologie d'Art afin qu'il perfectionne son coup de crayon.
À la fin de ses humanités, Georges Remi n'envisage pas de faire des études supérieures, tout comme ses parents considèrent qu'il est temps pour lui de trouver un métier. L'été 1925 marque non seulement la fin de ses études mais aussi une profonde blessure sentimentale, causée par sa rupture avec Marie-Louise van Cutsem, surnommée « Milou ». Les deux adolescents, amis depuis l'enfance car leurs familles se fréquentent et passent certaines de leurs vacances ensemble en bord de mer à Ostende,, avaient entamé une relation amoureuse pendant l'été 1924. Le père de Marie-Louise, un décorateur de renom qui travaille notamment pour Victor Horta, voit leur union d'un mauvais œil : il s'oppose à leurs fiançailles et exige que sa fille rompe avec un garçon qu'il juge sans avenir.

### Première carrière de dessinateur (1925-1929)

#### Entrée auVingtième Siècle, début des aventures de Totor dansLe Boy-Scout(1925-1926)
Ses études secondaires terminées, Hergé cherche désormais du travail. Sur la recommandation de l'abbé Armand Wathiau, directeur de l'Institut Saint-Boniface, il rencontre la direction du Vingtième Siècle qui lui propose un poste d'employé. Ce journal bruxellois, dirigé par l'abbé Norbert Wallez, est résolument conservateur et se définit d'ailleurs comme un « journal catholique de doctrine et d’information ». Georges Remi est engagé à partir du 31 octobre 1925 au service des abonnements du quotidien et son travail consiste principalement à inscrire le nom des nouveaux abonnés sur des formulaires spéciaux et à traiter du courrier,. Dans le même temps, ses parents l'inscrivent aux cours de dessin de l'école Saint-Luc, mais il n'assiste cependant qu'à un seul cours, : « Le plâtre, ça ne m'intéressait pas : je voulais dessiner des bonshommes, moi, des choses vivantes ! Or, à l'époque et dans ce milieu catholique, il était exclu que je fisse du modèle vivant : le nu, c'était Satan, Belzébuth et compagnie. » À cette époque, Hergé pratique également le théâtre avec ses amis Philippe Gérard et José de Launoit, au sein de la troupe des « Gargamacs », née de la fusion de deux groupes d'anciens scouts du collège Saint-Boniface.

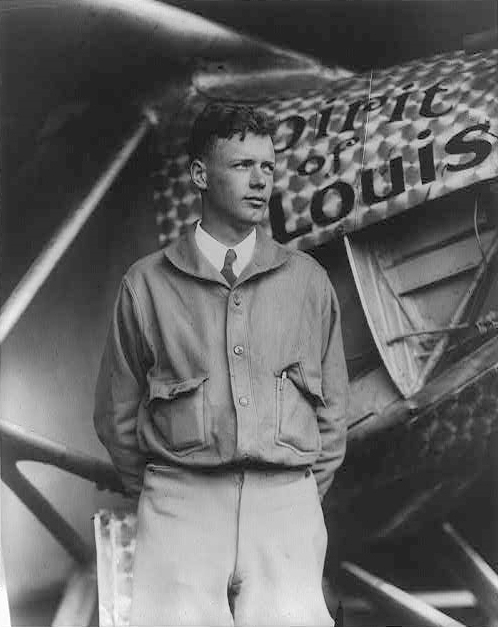
L'aviateur Charles Lindbergh en 1927.

Son travail de « gratte-papier » au Vingtième Siècle le passionne peu. Hergé conserve néanmoins ses responsabilités d'illustrateur pour Le Boy-Scout et Le Blé qui lève puis commence à publier des dessins dans L'Effort, magazine de l'Association de la jeunesse étudiante catholique. Ces divers travaux lui apparaissent comme une bouffée d'oxygène. Dans le numéro de juillet 1926 du Boy-Scout, il fait paraître en pages centrales les premières planches des Extraordinaires Aventures de Totor, C. P. des Hannetons, un « grand film comique ». Il ne s'agit pas encore à proprement parler de bande dessinée dans la mesure où l'image en noir et blanc est quasiment dépourvue de phylactères, le texte étant placé sous les vignettes.
La suite des aventures de ce scout débrouillard, souvent reconnu comme l'ancêtre de Tintin, connaît une série d'interruptions. Le 16 août, le dessinateur est appelé au service militaire, affecté à la 4e Compagnie du 1er régiment de chasseurs à pied à Mons. Candidat sous-lieutenant de réserve, il doit effectuer deux mois de plus que les simples soldats et la vie de caserne l'ennuie profondément. Fin mai 1927, sa compagnie est réquisitionnée pour surveiller l'avion de Charles Lindbergh, en visite en Belgique après son exploit aérien, à l'aérodrome de Bruxelles,. Bien qu'en permission ce jour-là, Hergé assiste à l'évènement qui le marque profondément, lui qui se passionne pour les symboles de la modernité que sont les avions,.
Totor ne fait son retour dans le Boy-Scout qu'en février 1927, l'histoire reprenant à la septième planche. Sa publication est de nouveau interrompue au mois d'avril suivant et ne reprend qu'en décembre 1927 dans Le Boy-Scout belge, une nouvelle revue née de la fusion de deux magazines. Pour l'occasion, une douzaine d'illustrations qui résument les premiers épisodes accompagnent les nouvelles planches afin de permettre aux nouveaux lecteurs de comprendre l'histoire. Les Aventures de Totor s'achèvent finalement dans le numéro de juin-juillet 1929, après un total de 21 épisodes.

#### Dessins pourLe Vingtième Siècleet ses suppléments (1927-1928)

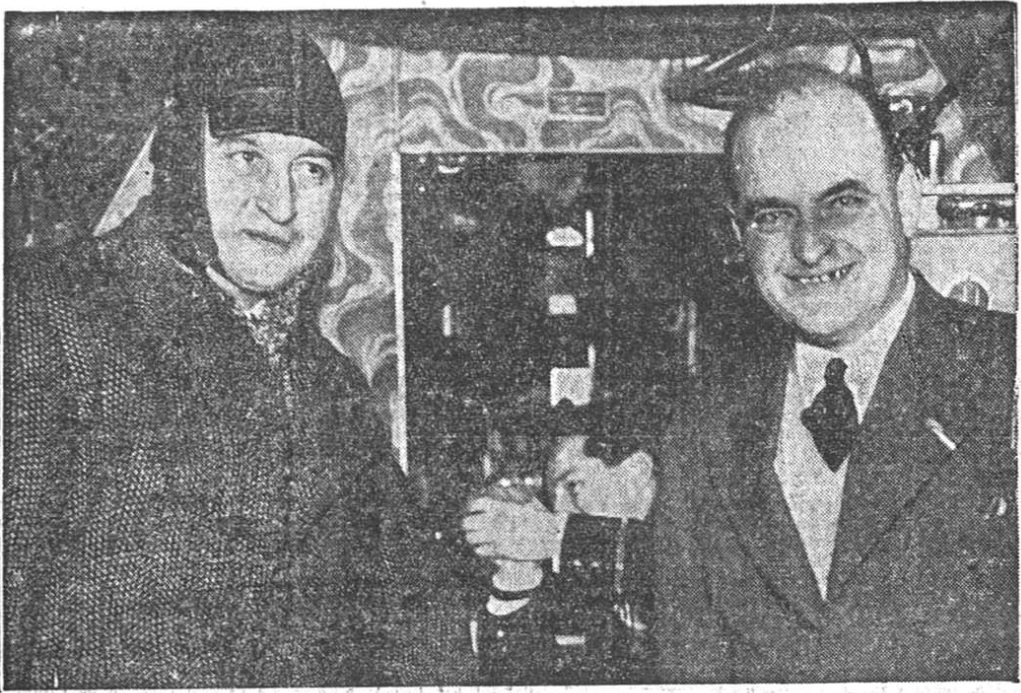
René Weverbergh (à droite) en 1935.

Libéré de ses obligations militaires, Hergé rencontre l'abbé Norbert Wallez, directeur du Vingtième Siècle. Il lui présente ses dernières productions, notamment les illustrations qu'il a réalisées pour le roman L'Âme de la mer de son ami Pierre Wessels, dit Pierre Dark, un ouvrage édité par René Weverbergh, également membre de la rédaction du journal. Par ailleurs, il rappelle au directeur qu'il est l'auteur d'une illustration pour la marque de cirage Kortine, publiée une première fois dans les pages du quotidien le 20 mars 1927 avant d'être reproduite à de nombreuses reprises. Après plusieurs rencontres, Norbert Wallez lui propose une promotion et l'engage en qualité de reporter-photographe et dessinateur, à compter du 22 août 1927,. C'est au Vingtième Siècle que le dessinateur fait la connaissance de Germaine Kieckens, embauchée comme secrétaire de l'abbé Wallez le 15 février 1928 et qui ne le laisse pas insensible. Il l'invite parfois à faire des promenades en barque et lui rend visite pendant ses vacances.
Hergé multiplie les contributions pour le journal, même si ses premiers travaux, plutôt ingrats, consistent en la réalisation de graphiques, de cartes didactiques ou de frises décoratives, toutes illustrations dépourvues de fantaisie. Il est bientôt chargé d'illustrer les pages du supplément culturel du quotidien, Le Vingtième Siècle Artistique et Littéraire, ce dont il profite pour expérimenter de nouveaux instruments et de nouvelles techniques. Il met notamment en image des récits de Léon Tolstoï, Selma Lagerlöf, Maurice Genevoix, Felix Salten ou Guido Milanesi et se perfectionne dans le lettrage et la composition.
En parallèle, Hergé accepte d'illustrer Une petite araignée voyage, le récit de René Verhaegen, son ancien camarade de l'Institut Saint-Boniface, publié dans la rubrique « Le Coin des petits » entre le 17 novembre 1927 et le 12 janvier 1928. Les deux hommes poursuivent leur collaboration avec deux autres récits, Popokabaka, l'histoire du voyage d'un souverain d'un petit peuple congolais qui paraît du 1er mars au 26 juillet 1928, puis La Rainette, une histoire publiée du 2 août au 25 octobre de la même année,.

#### Création duPetit Vingtième(1928-1929)
Satisfait de son travail, Norbert Wallez lui confie la responsabilité du supplément hebdomadaire destiné à la jeunesse que l'abbé veut lancer pour agrandir le nombre de ses lecteurs. Le Petit Vingtième, dont le premier numéro paraît le 1er novembre 1928, prend la forme d'un petit journal à détacher. En tant que rédacteur en chef, Hergé sélectionne les articles et assure leur mise en page, mais il illustre également les titres de rubriques et divers récits.
Dès son lancement, L'Extraordinaire aventure de Flup, Nénesse, Poussette et Cochonnet, un récit scénarisé par le chroniqueur sportif et judiciaire du Vingtième Siècle Armand De Smet (qui signe sous le pseudonyme Smettini) et dont Hergé assure la réalisation graphique, occupe les pages centrales du supplément. L'histoire raconte les aventures de trois jeunes adolescents et d'un cochon gonflable, dont le cerf-volant s'accroche au train d'atterrissage d'un avion parti pour le Congo. Elle se déroule sur un fond colonialiste et proclérical très en vogue à l'époque, en particulier lorsque les enfants, prisonniers dans un village de cannibales, sont sauvés par la bienveillance d'un missionnaire catholique. La publication du récit s'étale pendant dix semaines, jusqu'au 4 janvier 1929, pour un total de 20 planches, mais selon l'écrivain Benoît Peeters, « le texte […] est d'une niaiserie absolue et le scénario […] est d'une désespérante platitude. Et les dessins d'Hergé, du reste non signés, sont aussi maladroits que bâclés ». Hergé lui-même qualifie ce récit de « fantaisiste mais consternant » et reconnaît son malaise dans l'exécution d'un travail narratif qui n'est pas le sien : « Je me sentais comme dans un costume mal coupé qui me gênait aux entournures ». Il prend d'ailleurs la liberté d'insérer des bribes de dialogue dans des phylactères et adapte à sa guise le texte livré par Smettini.

### Tintin et Milou auPetit Vingtième(1929-1931)

#### Genèse de Tintin
Parallèlement à ses travaux dans Le Petit Vingtième, Hergé poursuit ses publications dans d'autres revues. C'est dans le numéro du 30 décembre 1928 du Sifflet, un hebdomadaire dominical, satirique et catholique, qu'il publie ses deux premières véritables bandes dessinées, c'est-à-dire des histoires qui intègrent de manière récurrente des phylactères en lieu et place de légendes sous le dessin. Il en assure lui-même la conception, trouvant là l'opportunité d'adopter ses propres principes. Ces deux récits, Réveillon et La Noël du petit enfant sage, prennent chacun la forme de quatre bandes réparties sur une planche,,. Séduit par ces histoires qu'il juge plus vivantes, l'abbé Norbert Wallez propose à Hergé de reprendre les personnages de La Noël du petit enfant sage pour en faire les héros d'un nouveau récit à paraître dans Le Petit Vingtième et dont le dessinateur rédigerait lui-même le scénario.
Pour sa nouvelle histoire, Hergé affirme avoir créé son personnage principal en cinq minutes. Il reprend le personnage de Totor, modifie son nom en Tintin, lui adjoint un petit fox-terrier blanc, Milou, et lui attribue le métier de reporter. D'après les dires du dessinateur, son personnage emprunte le visage, le caractère, le geste et les attitudes de son propre frère cadet, Paul Remi,. À la demande de l'abbé Wallez, Hergé envoie son héros en URSS et le récit est ouvertement anticommuniste, suivant ainsi la ligne éditoriale du quotidien,. Il entend dénoncer les crimes perpétrés par les bolcheviks, une idée assez largement répandue à l'époque en Belgique,. Hergé lui-même avait fait paraître des caricatures anticommunistes dans Le Sifflet quelques mois plus tôt. Dès l'origine, Les Aventures de Tintin recouvrent donc une fonction politique et le héros est présenté comme un idéal de journalisme d'investigation.

#### Lancement desAventures de Tintin

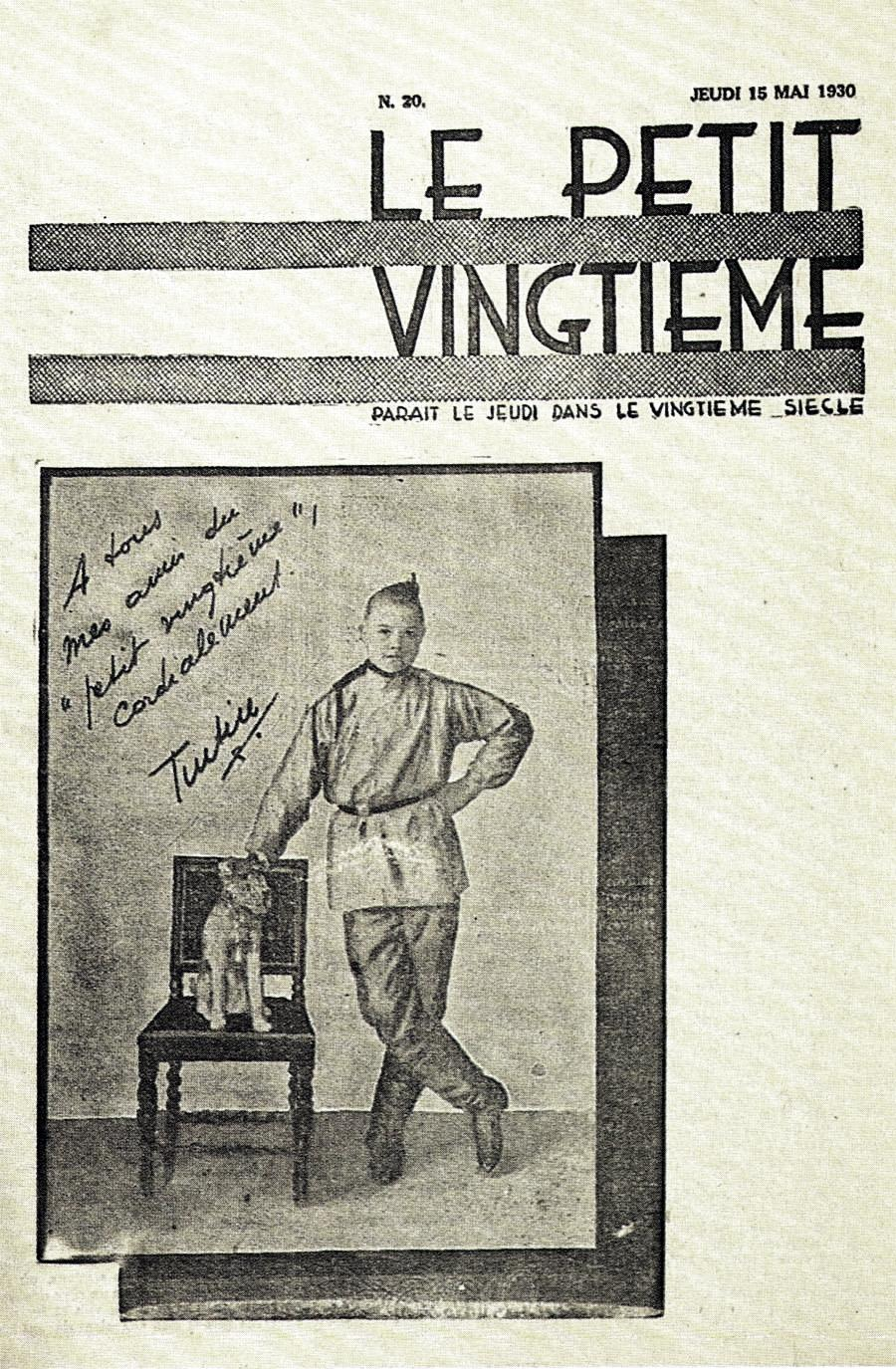
Couverture du Petit Vingtième du jeudi 15 mai 1930 après le retour de Tintin et Milou du pays des Soviets.

Les deux premières planches de Tintin au pays des Soviets paraissent le 10 janvier 1929 dans Le Petit Vingtième. Hergé exécute et livre deux planches par semaine qui enchaînent les gags et les péripéties sans que l'auteur ait encore une idée bien précise de la construction de son récit,. D'ailleurs, il n'imagine pas encore que son héros vivra au-delà de cette aventure, décrivant plus tard sa naissance comme « une blague entre copains, oubliée le lendemain ». Pour élaborer le scénario, Hergé s'inspire d'une source unique que lui fournit l'abbé Wallez, le livre Moscou sans voiles paru sous la plume du diplomate belge Joseph Douillet en 1928. Les scènes politiques sont cependant assez rares dans l'aventure, qui présente une succession de bagarres et de poursuites à bord d'engins mécaniques que Tintin s'approprie et maîtrise avec une étonnante facilité. Comme le souligne Benoît Peeters, Hergé « ne s'embarrasse d'aucun souci de vraisemblance », mais il témoigne déjà d'une grande maîtrise dans la représentation du mouvement. Le graphisme du personnage, dont le trait s'affine, évolue lui aussi au fil de la publication.
Le 25 décembre 1929 sort un numéro spécial qui comprend pour la première fois une couverture de Tintin réalisée par Hergé, mais aussi deux planches imprimées en bichromie. La rédaction du journal propose une série d'innovations, comme la publication d'une fausse lettre de la Guépéou prétendument envoyée au Petit Vingtième pour lui demander de mettre un terme à l'activité de son reporter, un mélange de fiction et de réalité qui permet de fidéliser les lecteurs,. De même, au terme de l'aventure, le retour de Tintin en Belgique est célébré par le journal comme si ses aventures avaient réellement eu lieu,. Le 8 mai 1930, à la Gare du Nord de Bruxelles, un jeune scout déguisé en Tintin fait une arrivée triomphale devant une foule de lecteurs attirés par la publicité lancée les jours précédents dans les pages du Vingtième siècle,. L'album, édité en septembre 1930, est vendu à 10 000 exemplaires, un succès remarquable à l'échelle de la Belgique francophone.
Dès sa première aventure, le héros créé par Hergé s'exporte en dehors des frontières de son pays. L'hebdomadaire catholique français Cœurs vaillants reprend l'histoire dès le mois d'octobre 1930, mais son directeur l'abbé Gaston Courtois, qui juge les phylactères insuffisants, fait adapter le récit en y ajoutant des textes explicatifs sous le dessin, sans en avertir l'auteur,. Après les plaintes de ce dernier, l'hebdomadaire cesse ces retouches. Mais globalement, les premiers albums d’Hergé ne sont que des succès modestes par leurs tirages et les journaux qui publient ses aventures n’ont que des tirages modestes, en France comme en Belgique.

#### Quick et FlupkeetTintin au Congo(1930-1931)

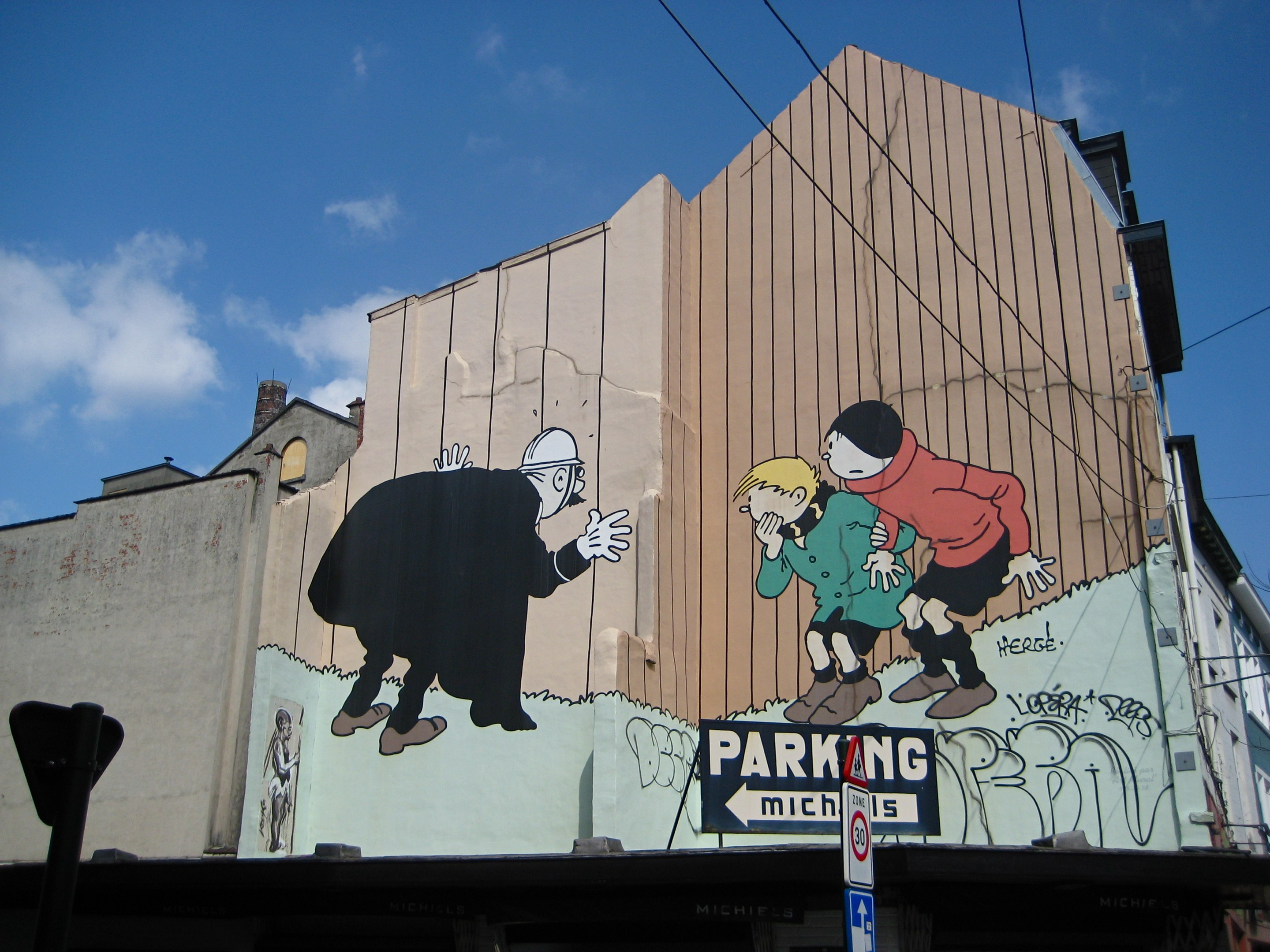
Quick, Flupke et l'Agent 15. Peinture murale. Bruxelles, quartier des marolles.

Le 23 janvier 1930, Le Petit Vingtième lance une nouvelle série créée par Hergé : Quick et Flupke,,. Leurs aventures paraissent dans les pages de l'hebdomadaire de façon continue jusqu'en 1935, tous les jeudis, puis de façon plus irrégulière jusqu'en 1940, le plus souvent sous la forme d'un gag en deux planches. Dans cette bande dessinée, Hergé renonce à l'exotisme et met en scène deux enfants intrépides de Bruxelles qui se jouent de l'autorité, si bien qu'ils s'affirment d'emblée comme le parfait contrepoint de Tintin,. Cette nouvelle série connaît elle aussi le succès : la Radio catholique belge organise quelques émissions improvisant une interview fictive des deux gamins de Bruxelles.
Le tirage du Petit Vingtième s'accroît fortement, étant multiplié par six le jour où paraît Tintin, si bien que l'équipe s'agrandit pour faire face au surcroît de travail que demande sa préparation. Après le recrutement d'Eugène van Nijverseel, dit Evany, au début de l'année 1929, Paul Jamin est engagé comme collaborateur d'Hergé en mars 1930,. Tintin reste le personnage phare du périodique et Norbert Wallez souhaite que ses aventures se poursuivent. Dans un premier temps, Hergé veut envoyer son héros aux États-Unis pour évoquer la culture amérindienne qui le fascine depuis l'enfance,, mais l'abbé s'y oppose et choisit le Congo belge pour tenter de faire naître une vocation coloniale chez les jeunes lecteurs, alors que ce territoire est confronté à une pénurie de main-d'œuvre européenne qui menace son développement. Le récit est aussi l'occasion d'exalter l'œuvre d'évangélisation et d'enseignement des missionnaires auprès des Africains.
L'histoire débute le 5 juin 1930. Pour en établir le scénario, Hergé se documente surtout par le biais du musée royal de l'Afrique centrale. Au total, 118 planches se succèdent jusqu'au 11 juin 1931. Malgré le peu d'enthousiasme du dessinateur pour cette aventure, Tintin au Congo est un succès : le retour triomphal de Tintin et Milou à la gare du Nord de Bruxelles est une nouvelle fois mis en scène devant une foule en liesse,.

Célébration du retour de Tintin et Milou du Congo, le 9 juillet 1931.
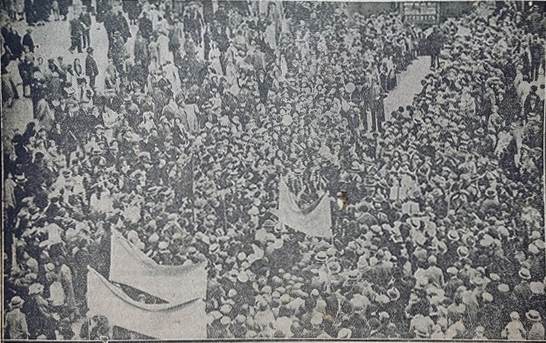
Foule réunie pour l'accueil des héros.
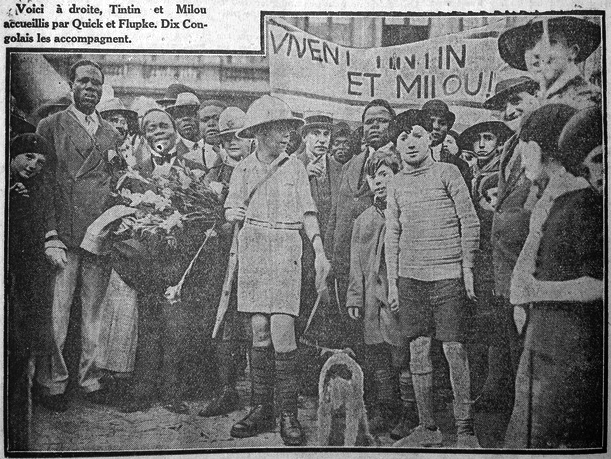
Tintin et Milou accueillis par Quick et Flupke.
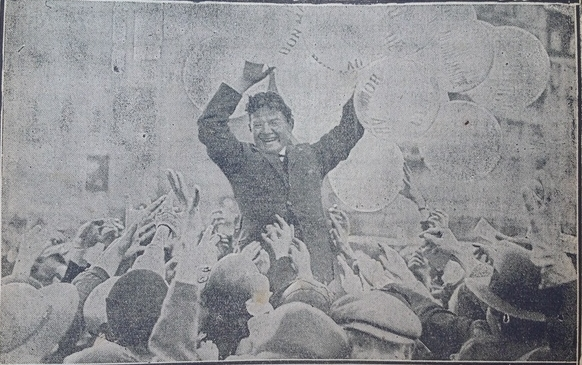
Image de la foule en liesse.

#### Autres travaux et engagement catholique
Malgré son investissement dans Le Petit Vingtième, Hergé poursuit diverses contributions. Pendant l'année 1929, il publie quelques bandes dessinées satiriques pour Le Sifflet, raillant notamment les députés socialistes belges Jean-Baptiste Schinler et Émile Vandervelde,. Au début des années 1930, il participe parfois au supplément Votre Vingtième, Madame, y réalisant des couvertures d'esprit « Art déco » très différentes de ses productions habituelles : c'est l'image de la femme libérée de l'entre-deux-guerres qui transparaît ici, venue tout droit des États-Unis et influencée par les Années folles. Il dresse des portraits de femmes faisant du sport, pilotant une automobile ou encore un bateau. En parallèle, Hergé réalise des centaines de publicités qui témoignent de sa maîtrise du lettrage et de la composition. Il travaille aussi bien pour des œuvres associatives que pour des marques industrielles.
Hergé est par ailleurs un membre actif des mouvements d'Action catholique. En 1930, il est d'ailleurs vice-président de la Jeunesse indépendante catholique, où il rencontre Raymond De Becker, dont il accepte d'illustrer deux brochures, Le Christ, roi des affaires en 1930 puis Pour un ordre nouveau deux ans plus tard. La même année, il dessine l'affiche du premier « Congrès politique de la jeunesse » sur le thème « La jeunesse et la transformation du régime », pour lequel il livre une image nettement fascisante. C’est en 1928 qu’il fait la connaissance d’une figure nationaliste belge très controversée, Léon Degrelle, qui travaille comme lui à la rédaction du Vingtième Siècle mais qui part au Mexique en 1929 et se fait embaucher chez Rex en 1930. En dessinant la couverture de son Histoire de la guerre scolaire, le jeune Hergé ne fait que répondre à une commande du groupe Rex. Leurs relations se refroidissent même rapidement, en 1932, quand Degrelle utilise sans son accord une affiche réalisée par Hergé, sur laquelle figure une tête de mort protégée par un masque à gaz, avec le slogan « Contre l'invasion, votez pour les catholiques »,. Léon Degrelle a déclaré dans ses mémoires posthumes, publiées en 2000, six ans après sa mort et considérées comme « mégalomanes », qu’il était le meilleur ami d’Hergé, information catégoriquement démentie par les historiens. Il ne faisait pas partie du groupe d’amis du jeune Hergé et n’a pas été invité à son mariage en 1932 même s’ils ont pû être tous deux invités à dîner chez l’abbé Wallez, le directeur de leur journal.

### Début d'une industrie (1931-1939)

#### Tintin de l'Amérique à l'Orient

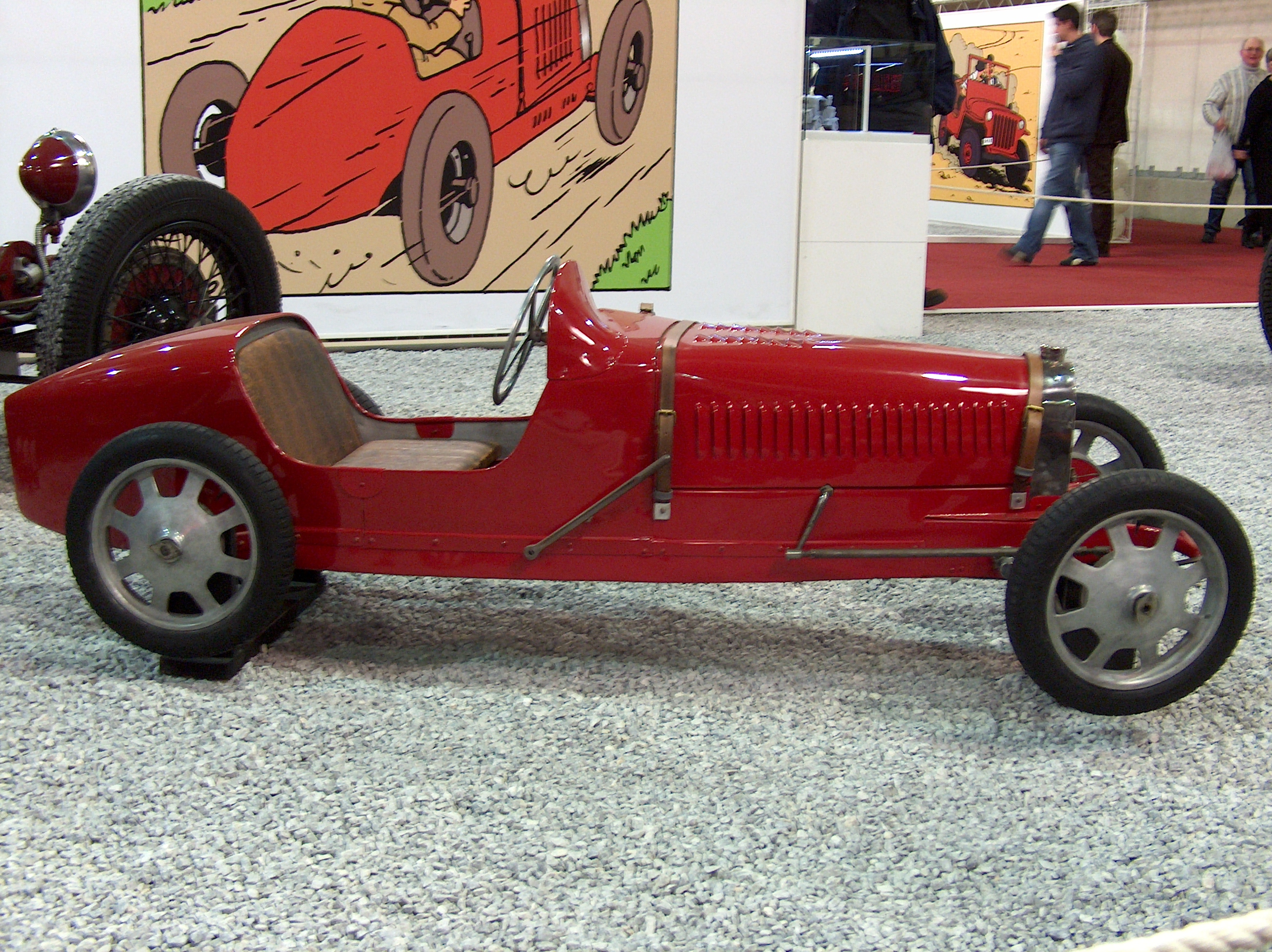
Bugatti Type 37 dessinée dans Tintin en Amérique.

En mai 1931, Hergé rencontre l'un de ses modèles déclarés, le dessinateur français Alain Saint-Ogan, créateur de la série Zig et Puce, et reçoit ses encouragements à persévérer dans le métier de la bande dessinée,. Il se lance ensuite dans la préparation de Tintin en Amérique, dont les planches commencent à paraître le 3 septembre 1931 dans Le Petit Vingtième et ce jusqu'au 20 octobre 1932. Pour cette aventure qui entend dénoncer la pègre de Chicago, tout en témoignant de la fascination de l'auteur pour les États-Unis, Hergé se documente principalement à partir d'un numéro spécial du Crapouillot paru en octobre 1930 et de l'ouvrage Scènes de la vie future de Georges Duhamel. Pour la première fois, il intègre un personnage réel à son récit, à savoir le célèbre bandit Al Capone. Bien que l'album livre une critique acerbe de la « folie américaine », dans un récit qui témoigne d'un « antiaméricanisme primaire, viscéral et rabique » selon le philosophe Rémi Brague, Tintin en Amérique apparaît moins caricatural sur le plan idéologique que son prédécesseur.

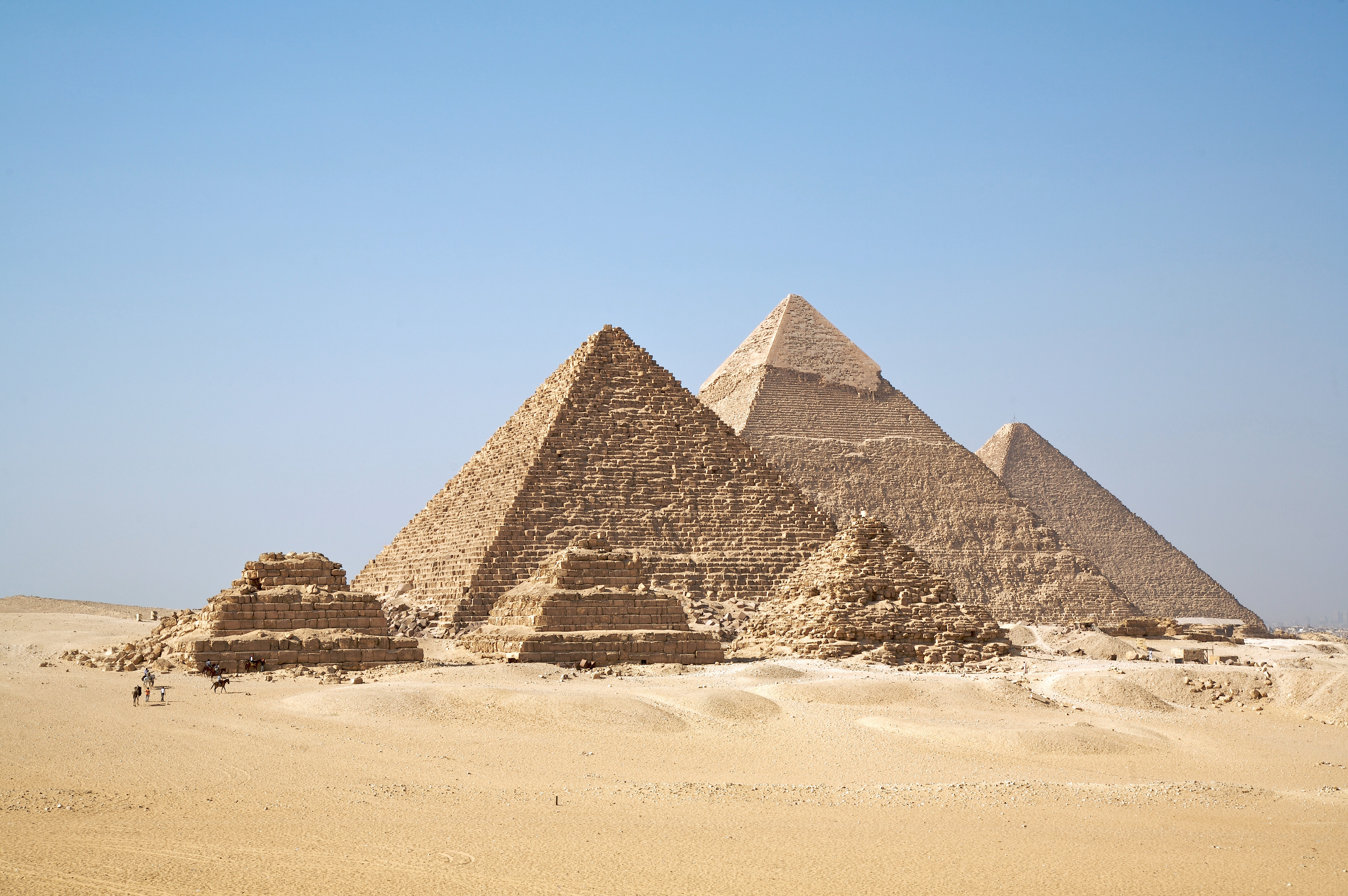
Les pyramides de Gizeh apparaissent en arrière-plan dans Les Cigares du pharaon.

Le 8 décembre 1932, les premières planches des Aventures de Tintin en Orient apparaissent dans Le Petit Vingtième. Hergé entame un processus de transformation de son œuvre et affiche une ambition plus littéraire : pour la première fois, il lance son héros dans une véritable enquête policière. La parution s'accompagne d'une rubrique « Le mystère Tintin », animée par Paul Jamin et qui permet aux lecteurs de donner leur point de vue sur l'affaire en cours. À travers cette aventure, Hergé exploite le thème de la malédiction du pharaon, à une époque où la fascination pour l'Égypte antique est encore très forte en Belgique comme en Europe, notamment depuis la découverte de la mystérieuse affaire du tombeau de Toutânkhamon quelques années plus tôt. Mais c'est bien l'affrontement entre Tintin et des trafiquants de stupéfiants qui est au cœur du récit, Hergé s'inspirant notamment du récit autobiographique de Henry de Monfreid, qu'il représente dans l'aventure. Cet épisode marque également l'entrée dans la série des personnages de Dupond et Dupont et de Roberto Rastapopoulos.

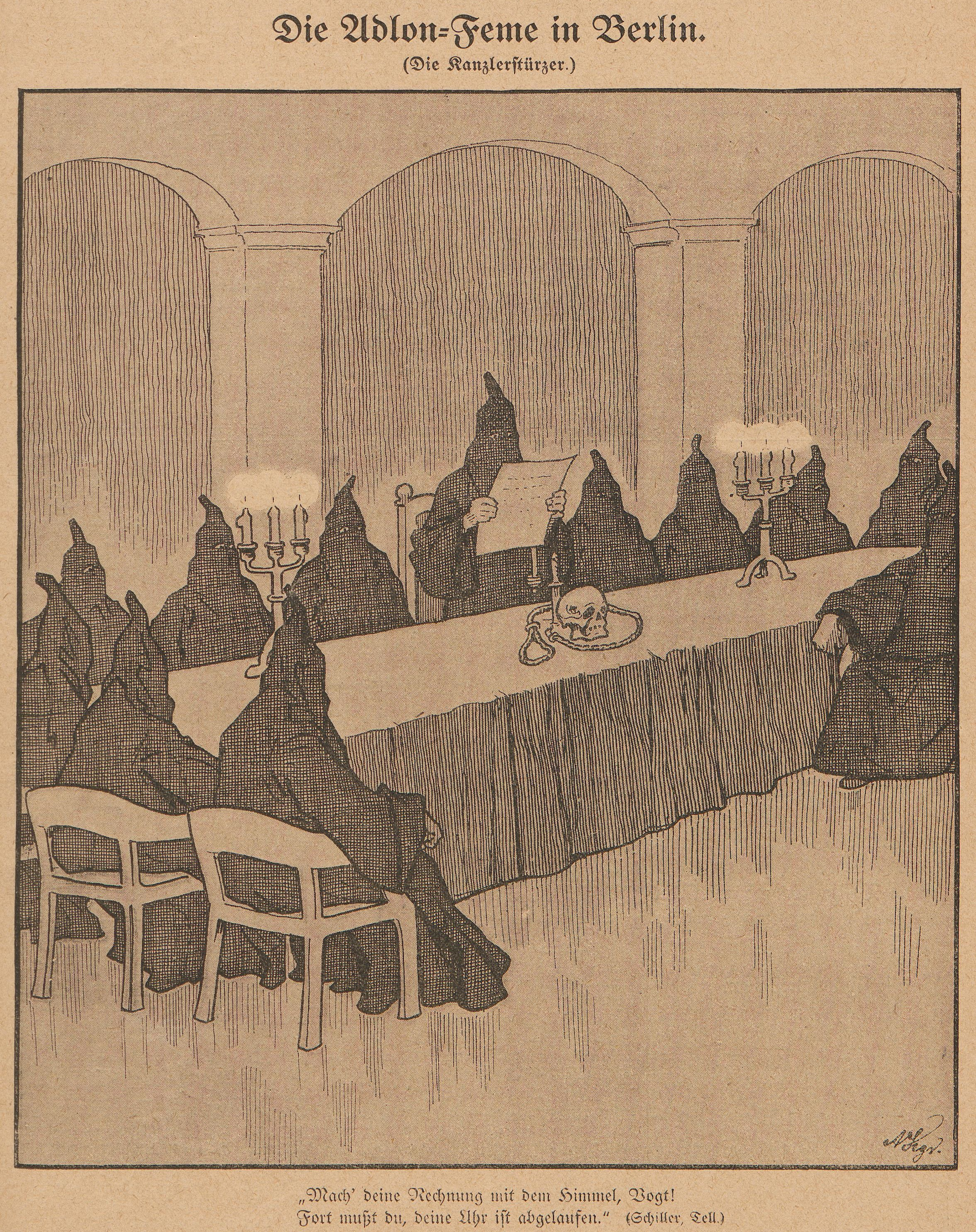
Dessin d'Arthur Krüger ayant inspiré Hergé pour représenter les membres de la société secrète des Cigares du pharaon.

Au début du mois d'avril 1932, Hergé entre en contact avec l'éditeur tournaisien Casterman qui obtient finalement, après avoir indemnisé Norbert Wallez, le droit d'éditer tous les albums de l'auteur en langue française. Le contrat, signé en mars 1934, permet en outre au dessinateur de s'ouvrir au marché français, une perspective très prometteuse. Tintin en Orient s'achève le 8 février 1934, après la parution des 124 planches réunies en album sous le titre Les Cigares du pharaon, le premier édité chez Casterman au mois de novembre 1934. Entre-temps, le 20 juillet, Hergé épouse Germaine Kieckens avec la bénédiction de l'abbé Wallez qui célèbre le mariage dans une église bruxelloise. Les jeunes mariés s'installent le mois suivant au no 18 rue Knapen à Schaerbeek,.

#### Évolution vers le récit construit

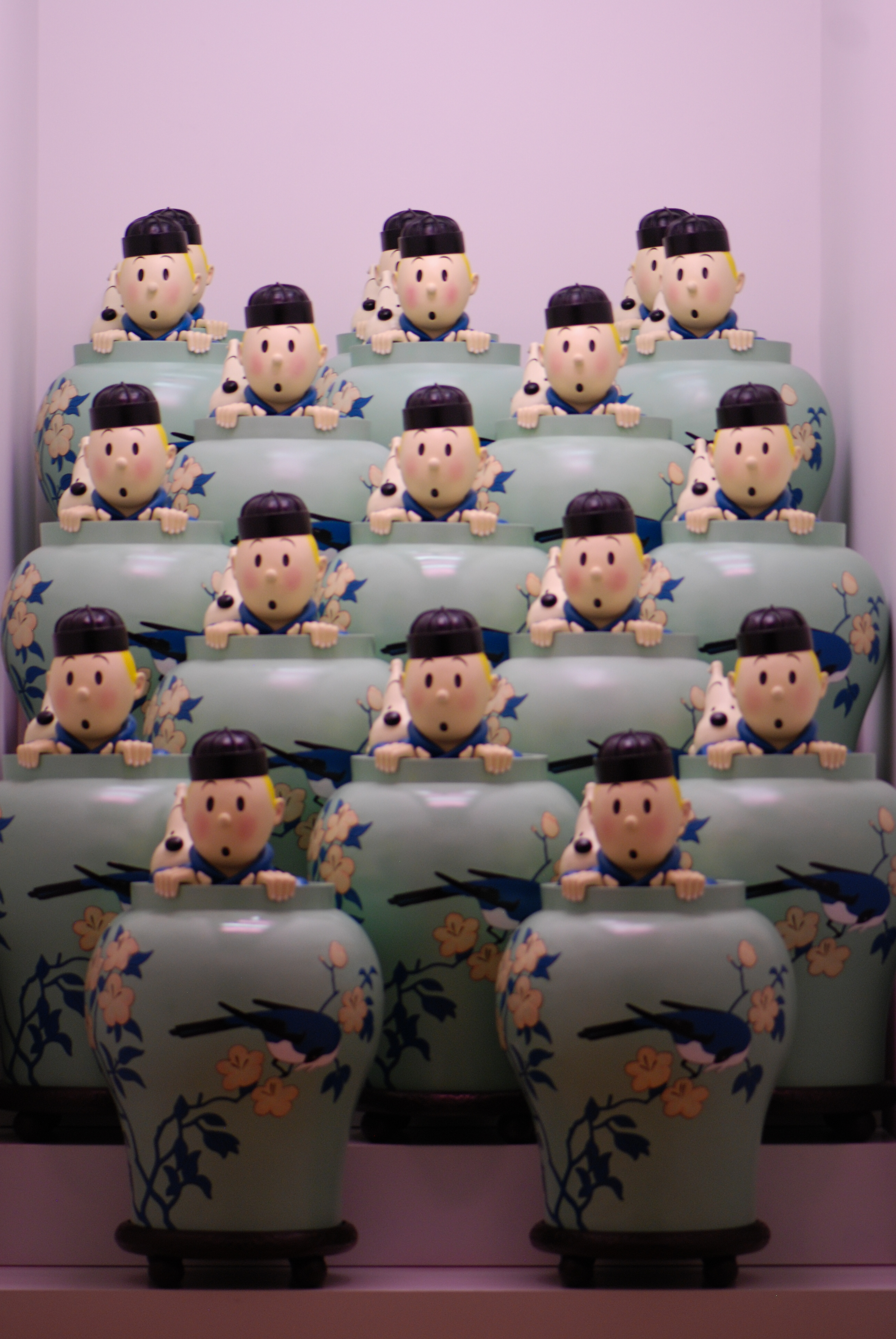
Figurines de Tintin et Milou cachés dans un vase du Lotus Bleu (2014).

Après la diffusion des Aventures de Popol et Virginie au Far West, une bande dessinée animalière assez éloignée du souci de crédibilité recherché avec Tintin, l'auteur retrouve son héros fétiche dans une aventure qu'il a soigneusement préparée. Après l'annonce du futur voyage de Tintin à Shanghai, l'abbé Gosset, aumônier des étudiants chinois à l'université de Louvain, l'exhorte à ne pas montrer les Chinois dans la vision caricaturale que les Occidentaux leur attribuent trop souvent. C'est ainsi qu'Hergé fait la connaissance d'un étudiant chinois de l'Académie des beaux-arts de Bruxelles, Tchang Tchong-Jen. Une amitié sincère se noue entre les deux hommes et le jeune étudiant fournit une mine d'informations à Hergé, lui apportant de la documentation et veillant à l'authenticité de chaque détail. Il lui donne également des conseils en matière de dessin. Par les discussions avec son ami comme par ses lectures personnelles, Hergé découvre une Chine différente de ses représentations et livre un chef-d'œuvre d'exigence et de réalisme. Par la rencontre de Tchang, qui devient lui-même un personnage de l'aventure, Tintin « accède à la dignité de héros romanesque ». Le Lotus bleu, dont la parution s'étale du 9 août 1934 au 17 octobre 1935, est aussi un récit engagé sur le plan politique, qui dénonce l'impérialisme japonais. Cet engagement perdure quelques années plus tard, en décembre 1937 : dix jours après le massacre de Nankin, un appel à aider les Chinois paraît dans Le Petit Vingtième, accompagné d'un dessin d'Hergé, où Tintin désigne au lecteur une famille chinoise dans les ruines d'une maison.

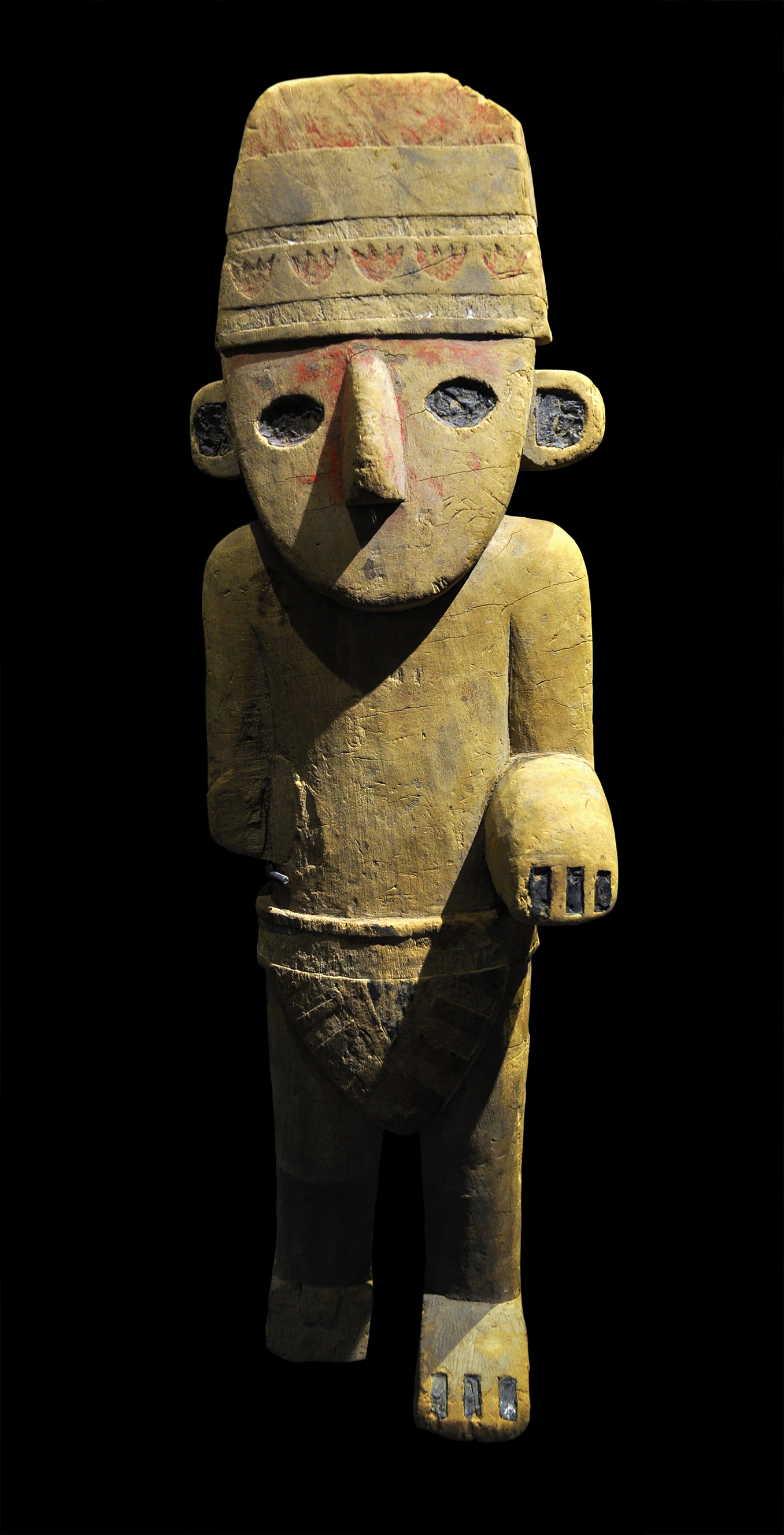
Statue chimú très semblable à celle apparaissant dans l'album, au musée Art et Histoire de Bruxelles.

Après l'épisode chinois, Hergé revient à l'aventure débridée avec L'Oreille cassée, qui démarre le 5 décembre 1935 dans Le Petit Vingtième. Une nouvelle fois, l'auteur inscrit son histoire dans l'actualité de son époque. Il transpose la guerre du Chaco qui oppose la Bolivie et le Paraguay en créant deux états fictifs, le San Theodoros et le Nuevo Rico, puis évoque la disparition de l'explorateur Percy Fawcett dans la jungle brésilienne dix ans auparavant,. L'Oreille cassée marque une évolution importante dans la série car c'est la première histoire qui repose sur une véritable idée de scénario : bien qu'elle emboîte encore plusieurs énigmes et enchaîne les péripéties à un rythme effréné, l'aventure conserve une certaine unité grâce à la présence d'un élément récurrent, à savoir le fétiche arumbaya.

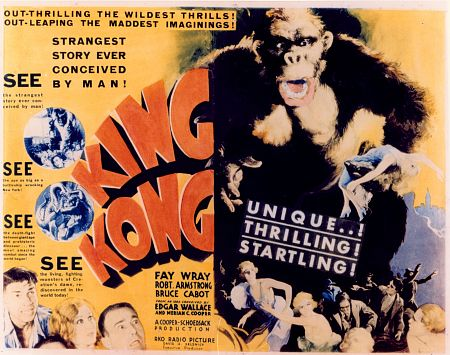
Le film King-Kong, sorti en 1933, inspiration de la « Bête » de L'Île Noire.

Le 30 janvier 1936, Hergé et son épouse Germaine emménagent au no 12 place de Mai à Woluwe-Saint-Lambert, dans la banlieue bruxelloise. Désormais, l'auteur prend conscience de ses droits et s'adjoint les services d'un avocat, maître Dujardin : les bénéfices des 6 000 exemplaires tirés du Lotus bleu en août 1936 lui reviennent seul et non plus à l'abbé Wallez. Par ailleurs, l'artiste commence à rêver d'une boutique Tintin et Milou à Bruxelles où l'on vendrait des produits dérivés du célèbre reporter.
En mars 1937, Hergé dessine les toutes premières planches de L'Île Noire. Le mois suivant, il se rend en Angleterre en compagnie d'un groupe d'amis scouts de l'Institut Saint-Boniface et ce voyage sur la côte sud du pays lui offre l'occasion d'effectuer quelques travaux de repérage afin d'accroître la vraisemblance des paysages et des lieux où il s'apprête à faire évoluer Tintin. Le scénario de l'aventure met le héros sur les traces d'une bande de faux-monnayeurs, le tout sur fond de mystère et de traditions écossaises. L'auteur témoigne de sa nouvelle maîtrise de la narration, alternant les scènes cruciales avec des séquences digressives qui apportent une touche comique au récit, ménagent le suspense et agissent comme une sorte de respiration au cœur d'une intrigue pleine de tension. Inscrite dans une longue tradition littéraire qui mêle le récit d'aventures et le roman gothique, L'Île Noire intègre également des éléments de son époque, le personnage du gorille Ranko évoquant le succès au cinéma de King Kong quelques années plus tôt.

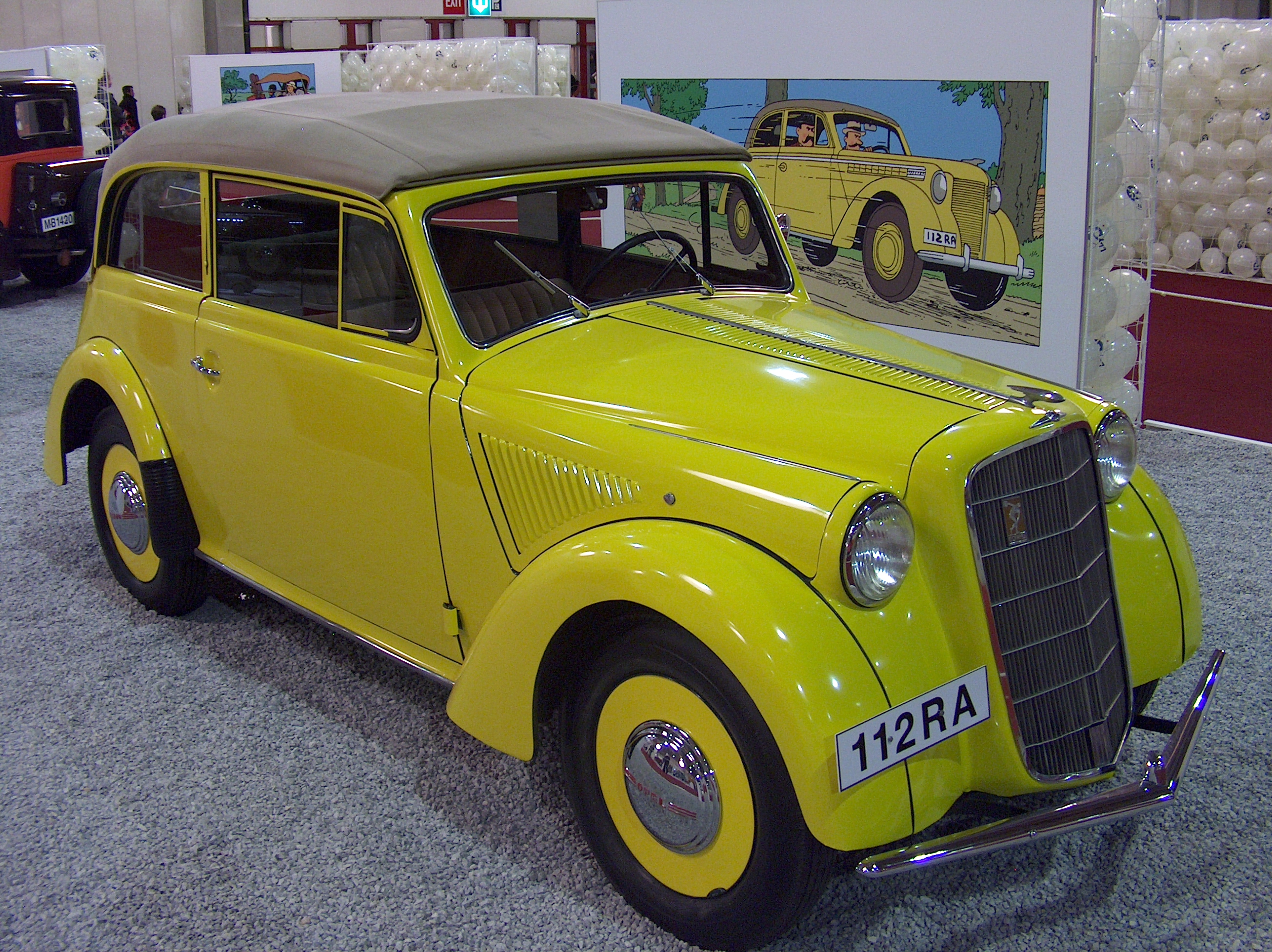
Opel Olympia des espions syldaves dans Le Sceptre d'Ottokar, une voiture qu'Hergé possède.

À la fin des années 1930, Hergé connaît une certaine aisance financière. Ses revenus, encore modestes, ont fortement augmenté ces dernières années entre son salaire au Vingtième Siècle, les droits d'auteurs qu'il perçoit et les travaux de commande qu'il effectue. Il en profite pour acquérir sa première voiture en 1938, une Opel Olympia qu'il dessine notamment dans sa nouvelle aventure, Le Sceptre d'Ottokar, qui commence à paraître le 4 août 1938,. Ce récit s'inscrit fortement dans l'histoire et l'actualité de son époque,, tant les signes de l'imminence d'un second conflit mondial sont innombrables. De l'aveu même du dessinateur, Le Sceptre d'Ottokar est le récit d'un Anschluss raté. Il met en scène la tentative d'annexion de la Syldavie, un petit État fictif de la péninsule des Balkans, par la Bordurie voisine. L'auteur multiplie les références historiques et géographiques à l'Europe centrale, mais la Syldavie apparaît également comme « une métaphore de la Belgique et de son neutralisme ». Par ailleurs, l'album emprunte une nouvelle fois à l'histoire familiale d'Hergé, tant l'aventure développe la question de la gémellité et la problématique de l'identité.

#### Autres périodiques et travaux de commande
À la fin de l'été 1931, Hergé crée un récit illustré pour les magasins bruxellois « À l'innovation », diffusé dans un fascicule de quatre pages distribué chaque jeudi aux enfants de la clientèle. Inspiré des personnages de Walt Disney, Les Aventures de Tim l'écureuil au Far West mettent en scène des animaux anthropomorphes et se composent de seize épisodes, diffusés du 17 septembre au 31 décembre suivant. L'histoire est remaniée quelques années plus tard, en février 1934, sous le nom des Aventures de Popol et Virginie au Far West qui paraissent dans Le Petit Vingtième,.
En décembre 1931, Hergé publie un gag en deux planches dans le numéro de lancement de Mon avenir, journal mensuel édité par la Jeunesse ouvrière chrétienne. Intitulé Un prévenu… en vaut deux !, il met en scène les personnages de Fred et Mile, qui ne sont pas sans ressemblance avec Quick et Flupke, ce qui n'est pas du goût de Norbert Wallez. Ce dernier rappelle au dessinateur le contrat d'exclusivité qui le lie au Vingtième Siècle,. En 1932, Hergé réalise une série de huit planches humoristiques, Cet aimable Monsieur Mops, pour l'enseigne de grands magasins « Au Bon Marché ». La même année, à l'occasion de la semaine scoute, il fournit un gag en deux planches pour Le Boy-Scout Belge, intitulé Méthode Visage-Pâle. Méthode Baden-Powell, repris dans le mensuel Le Scout de France. Il entame une collaboration avec l'hebdomadaire féminin Vie Heureuse, faisant paraître Les Aventures de Tom et Millie dans Pim et Pom, son supplément pour la jeunesse. Après la parution d'un gag en deux planches, Hergé entame une série publiée chaque mardi du 20 décembre 1932 au 14 février 1933. Par précaution, ces travaux sont signés des seules initiales R.G., pour ménager la susceptibilité de l'abbé Wallez. Pour les mêmes raisons, Hergé ne signe pas la bande dessinée humoristique Preuves à l'appui qu'il publie le 22 novembre 1933 dans le deuxième numéro de Vers le vrai, un hebdomadaire éphémère fondé par son ami Julien de Proft. William Ugeux, qui, en 1935, succède à l'abbé Wallez à la tête du Vingtième Siècle, se montre aussi intransigeant et refuse la participation de son dessinateur à l'hebdomadaire catholique flamand Ons Volk Ontwaakt.

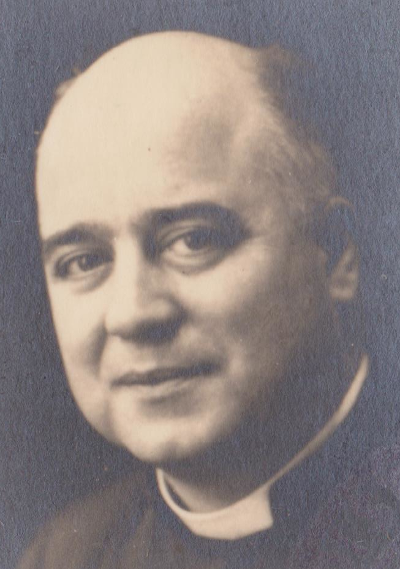
L'abbé Gaston Courtois, directeur de Cœurs vaillants.

À la fin de l'année 1935, l'abbé Gaston Courtois, directeur de l'hebdomadaire Cœurs vaillants qui assure la diffusion française des Aventures de Tintin, commande au dessinateur une nouvelle série typiquement familiale et qui met en scène des héros plus réalistes que Tintin, dotés d'une famille,. Le Rayon du mystère, premier épisode des Aventures de Jo, Zette et Jocko, commence à paraître le 19 janvier 1936,. Les productions d'Hergé se diffusent peu à peu au niveau européen : les aventures de Tintin sont publiées dès 1932 en Suisse par l'hebdomadaire L'Écho illustré, puis à partir de 1936 au Portugal dans O Papagaio.
Pendant toute cette période, le dessinateur continue d'honorer diverses commandes. En 1934, il signe la couverture et plusieurs illustrations de La Légende d'Albert Ier, ouvrage de son ami Paul Werrie consacré au roi mort récemment après un accident d'escalade,. La même année, il réalise pour Casterman les couvertures d'une série d'albums pour la jeunesse, L'Oiseau de France. En 1937, il conçoit Les Mésaventures de Jef Debakker en quatre planches pour la marque de briquettes de lignite Union.

### Pendant la Seconde Guerre mondiale (1939-1944)

#### Avant l’invasion allemande

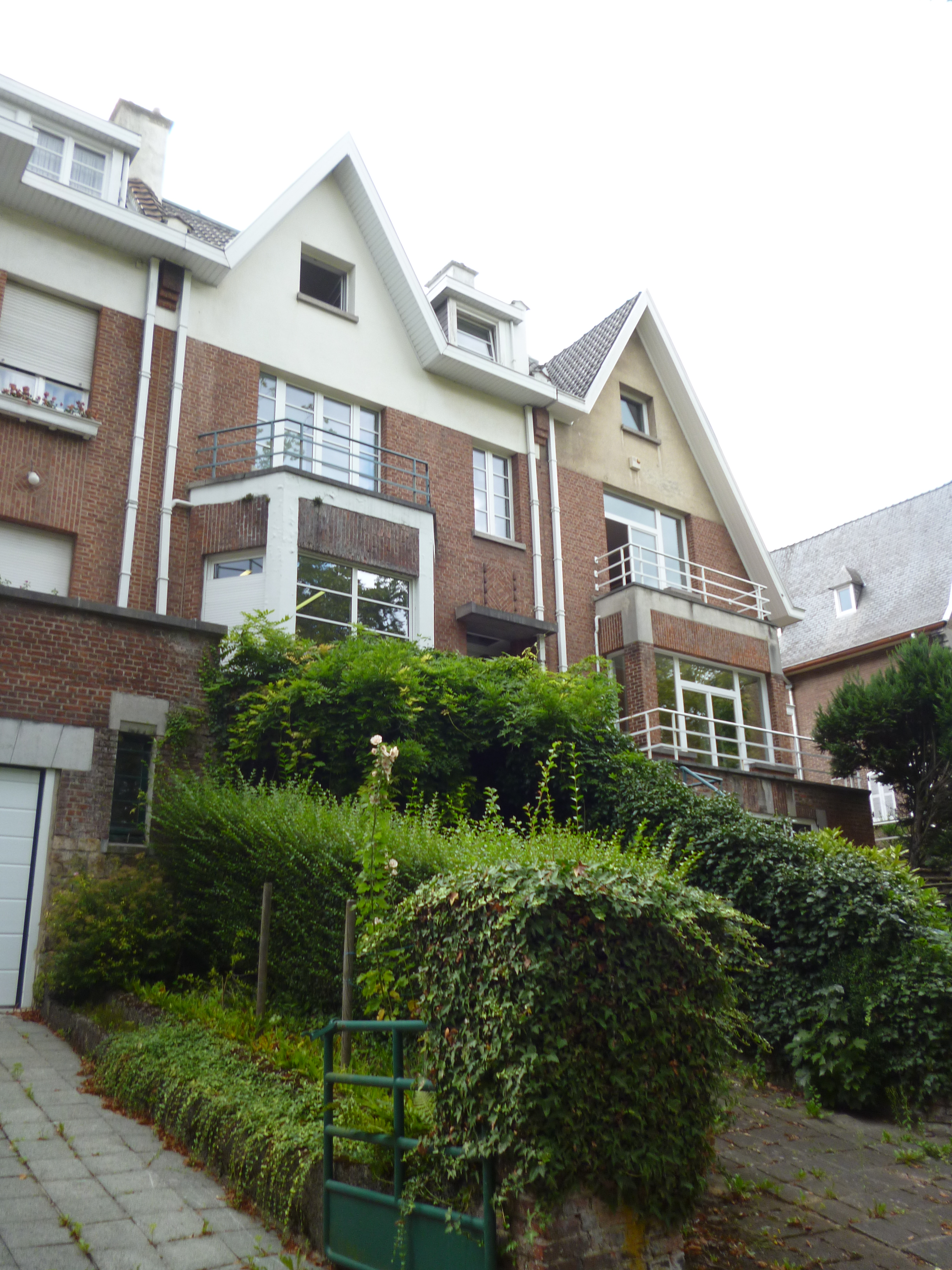
Maison de l'avenue Delleur à Watermael-Boitsfort où le couple Remi s'installe en 1939.

Au printemps 1939, Georges et Germaine Remi séjournent à Paris. Ils sont notamment invités au Vélodrome d'Hiver par le journal Cœurs vaillants pour écouter l'interprétation de « La Chanson de Tintin et Milou », puis ils s'installent le 15 mai dans un nouvel immeuble, au no 17 de l'avenue Delleur à Watermael-Boitsfort.
Fin août, Le Petit Vingtième annonce le début d'une nouvelle aventure, mais son lancement est retardé : après le déclenchement de la Seconde Guerre mondiale, le lieutenant Hergé est mobilisé le 1er septembre 1939. Il est affecté dans le petit village d'Herenthout et chargé de réquisitionner les bicyclettes des environs. Démobilisé provisoirement le 19 septembre, le dessinateur se remet au travail, de sorte que les premières planches de Tintin au pays de l'or noir sont publiées le 12 octobre suivant. Le 7 décembre 1939, son ancien ami scout Raymond De Becker lance la revue L'Ouest, un hebdomadaire officiellement neutre et prônant la solidarité entre les pays de l'Ouest mais plus certainement favorable à l'Allemagne et soutenu, selon M. Benoît-Jeannin, par l'ambassade d'Allemagne à Bruxelles. Hergé dessine un gag pour chacun des quatre premiers numéros du magazine, visiblement pour se moquer des Belges qui souhaitent combattre l’Allemagne nazie en mettant en scène le personnage de Monsieur Bellum, un Belge francophile souhaitant mener la guerre contre l’Allemagne,.

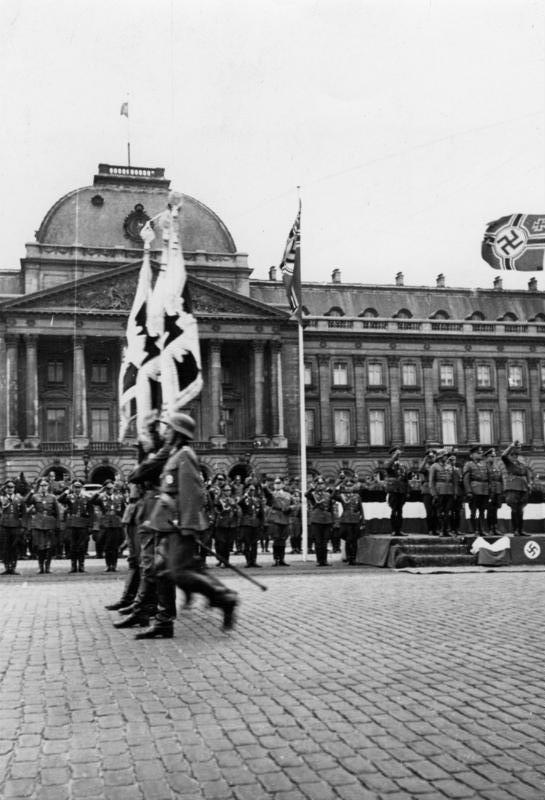
Des soldats allemands défilent devant le palais royal de Bruxelles en juillet 1940.

De nouveau mobilisé le 28 décembre 1939, l'artiste continue cependant d'envoyer des dessins depuis sa caserne,. Il refuse d'ailleurs le concours de Pierre Ickx qui lui propose de réaliser les planches à sa place. Affecté à Anvers, Hergé ne peut plus fournir qu'une planche par semaine à partir du mois de février, mais il bénéficie de certains privilèges : grâce à l'intervention de l'ancien ministre Charles du Bus de Warnaffe, il obtient deux jours de congé par semaine pour réaliser ses dessins. Le 18 avril, il est autorisé à rentrer chez lui pour raisons médicales, avant d'être définitivement déclaré inapte au service le 10 mai par la direction de l'hôpital militaire de Bruxelles. Ce même jour, l'invasion de la Belgique par les troupes allemandes entraîne l'interruption du Vingtième Siècle et, de fait, celle de Tintin au pays de l'or noir. À ce stade, seules 56 planches ont été publiées.

#### Entrée au «Soir volé» sous influence allemande
Après les premiers bombardements, Georges et Germaine Remi, accompagnés de leur belle-sœur et de leur nièce, quittent Bruxelles sur les conseils de William Ugeux, directeur du Vingtième Siècle. Après une courte halte à Paris, ils rejoignent Saint-Germain-Lembron dans le Puy-de-Dôme, où ils espèrent trouver refuge chez le dessinateur Marijac. Ce dernier étant mobilisé, c'est sa femme qui accepte de les loger dans une maison voisine. Ils y passent six semaines dans une grande inquiétude, sans nouvelles de leurs proches restés en Belgique. Le 28 juin, les Remi reprennent la route de Bruxelles, où ils arrivent le 30 juin, au moment où le roi Léopold III appelle ses sujets à reprendre le travail, alors que le pays est occupé et placé sous l'autorité d'une administration militaire allemande : leur maison est d'ailleurs réquisitionnée pour loger un officier de la Propagandastaffel.

Logo du Soir-Jeunesse.

Avec l'arrêt du Vingtième Siècle, la situation d'Hergé se précarise : le quotidien, qui lui doit plusieurs mois de préavis, ne peut reparaître faute d'autorisation ; auprès de son ami Charles Lesne, son interlocuteur chez Casterman, il sollicite une aide financière. Après avoir refusé l'offre de Victor Matthys, qui lui propose de créer un supplément jeunesse pour Le Pays réel, l'organe de presse du mouvement Rex, il accepte celle du Soir, bien que le journal soit sous influence allemande. Depuis la mi-juin, ce quotidien reparaît sous contrôle allemand, d'où le surnom de « Soir volé » que lui attribue une partie de la population pour dénoncer son orientation germanophile. Son rédacteur en chef, Raymond De Becker, lui propose la création d'un supplément sur le modèle du Petit Vingtième. Sa période d'essai débute le 15 octobre et le premier numéro du Soir-Jeunesse paraît deux jours plus tard, contenant une nouvelle aventure de Tintin, Le Crabe aux pinces d'or. Pour l'artiste, il s'agit d'une aubaine : outre la possibilité de développer ses créations et de s'assurer des revenus réguliers, le tirage du Soir, près de vingt fois supérieur à celui du Petit Vingtième, atteint 300 000 exemplaires, ce qui en fait le premier quotidien belge, de sorte qu'Hergé augmente considérablement le cercle de ses lecteurs,.
Au Soir, Hergé retrouve Paul Jamin, son ancien collaborateur du Petit Vingtième qui dessine aussi pour Le Pays réel et le Brüsseler Zeitung, journal quotidien de l'occupant. Il rencontre également le peintre et illustrateur Jacques Van Melkebeke, embauché quelques mois plus tôt pour tenir la rubrique jeunesse du journal. Tous deux l'assistent dans la création du supplément.

#### Activités sous l’occupation

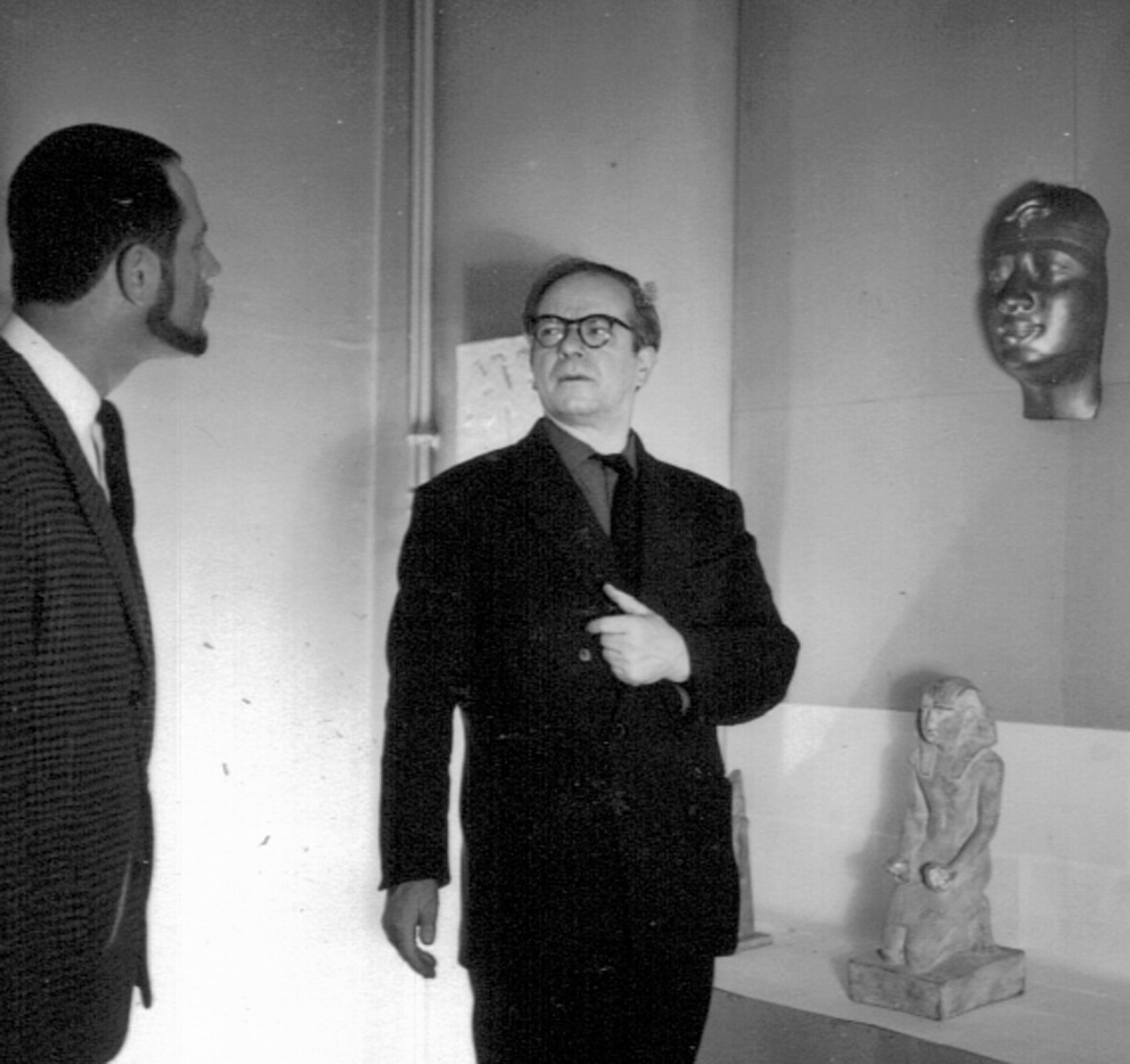
Jacques Van Melkebeke, collaborateur d'Hergé au Soir.

En raison de l'occupation allemande, l'auteur est obligé de tenir l'actualité à distance : « Désormais, Hergé va explorer les ressources de son propre univers. Le Crabe aux pinces d'or est donc une deuxième naissance et Haddock […] un formidable ingrédient narratif. Au héros en creux qu'est Tintin, pur support à l'identification du lecteur, vient s'ajouter une figure romanesque plus incarnée qui surgit abruptement dans l'histoire et ne tarde pas à y prendre une place essentielle ». La neuvième aventure de Tintin est ainsi marquée par l'entrée d'un personnage qui modifie en profondeur l'esprit de la série, mais aussi le champ lexical, le capitaine ayant pour spécificité la pratique intensive du juron fleuri et infiniment varié.
Sa parution subit néanmoins les aléas du conflit. La guerre entraîne une pénurie de papier et conduit la direction du Soir à réduire la taille de son supplément, avant de l'interrompre définitivement : à partir du 23 septembre 1941, le récit est directement publié dans le quotidien, à raison d'une bande par jour, ce qui contraint le dessinateur à revoir son découpage narratif et lui permet de rattraper le retard pris lors de l'interruption du Soir-Jeunesse en publiant en moyenne 24 dessins par semaine contre 12 auparavant. Au terme de la publication en octobre 1941, l'album édité par Casterman est un succès commercial : la publication dans Le Soir offre à Tintin une publicité sans précédent. L'auteur tente d'ailleurs de négocier un supplément de papier auprès de la Propaganda-Abteilung pour en assurer la réimpression, en vain.

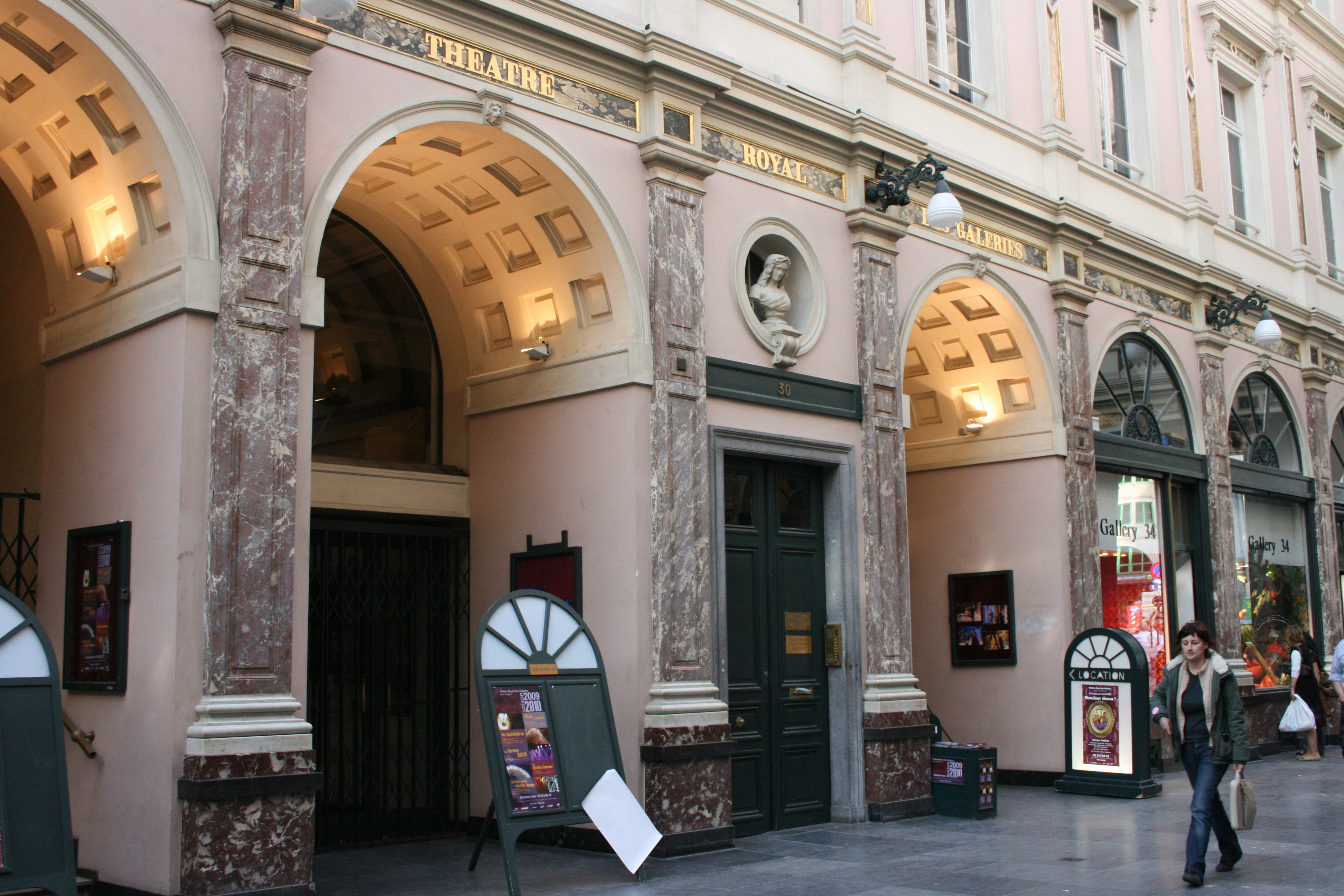
Le Théâtre royal des Galeries, où sont jouées deux pièces coécrites par Hergé et Jacques Van Melkebeke.

Dans le même temps, Hergé multiplie ses supports de diffusion. En septembre 1940, Tintin fait son entrée dans la presse belge néerlandophone avec la publication de Tintin im Kongo dans le quotidien flamand Het Laatste Nieuws. Quelques semaines plus tard, Het Algemeen Nieuws propose à ses lecteurs les premiers gags de Quick et Flupke. Par ailleurs, Hergé et Jacques Van Melkebeke écrivent ensemble une pièce en trois actes intitulée Tintin aux Indes ou le Mystère du diamant bleu. C'est lors de la première représentation au Théâtre royal des Galeries le 15 avril 1941 que Van Melkebeke présente à Hergé son ami dessinateur Edgar P. Jacobs,. Une deuxième pièce rédigée par les mêmes auteurs, Monsieur Boullock a disparu, est jouée au mois de décembre suivant.
Les années d'occupation marquent également le passage à la couleur des Aventures de Tintin. Dès 1936, Charles Lesne presse Hergé d'intégrer la couleur à ses albums, ce que le dessinateur accepte, non sans réticence, en ajoutant quatre hors-texte en quadrichromie à chacun des albums déjà édités, à l'exception du Lotus bleu qui en compte cinq. Il refuse toutefois d'étendre la couleur à l'ensemble du récit. En janvier 1941, les éditions Casterman se dotent d'une nouvelle presse rotative offset qui permet un travail plus rapide et moins coûteux. Pour l'éditeur, le passage à la couleur est aussi un impératif commercial pour gagner de nouveaux marchés et concurrencer les bandes dessinées françaises ou américaines. Hergé finit par s'y résoudre, d'autant plus que les restrictions de papier tendent à réduire le nombre de pages de ses aventures. Le format de 62 planches est donc adopté pour les nouveaux albums et en septembre 1942, L'Étoile mystérieuse est la première aventure de la série imprimée directement en couleurs.
Ce récit, au début angoissant et apocalyptique, qui succède au Crabe aux pinces d'or du 20 octobre 1941 au 22 mai 1942, est teinté d'antisémitisme et d'antiaméricanisme,. L'histoire met notamment en scène un riche banquier dénué de tout scrupule et dessiné selon les codes des caricatures antisémites de l'époque. Deux cases caricaturant des commerçants juifs sont même retirées dès la première impression de l'album,. Ces dessins s'ajoutent aux illustrations qu'il réalise pour l'édition des Fables de Robert de Vroylande en 1941, l'une d'elles étant ouvertement antisémite.

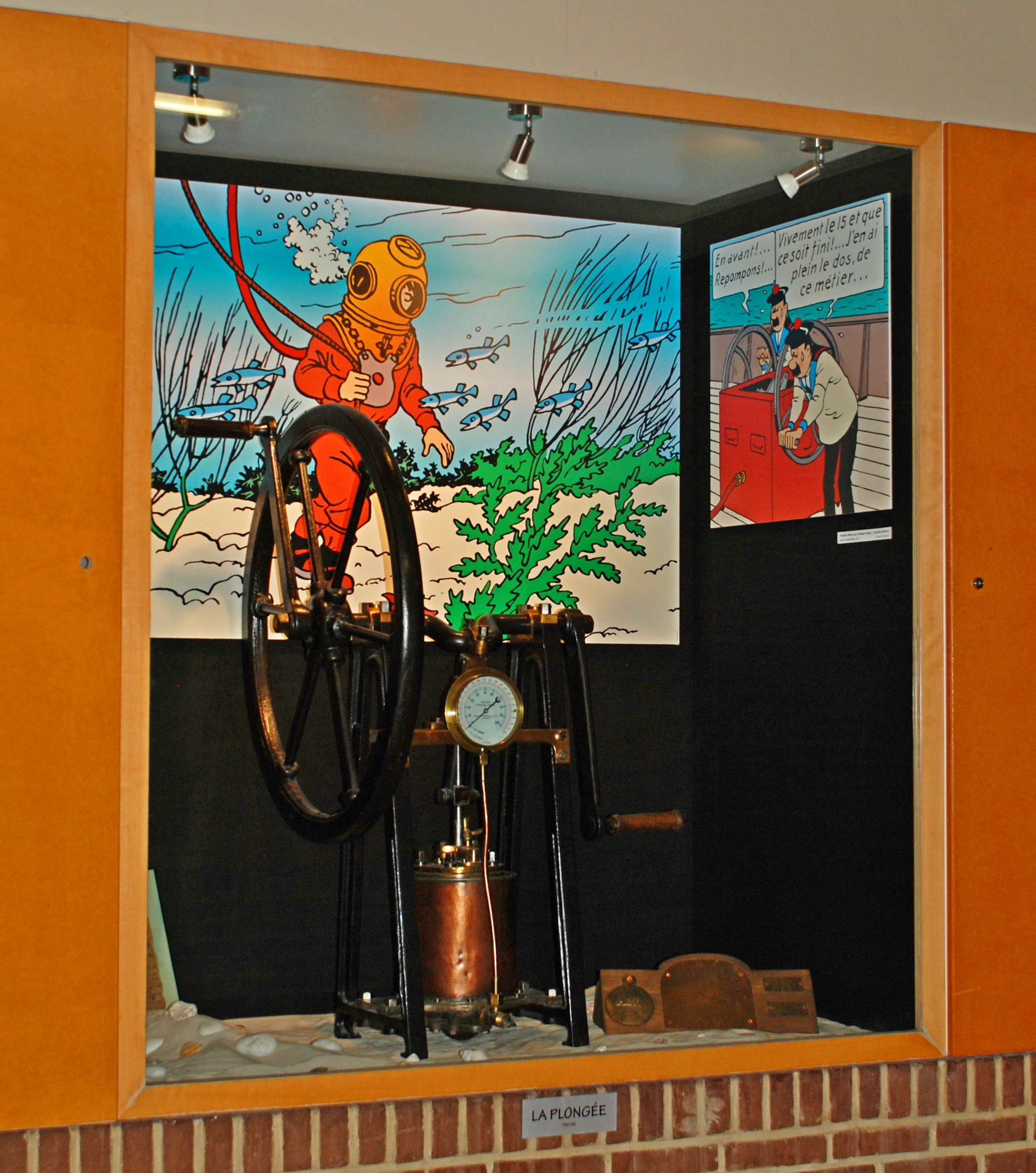
Dessins extraits du Trésor de Rackham le Rouge exposés dans les couloirs du Centre sportif de Blocry à Louvain-la-Neuve.

Malgré la guerre, Hergé se tient à distance des évènements. Il passe de longues heures à travailler dans sa maison de Watermael-Boitsfort, sort peu. S'il doit se rendre à Bruxelles, c'est principalement pour livrer ses dessins dans les locaux du Soir. Comme le reste de la population, il souffre des restrictions et des privations, mais il parvient à se faire livrer de petits colis alimentaires par les responsables du journal O Papagaio qui continue de diffuser ses œuvres au Portugal. Il en fait d'ailleurs livrer par le même intermédiaire à son frère Paul, prisonnier en Allemagne depuis le début du conflit. L'œuvre d'Hergé souffre peu de la censure allemande : bien que les autorisations d'impression tardent à venir, les rééditions ont lieu et aucun album de Tintin, à l'exception de L'Île Noire à l'été 1943, n'est interdit sous l'Occupation. Sa popularité continue de s'accroître : le 4 mars 1942, il accorde sa première interview radiophonique sur Radio-Bruxelles.
La colorisation des albums est une tâche immense et le recrutement d'un collaborateur est impératif. Le 15 mars 1942, il engage spécifiquement pour ce travail la jeune Alice Devos, compagne de son ami José de Launoit,. Tout en remaniant ses premières aventures, Hergé continue d'écrire de nouvelles histoires. Il maintient son héros dans la voie de l'évasion littéraire et conçoit une chasse au trésor qui court sur deux albums, Le Secret de La Licorne et Le Trésor de Rackham le Rouge. Le premier volet de l'aventure, qui commence à paraître le 11 juin 1942 dans Le Soir, est une véritable réussite narrative : épaulé par Jacques Van Melkebeke, qui lui fournit de nombreux conseils et des références littéraires et culturelles dont il est dépourvu, Hergé parvient à mener de front plusieurs intrigues sans nuire à la lisibilité de son récit. Par ailleurs, à travers ce diptyque, l'auteur achève de mettre en place une « famille de papier » autour de son héros : sur les traces de La Licorne, le capitaine Haddock revit les exploits de son ancêtre, tandis que Le Trésor de Rackham le Rouge, qui prend fin le 23 septembre 1943, marque l'apparition du professeur Tournesol et l'installation des héros au château de Moulinsart.
C'est dans cette demeure largement inspirée du château de Cheverny que débute l'aventure des Sept Boules de cristal, qui commence à paraître le 16 décembre 1943. L'aventure bénéficie de l'influence d'Edgar P. Jacobs, qu'Hergé engage à compter du 1er janvier 1944 pour travailler à la refonte et à la colorisation des premières aventures. Les deux hommes se lient d'amitié et entament une collaboration étroite, à laquelle s'ajoute le plus souvent Jacques Van Melkebeke qui fournit lui aussi des éléments pour le scénario. Ils conçoivent ensemble « la plus effrayante des Aventures de Tintin », versant plus que jamais dans le fantastique,. Hergé articule son récit autour de la malédiction de la momie inca de l'empereur Rascar Capac, dont l'image lui est peut-être inspirée par un souvenir d'enfance.
L'apport d'Edgar P. Jacobs intervient également dans la complexification des décors, Hergé s'attachant de plus en plus aux détails et à leur réalisme. Les deux hommes multiplient les séances de pose pour saisir l'expression la plus juste des personnages et mènent un travail de recherche méticuleux pour documenter le récit. La découverte d'une villa de la banlieue bruxelloise qui doit servir de modèle pour la maison du professeur Bergamotte, est même le théâtre d'un incident finalement sans conséquence pour les deux hommes, comme le rapporte Hergé des années plus tard : « Jacobs avait découvert exactement le genre de villa qui convenait, pas très loin de chez moi, toujours à Boitsfort. Et nous voilà postés devant cette maison, amassant des croquis sans nous inquiéter […]. Notre travail terminé, nous repartons paisiblement. Surgissent à ce moment deux autos grises […] qui stoppent devant la villa : celle-ci était réquisitionnée et occupée par des SS ! »
Malgré la réussite de son travail avec Jacobs, Hergé connaît une certaine lassitude : après plusieurs années de travail acharné, il ressent une grande fatigue et évoque lui-même les premiers signes d'un profond syndrome dépressif. La publication des Sept Boules de cristal s'interrompt du 6 mai au 6 juillet 1944 puis reprend pour quelques semaines jusqu'à la Libération du pays et l'entrée des armées alliées dans Bruxelles le 3 septembre 1944.

### Années difficiles (1944-1959)

#### De la Libération auJournal de Tintin(1944-1946)

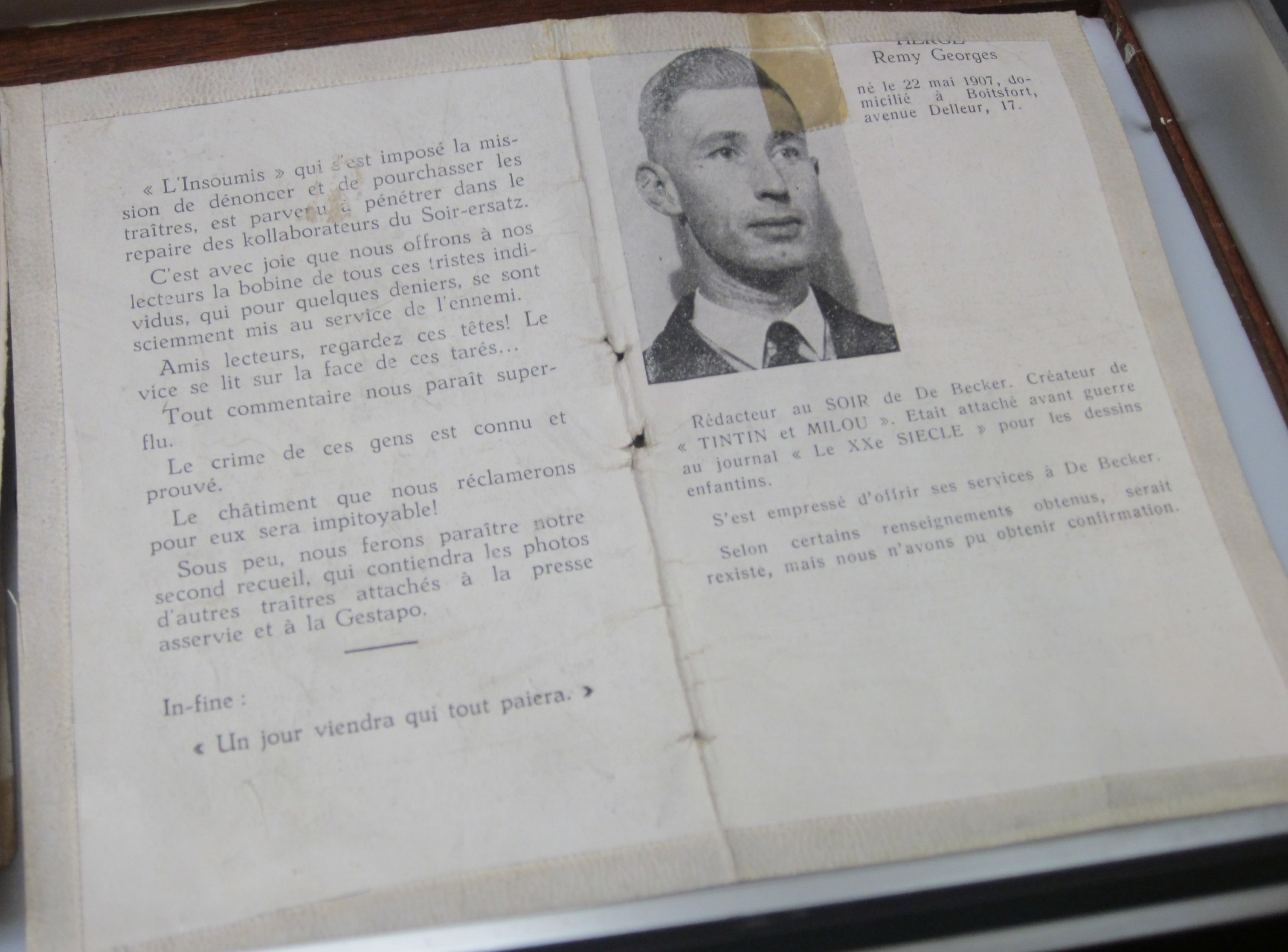
Hergé dans la « Galerie de Traitres » publiée par L'Insoumis, modèle conservé au musée de la Résistance à Anderlecht.

Au lendemain de la Libération, de longs mois d'inquiétude commencent pour Hergé. Il se sait visé par des résistants qui lui reprochent ses activités dans Le Soir pendant l'Occupation et son nom figure d'ailleurs dans une « Galerie des traîtres », publiée au printemps précédent dans L'Insoumis, un bulletin mensuel diffusé clandestinement par un groupe de résistants belges. Dès le soir du 3 septembre, des hommes se présentent à son domicile pour l'arrêter, mais repartent rapidement. Quatre jours plus tard, il est interrogé puis remis en liberté et, le 9 septembre, la Sûreté de l'État perquisitionne à son domicile avant de le conduire à la division centrale de la police de Bruxelles. Le dessinateur passe une nuit en prison avant d'être relâché, puis dans les jours qui suivent, il est arrêté et interrogé par plusieurs unités, sans suite.

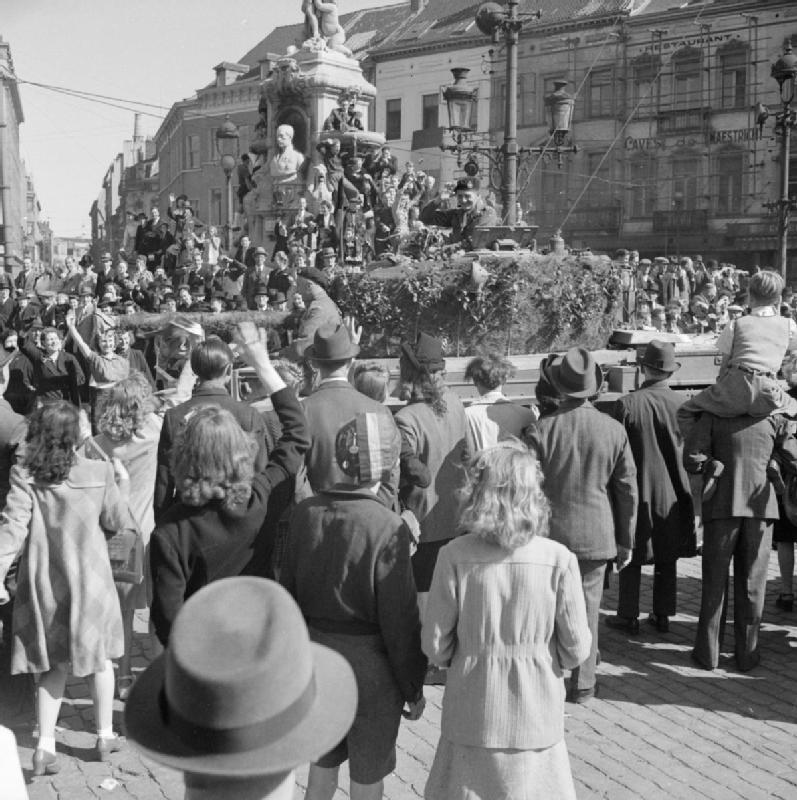
Libération de Bruxelles par les Britanniques le 4 septembre 1944.

Le 7 septembre, le Haut commandement interallié interdit à tous les journalistes ayant collaboré à la rédaction d'un journal pendant l'Occupation d'exercer leur profession. La notoriété d'Hergé lui cause une publicité malveillante : l'hebdomadaire résistant La Patrie fait paraître dans son premier numéro une courte parodie intitulée « Les Aventures de Tintin et Milou au pays des nazis (à la manière de M. Hergé, indisponible pour cause de Libération) ». Son sort est pourtant plus enviable que celui de nombreux membres de son entourage, anciens collègues journalistes, emprisonnés de longues semaines voire condamnés à mort par contumace comme Paul Jamin, exilé en Allemagne avec sa famille. Hergé garde tout au long de sa vie un souvenir douloureux de cette période d'épuration, tant il estime que beaucoup de journalistes ont, comme lui, poursuivi leur activité sous l'Occupation sans pour autant travailler à la solde de l'ennemi. Il entretient d'ailleurs une certaine rancune à l'égard des résistants :

« Je détestais le genre Résistant. On m'a proposé quelquefois d'en faire partie, mais je trouvais cela contraire aux lois de la guerre. Je savais que pour chaque acte de la résistance, on allait arrêter des otages et les fusiller. »

— Interview d'Hergé par Henri Roanne en 1974.
Toutefois, le dessinateur ne s'interrompt pas dans ses travaux : l'interdiction de publication qui le frappe ne concerne que la presse et non les albums, si bien qu'il achève la colorisation de Tintin au Congo et réclame les originaux du Sceptre d'Ottokar, bloqués à Paris dans les locaux de Cœurs vaillants qui affirme qu'ils ont disparu. Les éditions Casterman continuent de soutenir leur auteur d'autant plus facilement que les ventes d'albums atteignent alors des chiffres records. Dans le même temps, Hergé réalise avec Edgar P. Jacobs trois planches d'essai pour des séries réalistes, qu'ils envisagent de signer sous le pseudonyme Olav : un western dont le synopsis est repris plus tard par Paul Cuvelier, une aventure dans le Grand Nord et un récit policier se déroulant à Shanghai. Ces trois récits, proposés à différents journaux, ne voient finalement jamais le jour.
Malgré son statut d'incivique, Hergé bénéficie d'une certaine clémence. Dès le 8 mars 1945, l'auditeur militaire Vinçotte, chargé de constituer le dossier des journalistes du Soir volé, écrit à l'auditeur général Walter Ganshof van der Meersch que « ce serait de nature à ridiculiser la justice que de s'en prendre à l'auteur d'inoffensifs dessins pour enfants »,, un constat renouvelé avec encore plus d'assurance le 12 novembre suivant, si bien que son dossier judiciaire est classé sans suite à la fin du mois de décembre 1945. Hergé se rend néanmoins au procès de ses anciens collègues qui s'ouvre le 3 juin 1946. Il y subit des attaques frontales, notamment de la part de l'avocat de son ami Julien De Proft ou de l'ancien éditorialiste du Soir qui s'étonnent que le dessinateur ne soit pas poursuivi. Les problèmes judiciaires ne sont pas les seules difficultés que rencontre alors l'auteur. À la fin de l'année 1944, sa mère Elizabeth Remi est prise d'un accès de folie, qui aboutit, à la suite d'une nouvelle attaque le 21 avril 1945, à son hospitalisation. Le 5 juin, son frère Paul est de retour à Bruxelles, libéré après cinq ans de détention dans un Oflag allemand, mais ce retour n'améliore pas l'état de santé de sa mère. Elle meurt le 23 avril 1946. Ce deuil, aggravé par le sentiment d'amertume né du jugement rendu et des peines prononcées à l'encontre de ses amis, plonge l'auteur dans une profonde mélancolie.
La rencontre de Raymond Leblanc s'avère décisive et salutaire pour le dessinateur. Par l'intermédiaire de Pierre Ugeux, frère de l'ancien directeur d'Hergé au Vingtième Siècle, Leblanc propose au dessinateur la création d'un périodique pour la jeunesse qui reprendrait la formule du Petit Vingtième tout en la modernisant. Associé à André Sinave et Albert Debaty, ce résistant de la première heure se fait fort d'obtenir auprès des autorités le certificat de civisme qui permettrait à Hergé de reprendre son activité. D'abord réticent, ce dernier finit par accepter la proposition. Un contrat pour un engagement de cinq ans est signé entre les deux hommes en mars 1946 et le certificat de civisme est délivré deux mois plus tard.

Logo du journal Tintin lors de sa création.

Pendant l'été 1946, Raymond Leblanc fonde Le Journal de Tintin, dont Hergé devient le directeur artistique et Jacques Van Melkebeke le rédacteur en chef. L'équipe s'installe dans des bureaux au no 55 de la rue du Lombard à Bruxelles et rassemble de jeunes dessinateurs comme Edgar P. Jacobs, Jacques Laudy et Paul Cuvelier. Le premier numéro sort le 26 septembre 1946 et connaît un succès immédiat : les 60 000 exemplaires sont épuisés en trois jours,. Après deux ans d'interruption, Hergé achève l'aventure des Sept Boules de cristal qu'il poursuit dans Le Temple du Soleil,. Il exerce également un regard critique sur les productions de ses collègues, de sorte qu'aucun d'entre eux ne peut diffuser ses travaux dans le magazine sans avoir reçu son accord.
Le succès de l'hebdomadaire ravive les polémiques. Des journalistes de toutes tendances, comme le communiste Fernand Demany ou la rédaction du journal catholique La Cité Nouvelle, s'indignent tour à tour de voir Hergé exercer de nouveau son métier sans avoir été poursuivi par la justice malgré son implication dans Le Soir volé. Le scandale est tel qu'il provoque une intervention en séance plénière au parlement et que l'auditeur général doit une nouvelle fois se prononcer pour écarter définitivement, le 2 février 1947, d'éventuelles poursuites. À l'inverse, le passé de Jacques Van Melkebeke ressurgit et menace de compromettre la réputation du journal, ce qui conduit Raymond Leblanc à l'écarter. Entré dans la clandestinité, ce dernier continue cependant de réaliser certains travaux pour l'hebdomadaire, tout en travaillant comme coscénariste pour certaines dessinateurs. Au début de l'année 1947, Hergé cesse également sa collaboration avec Edgar P. Jacobs. Pour ce dernier, le développement de sa propre série Blake et Mortimer est incompatible avec son travail pour les Aventures de Tintin. Un différend financier ainsi que le refus d'Hergé d'ajouter la signature de son collaborateur sur les albums favorisent aussi cette prise de distance,.

#### Première remise en question (1947-1950)
« Quand je dis que je suis blasé, c'est fatigué que je devrais dire. Je suis las de ces éloges ; je suis las de refaire pour la ixième fois le même gag […]. Ce que je fais ne répond plus à une nécessité. Je ne dessine plus comme je respire, comme c'était le cas il n'y a pas tellement longtemps. Tintin, ce n'est plus moi […]. »

— Lettre d'Hergé à sa femme le 11 juin 1947.
Au printemps 1947, Hergé ressent une profonde lassitude. Épuisé par le rythme de travail auquel il s'astreint, le dessinateur se sent également de plus en plus seul. De ses amis d'avant-guerre, certains se sont installés en province, comme José de Launoit, d'autres sont en prison, comme Paul Jamin, Raymond De Becker ou Robert Poulet, et d'autres n'ont plus de relation avec lui, comme Philippe Gérard. Depuis le départ de Jacobs, Hergé n'a plus de véritable interlocuteur pour son travail. Guy Dessicy, recruté pour le suppléer, exécute parfaitement les travaux d'adaptation et de mise au format, mais il n'a pas le talent graphique de Jacobs. Par ailleurs, ses rapports avec son agent Bernard Thièry, chargé des produits dérivés, se détériorent : il reproche à ce dernier d'avoir manqué à ses obligations et de lui avoir caché certaines sommes, ce qui entraîne leur rupture.
La dépression qui affecte alors le dessinateur se répercute sur le plan physique : il dort mal et souffre de violentes crises d'eczéma, de furonculose et de problèmes de digestion. Il devient irritable et de sévères disputes éclatent avec sa femme Germaine. Ses médecins lui prescrivent un repos complet. Hergé abandonne Tintin et, pour se changer les idées, le couple Remi part en Suisse du 22 juin au 10 juillet 1947. Ce voyage est pour eux comme une nouvelle lune de miel. À son retour à Bruxelles, devant l'insistance de Raymond Leblanc qui lui réclame la suite du Temple du Soleil, Hergé se remet au travail, à contrecœur. Fin septembre, ayant pris un peu d'avance, il repart en Suisse avec Germaine et le couple poursuit son voyage en Italie jusqu'à Venise. Le dessinateur reprend son activité un mois plus tard mais, à court d'inspiration, il sollicite son ami Bernard Heuvelmans pour boucler son récit.

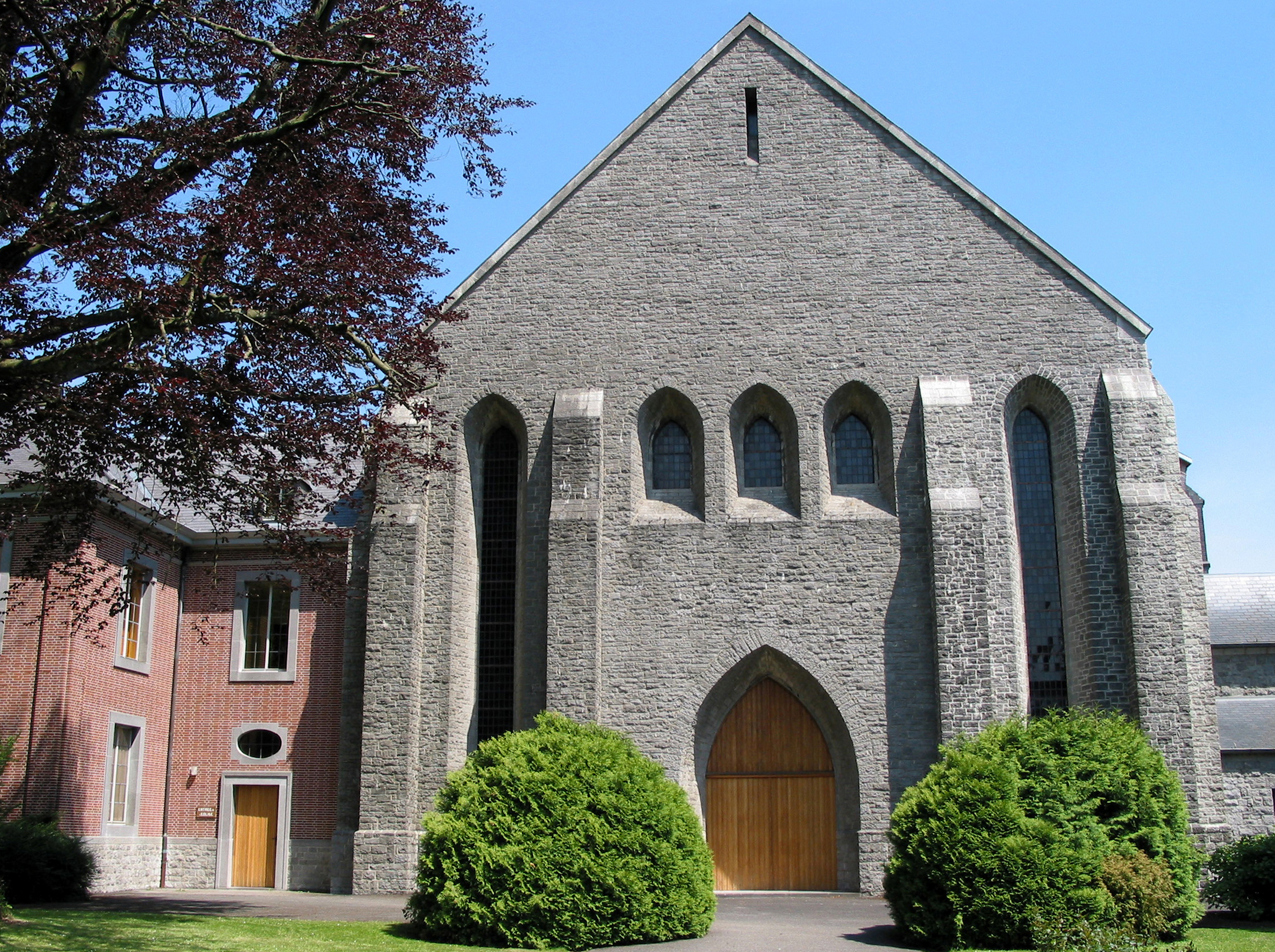
Hergé effectue une retraite spirituelle à l'abbaye de Scourmont en 1948.

Au début de l'année 1948, la dépression d'Hergé est telle qu'il envisage de s'établir en Amérique du Sud, plus précisément en Argentine. Il se montre très discret sur ce projet, n'en informant pas ses plus proches amis à l'exception de son éditeur Louis Casterman. Il entre en contact avec Pierre Daye, journaliste exilé dans ce pays depuis la Libération, qu'il charge d'étudier les différentes possibilités qui pourraient s'offrir au dessinateur, avant de renoncer définitivement à ce projet d'installation. Dans le même temps, l'auteur rêve de voir adapter Tintin au cinéma : après une première tentative peu convaincante à la fin de l'année 1947, avec Le Crabe aux pinces d'or, Hergé envoie une lettre à Walt Disney et lui fait parvenir plusieurs de ses albums, mais ceux-ci lui sont retournés et la réponse est négative,. À la mi-mai, Georges et sa femme reprennent la direction de la Suisse accompagnés de Rosane, la fille d'une amie de Germaine âgée de 18 ans. Durant le séjour, Hergé et la jeune femme entretiennent une liaison amoureuse que le dessinateur avoue aussitôt à sa femme,. Mi-juin, le couple Remi repart en Suisse, mais après une nouvelle crise dépressive de son mari, Germaine rentre seule à Bruxelles. Sur les bords du Léman, Hergé se repose, s'adonne à la lecture et rend notamment visite au roi Léopold III en exil. Depuis la Belgique, Marcel Dehaye presse cependant le dessinateur de rentrer pour honorer ses engagements envers Raymond Leblanc et le Journal de Tintin. De retour à Bruxelles, Hergé avoue une nouvelle infidélité à sa femme puis effectue une retraite spirituelle à l'abbaye de Scourmont où la rencontre du père Gall, fasciné comme le dessinateur par la culture amérindienne, l'aide à surmonter ses troubles.

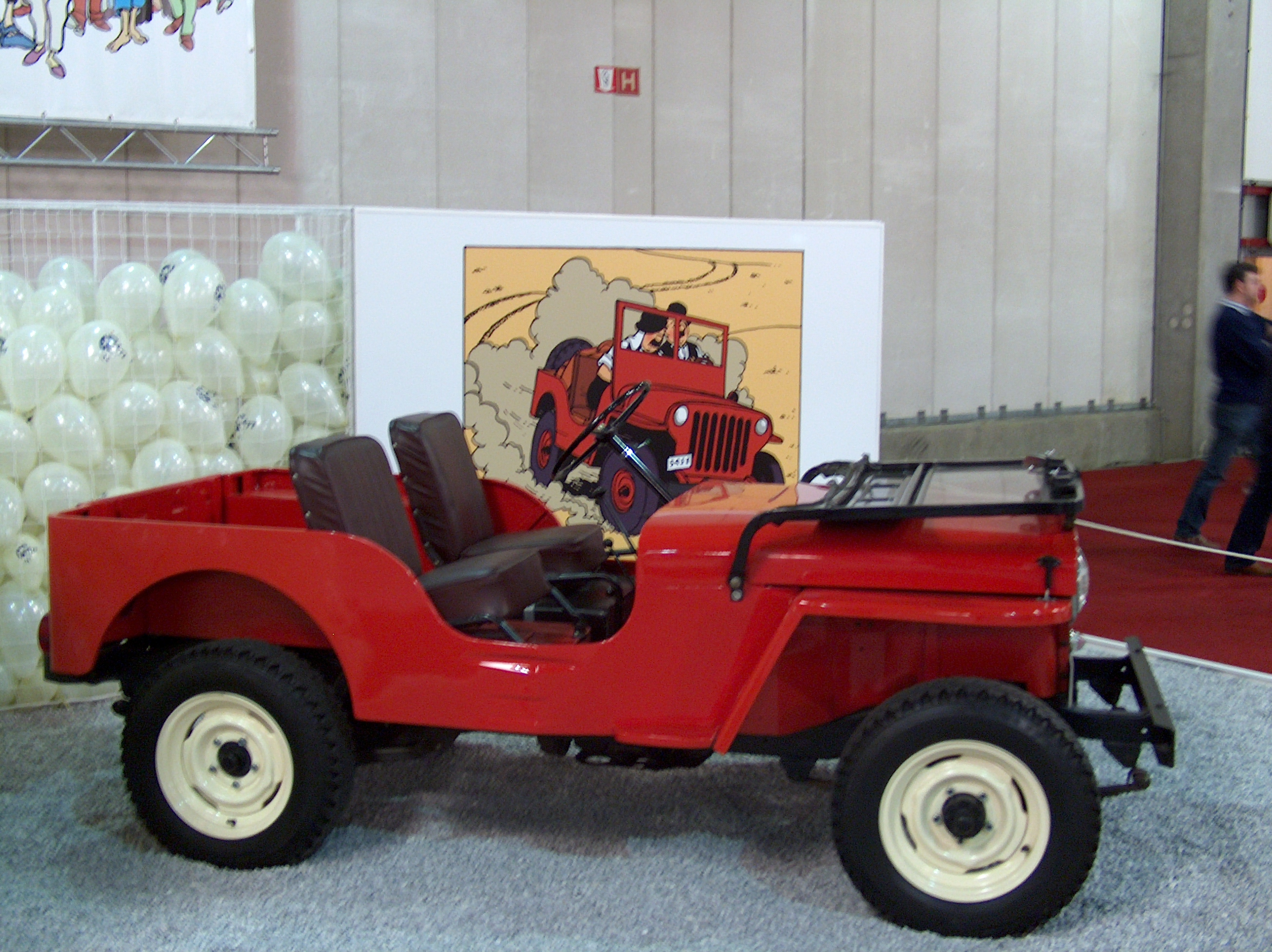
La Jeep Willys des Dupondt dans Tintin au pays de l'or noir.

Le 16 septembre 1948, Hergé reprend la publication de Tintin au pays de l'or noir, récit inachevé et interrompu en mai 1940 du fait de la disparition du Petit Vingtième après l'invasion allemande,. Encore une fois, la publication connaît des soubresauts et se poursuit laborieusement jusqu'au 23 février 1950, ce qui donne lieu à des tensions entre Hergé et Raymond Leblanc, au point que le dessinateur envisage un temps de ne pas renouveler le contrat qui le lie au périodique qui porte le nom de son héros. Dans cette aventure, Hergé prend soin d'intégrer le capitaine Haddock, le professeur Tournesol et le château de Moulinsart, autant d'éléments apparus dans la série depuis sa première parution et dont l'absence, à la suite du Temple du Soleil, aurait dérouté les lecteurs.
Dans l'entourage d'Hergé, les nombreuses absences du dessinateur créent des tensions de plus en plus vives. Raymond Leblanc craint pour la survie de son magazine tandis qu'Edgar P. Jacobs s'exprime sans détour : « Tu as peur ! Tu as peur de ton travail, tu as les pépettes de recommencer une nouvelle histoire, et tu cherches toutes sortes de mauvais prétextes pour reculer le moment où il faudra te mettre à table. Tu flanches devant ta responsabilité du fait même que ta réputation atteint son apogée. […] J'ai vaguement l'impression que tu ne te rends pas compte de la réussite et de la chance fantastique de ta carrière, […] si tu avais bouffé des briques pendant quelques années, tu te comporterais tout autrement. » Le 16 décembre 1949, Georges et Germaine Remi, qui aspirent à retrouver une certaine sérénité, font l'acquisition d'une ferme-auberge à Céroux-Mousty, un village dans la campagne du Brabant wallon.

#### Création des Studios Hergé (1950-1952)

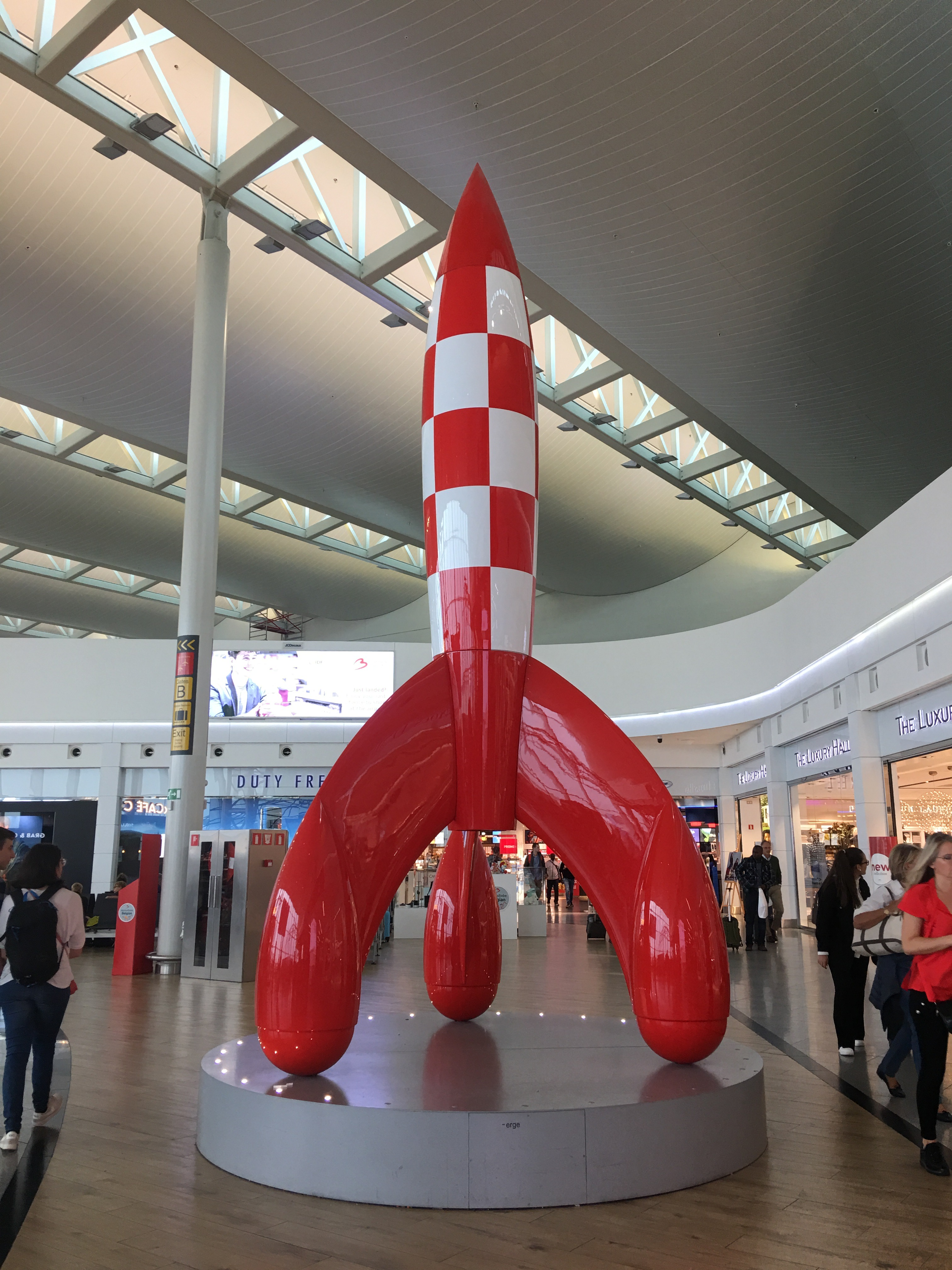
Une maquette de la fusée lunaire de Tintin installée dans l'aéroport de Bruxelles.

Dès l'été 1948, Hergé travaille par intermittences à la rédaction d'une nouvelle aventure qui doit conduire ses héros sur la Lune. Du scénario qu'avaient écrit pour lui Bernard Heuvelmans et Jacques Van Melkebeke quelques mois plus tôt, jugé médiocre, le dessinateur ne retient que certains gags pour élaborer son propre récit. Néanmoins, Hergé consulte régulièrement Heuvelmans pour des questions d'ordre technique ou scientifique puis s'adjoint les services d'un jeune auteur, Albert Weinberg. Souhaitant pousser le réalisme au maximum, il entre en contact avec un savant réputé, Alexandre Ananoff, dont le livre L'Astronautique vient de paraître et visite le Centre de recherches des ACEC dirigé par Max Hoyaux.

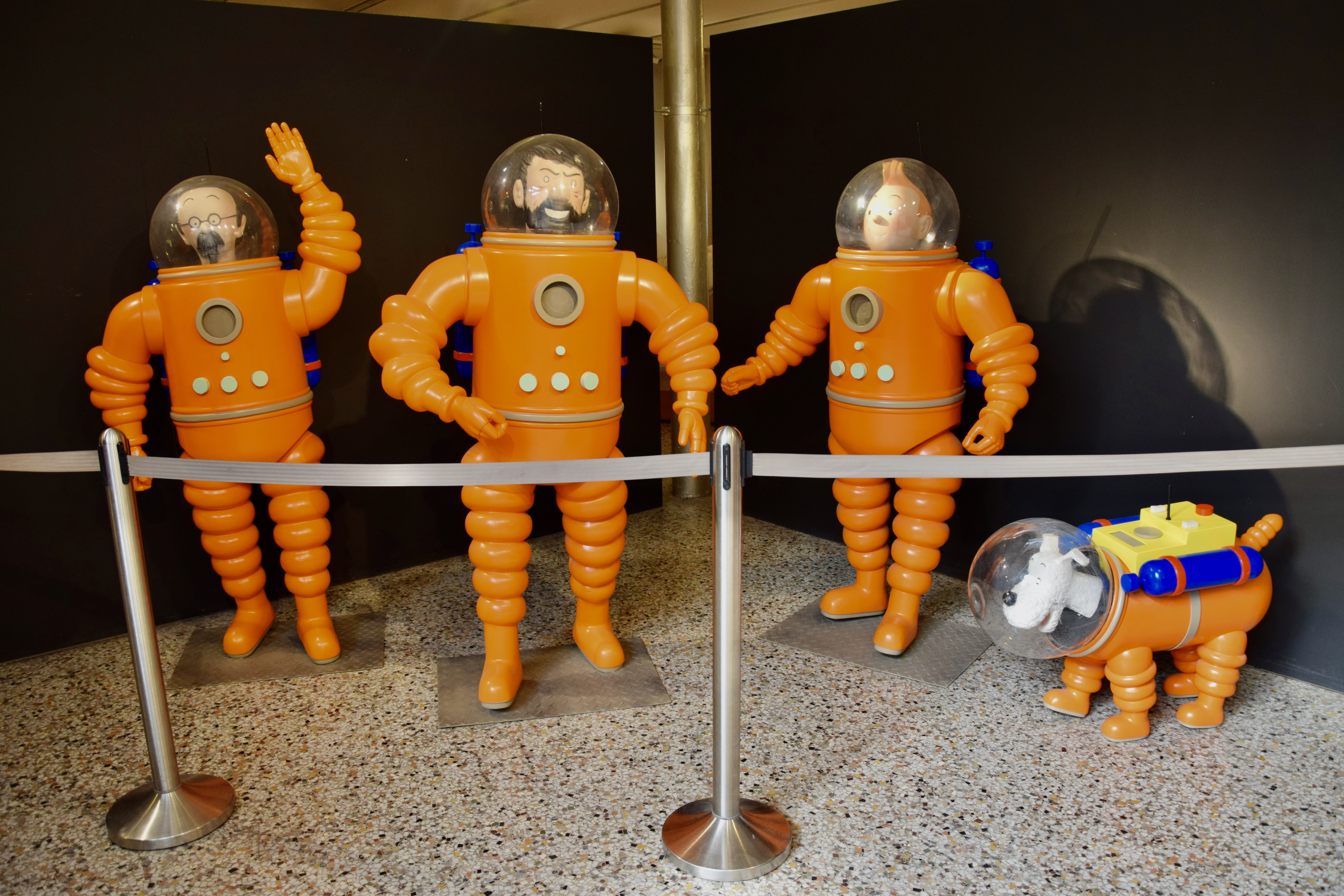
Figurines du professeur Tournesol, du capitaine Haddock, de Tintin et Milou, tirées de l'album On a marché sur la Lune.

L'ampleur du projet nécessite qu'une équipe s'organise autour d'Hergé, à l'image d'une véritable entreprise : c'est la naissance des Studios Hergé le 6 avril 1950, domiciliés dans la maison que le dessinateur occupe depuis plus de dix ans, avenue Delleur à Watermael-Boitsfort,. Le 30 mars 1950, les premières planches paraissent dans Tintin sous le titre On a marché sur la Lune, mais la publication s'interrompt dès le 7 septembre suivant : victime d'un nouvel accès dépressif, Hergé cesse le travail et se retire à Gland, en Suisse, avec Germaine. Le mal est tel que l'aventure ne reprend que le 9 avril 1952, le récit pouvant enfin parvenir à son terme le 30 décembre 1953,. Entre-temps, l'équipe des Studios se professionnalise avec l'arrivée du dessinateur Bob de Moor en mars 1951 et de nouveaux projets commerciaux naissent à l'initiative de Raymond Leblanc. Le « timbre Tintin », c'est-à-dire des points à découper sur des produits de grande consommation que les enfants peuvent échanger contre des cadeaux à l'effigie du héros, rencontre un grand succès. Les chromos de la collection « Voir et Savoir » se développent également ; ces différents projets renforcent la visibilité de Tintin alors que ses ventes d'albums augmentent fortement et s'imposent peu à peu en France.

#### Rythme de travail retrouvé (1952-1956)

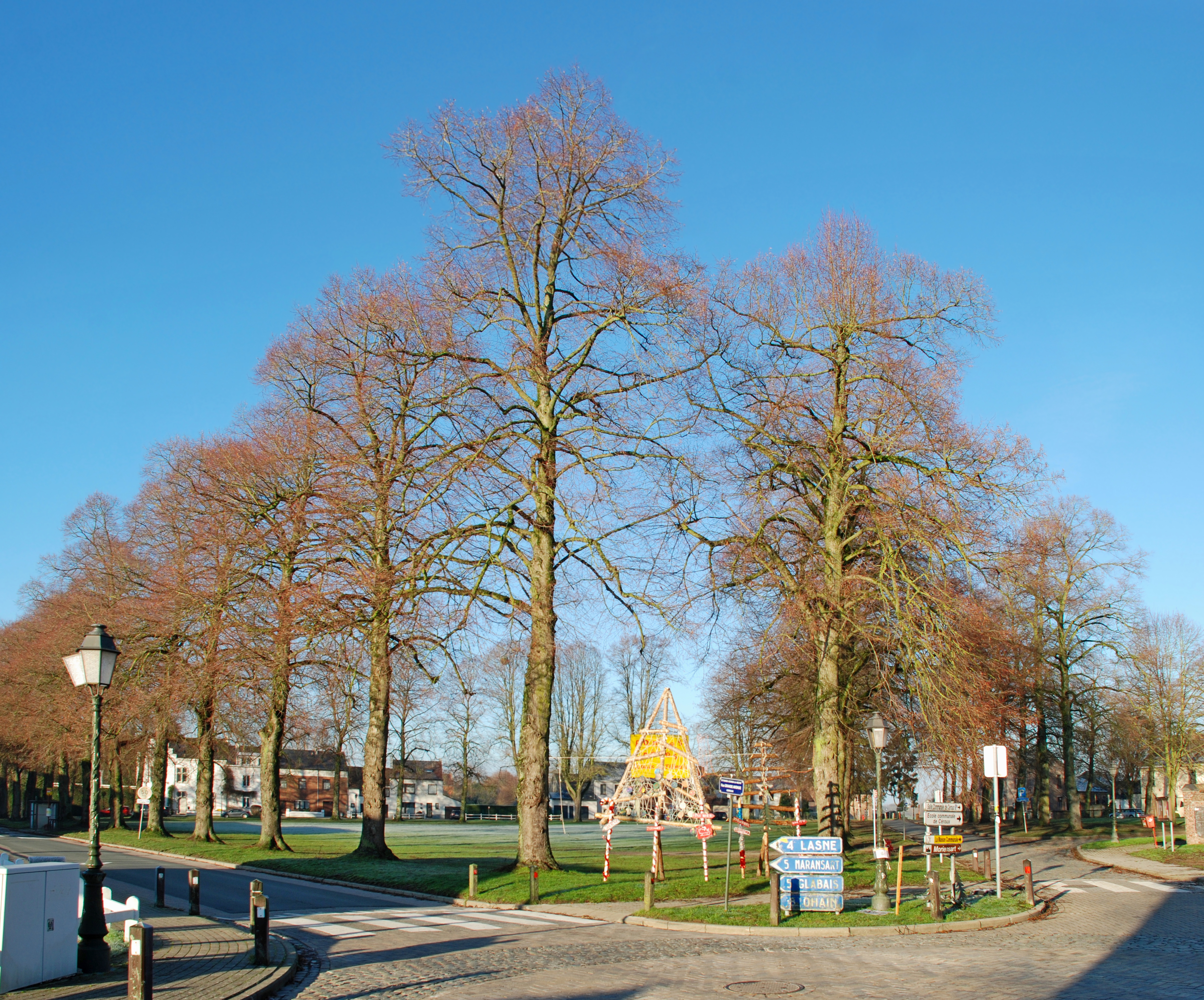
Le village de Céroux-Mousty, dans le Brabant wallon.

Le 17 février 1952, Georges et Germaine Remi sont victimes d'un accident de la route à Céroux-Mousty. Au volant de sa Lancia Aprilia, le dessinateur en sort indemne mais son épouse est grièvement blessée à la jambe. Dans les jours qui suivent, son état de santé fait craindre le pire et sa convalescence nécessite de longs mois d'immobilisation et de repos. D'autres évènements n'arrangent en rien la fragilité psychologique d'Hergé : l'abbé Norbert Wallez, toujours resté proche du couple malgré son incarcération, meurt le 24 septembre suivant puis à la même période, Hergé retrouve son amie d'enfance et premier amour, Marie-Louise van Cutsem, lors d'une dédicace au Palais des Beaux-Arts de Bruxelles. Le dessinateur prend également ses distances avec certains de ses amis : une amie de Germaine, Bertje Jagueneau, use de ses prétendus dons de voyance pour le convaincre de l'influence néfaste de Jacques Van Melkebeke, ce qui entraîne une rupture entre les deux hommes,. Les rapports se distendent également avec Edgar P. Jacobs.

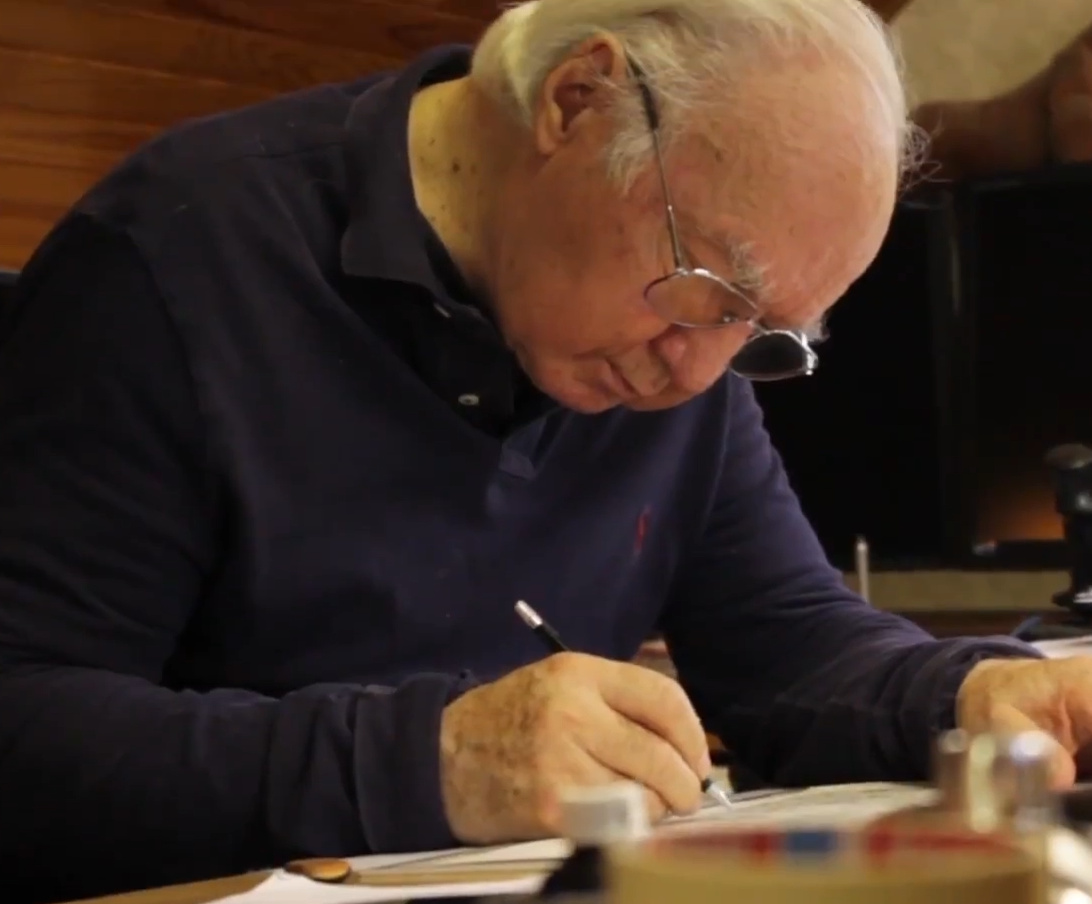
Roger Leloup, l'un des collaborateurs d'Hergé aux Studios.

En 1953, Hergé décide de séparer plus nettement vie professionnelle et vie privée en quittant sa maison de Watermael-Boitsfort. En raison de l'état de santé de Germaine, le couple Remi s'installe dans l'appartement d'un immeuble pourvu d'un ascenseur, rue de Livourne à Ixelles, tandis que les Studios Hergé emménagent dans des locaux plus vaste le 1er avril, sur l'avenue Louise à Bruxelles. Son équipe se complète et se structure avec l'arrivée de plusieurs personnalités. Dès le mois de mars 1953, le journaliste Baudoin van den Branden de Reeth est engagé comme secrétaire personnel, principalement chargé du courrier mais également sollicité par Hergé pour améliorer les dialogues de ses aventures. En février 1954, le dessinateur Jacques Martin rejoint l'équipe en tant que second d'Hergé. Il impose avec lui ses deux assistants personnels, Roger Leloup et Michel Demarets, et se voit confier l'achèvement de La Vallée des Cobras, une aventure de Jo, Zette et Jocko abandonnée avant-guerre. Enfin, la dessinatrice Josette Baujot est recrutée pour prendre en charge la mise en couleur.

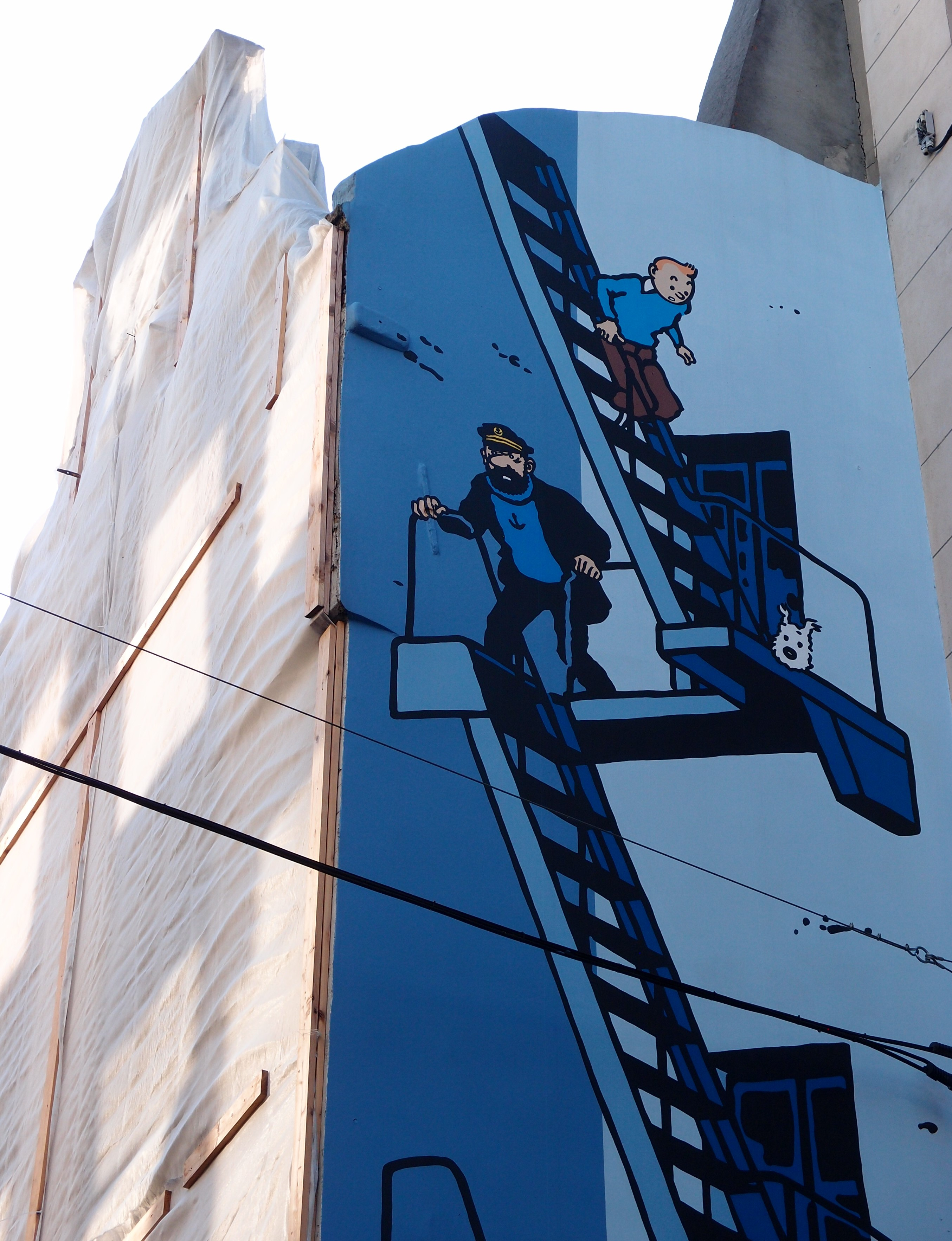
Une case de L'Affaire Tournesol sur le parcours BD de Bruxelles.

Le 22 décembre 1954, L'Affaire Tournesol commence à paraître dans Tintin. Après l'intrusion à Moulinsart d'un nouveau personnage haut en couleur, Séraphin Lampion, les héros se lancent sur la piste du professeur Tournesol dans un véritable thriller qui les conduit en Suisse puis en Bordurie. Hergé cherche à représenter les décors de manière précise : à l'occasion d'un nouveau séjour sur les bords du Léman, il dessine et photographie l'hôtel Cornavin de Genève, une maison de Nyon dont il fait la demeure du professeur Topolino, mais également les routes, à la recherche de l'endroit exact où une voiture pourrait quitter la route et tomber dans le lac,. L'aventure s'achève le 22 février 1956 : pour la première fois depuis douze ans, celle-ci paraît sans interruption, preuve que la nouvelle méthode de travail que le dessinateur adopte à la tête de ses Studios porte ses fruits.
Entre octobre 1956 et janvier 1958, les Studios Hergé réalisent Coke en stock, aventure dans laquelle, selon l'expression de Benoît Peeters, l'auteur « va le plus loin dans la mise en scène de son univers ». De nombreux personnages font leur retour, tandis que l'intrigue tourne autour du trafic d'armes et surtout d'esclaves qu'Hergé voulait dénoncer. Toujours dans un souci de réalisme, le dessinateur monte à bord d'un cargo suédois naviguant entre Anvers et Göteborg, accompagné de Bob de Moor, pour y prendre des clichés qui alimentent les décors de l'aventure,.

#### Nouvelle crise personnelle (1956-1959)

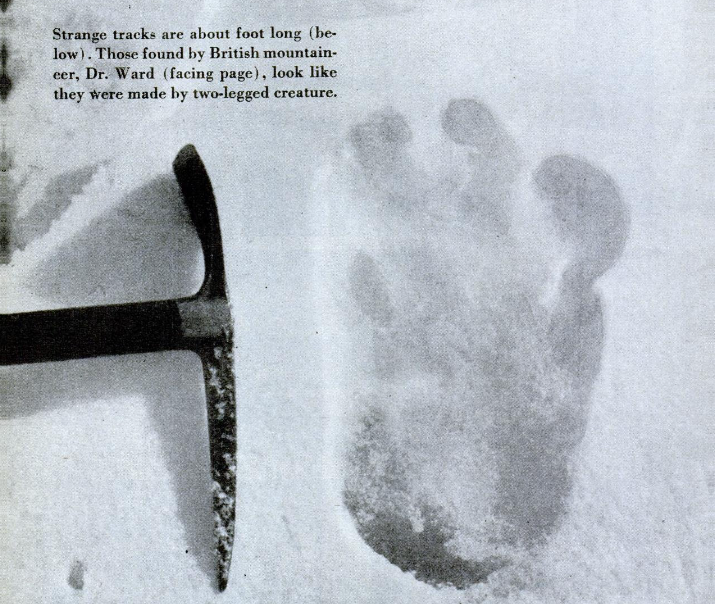
Une empreinte supposée de yéti photographiée par Eric Shipton en 1951.

À la fin de l'année 1956, Hergé entame une liaison avec la jeune coloriste, Fanny Vlamynck, recrutée l'année précédente, en juin 1955. Cette aventure cachée finit par être révélée et plonge le dessinateur dans une nouvelle crise : malgré son attirance pour sa jeune amante, il ne peut se résoudre à quitter son épouse Germaine, avec qui les disputes sont de plus en plus fréquentes. La santé mentale d'Hergé s'aggrave : ses nuits sont alors marquées par des rêves obsédants et angoissants qu'il choisit de consigner dans un carnet. Dans le même temps, l'auteur peine à trouver l'inspiration. Dans un premier temps, il envisage un scénario qui met en scène la défense d'une tribu amérindienne spoliée par des exploitants pétroliers, ainsi qu'une aventure dont Nestor serait le personnage principal, mais ces projets sont abandonnés. C'est alors qu'il se lance dans la rédaction d'une histoire simple et dépouillée, marquée par la présence du yéti et des neiges de l'Himalaya. Après diverses hésitations, Hergé met au point le scénario de Tintin au Tibet, l'album probablement le plus personnel de son œuvre et qui reflète bien son état d'esprit à cette époque. Cette aventure se démarque des précédentes par son absence de méchants ou d'armes à feu, à travers un Tintin plus humain que jamais, à la recherche de son ami de toujours, Tchang. Pour donner corps à son récit et intégrer au mieux l'abominable homme des neiges, le dessinateur s'appuie sur les travaux de son ami Bernard Heuvelmans et sur le témoignage de l'alpiniste Maurice Herzog.
À mesure qu'il avance dans l'élaboration de son œuvre, les rêves d'Hergé se font plus angoissants. La blancheur y tient une grande place et s'avère menaçante : « À un certain moment, dans une sorte d'alcôve d'une blancheur immaculée, est apparu un squelette tout blanc qui a essayé de m'attraper. Et à l'instant, tout autour de moi, le monde est devenu blanc, blanc. » Sur le conseil de Raymond de Becker, il consulte le psychanalyste zurichois Franz Niklaus Riklin, disciple de Carl Gustav Jung, qui lui conseille de cesser le travail pour vaincre le « démon de la pureté » qui l'habite. Hergé s'obstine pourtant à terminer son œuvre, mais il retient de sa rencontre avec le psychiatre qu'il lui faut accepter « de ne pas être immaculé » s'il veut mettre fin à ses tourments intérieurs,.
L'achèvement de Tintin au Tibet, dont la dernière planche paraît le 25 novembre 1959, agit finalement comme une sorte de thérapie. Hergé décide de rompre avec sa femme pour vivre avec Fanny. Bien que la séparation soit effective, il n'est pas question de divorce car Germaine Remi s'y oppose, en s'appuyant sur la loi belge.

### Dernières années (1960-1983)

#### Succès mondial de Tintin

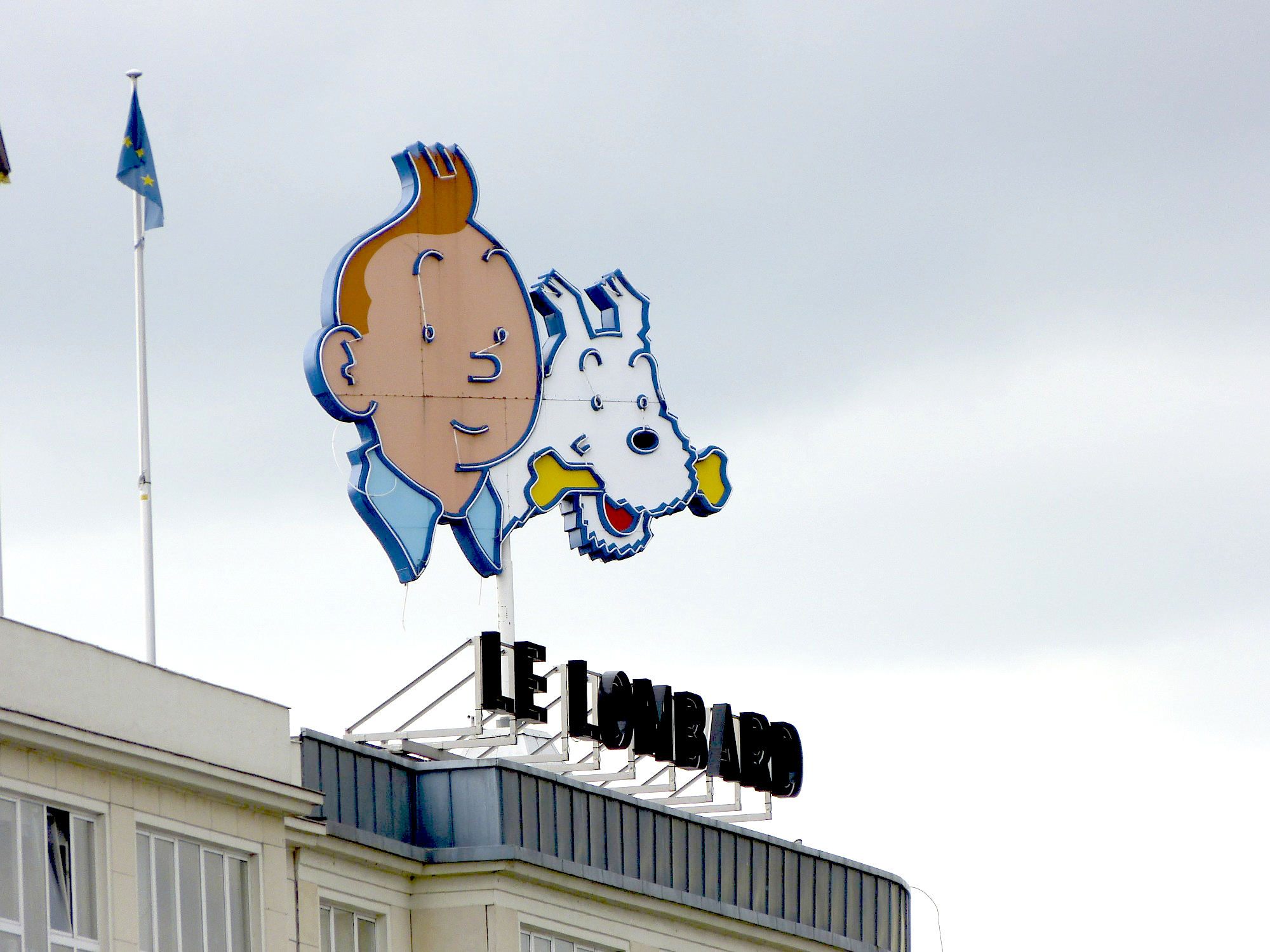
À Bruxelles, l'enseigne lumineuse géante au sommet de l'« immeuble Tintin », siège des éditions Le Lombard, est le symbole du succès de Tintin dans les années 1950.

Vers la fin des années 1950, Tintin devient une icône internationale. Les albums se vendent mieux que jamais : les traductions et les parutions dans la presse du monde entier se multiplient et la série atteint le million d'exemplaires vendus chaque année. Symbole de ce succès planétaire, le nouveau siège des éditions du Lombard est inauguré par Paul-Henri Spaak le 13 septembre 1958, pendant l'exposition universelle. À son sommet trône une grande enseigne lumineuse à l'effigie de Tintin et Milou. Les médias s'intéressent de plus en plus à Hergé : en 1957, se passionnant pour le succès commercial et mondial de ses aventures, Marguerite Duras évoque une « Internationale Tintin » ; l'année suivante, l'hebdomadaire Paris Match lui consacre un article, de même que le prestigieux Times Literary Supplement, puis en 1959, l'écrivain belge Pol Vandromme est le premier à consacrer une biographie au dessinateur, intitulée Le Monde de Tintin et parue chez Gallimard,.
À la même époque, les demandes d'adaptations cinématographiques se multiplient. Plusieurs projets sont abandonnés mais en 1958, le producteur français André Barret obtient les droits de reproduction. Hergé assiste Remo Forlani dans l'écriture du scénario de Tintin et le Mystère de la Toison d'or, premier film en prises de vues réelles consacré au héros, qui sort finalement en 1961,.

#### Rythme de création ralenti (1960-1967)

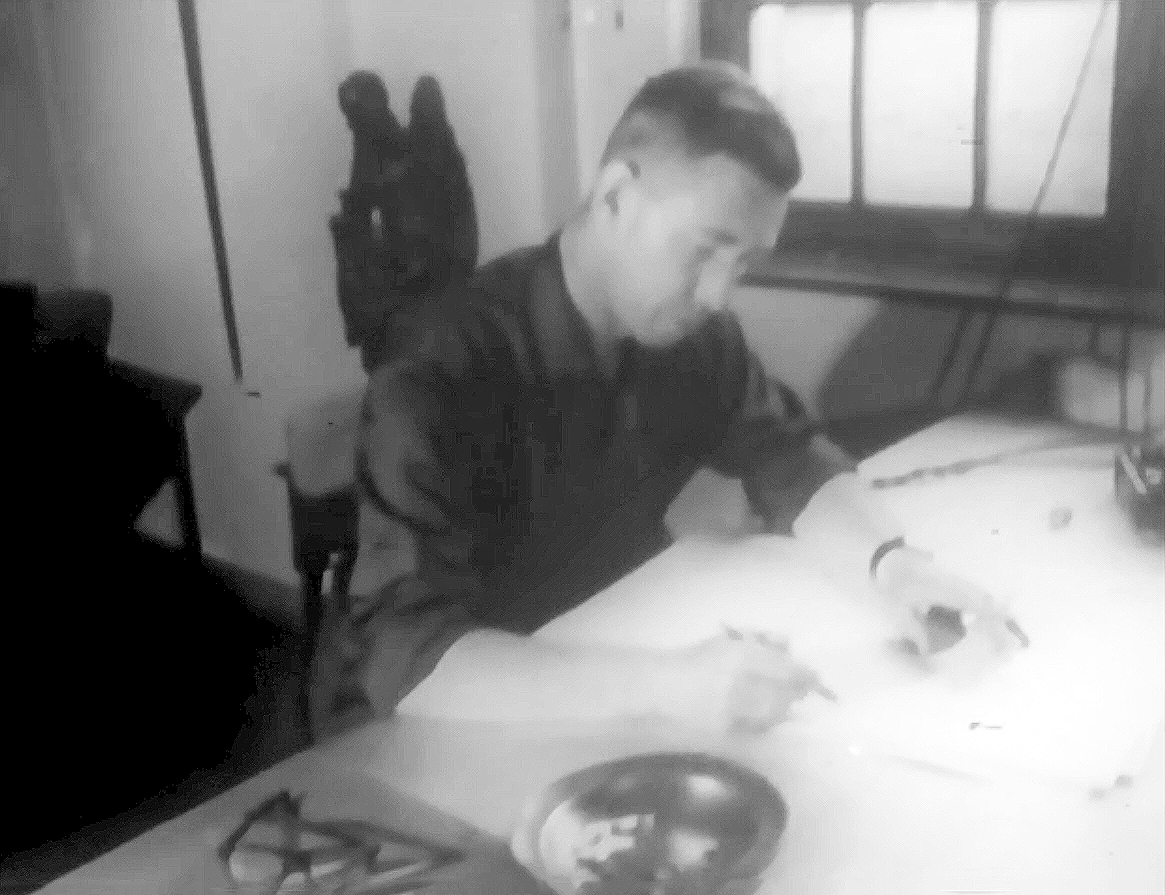
Hergé en 1962, travaillant sur une planche des Bijoux de la Castafiore sur sa table à dessin.

Au début de l'année 1960, Hergé sort du profond syndrome dépressif et de la crise morale dans lesquels il était plongé depuis des années. Pourtant, l'auteur manque d'inspiration. Il collabore avec Michel Greg qui lui livre le scénario détaillé d'une nouvelle aventure, Tintin et le Thermozéro, conçu à partir d'un article de Philippe Labro paru en décembre 1957 dans le magazine Marie France, mais après avoir réalisé quelques crayonnés, Hergé abandonne le projet, révélant ainsi son incapacité à mettre en images le travail d'un autre,. Fin 1960, il prend les premières notes préparatoires des Bijoux de la Castafiore, une « anti-aventure » dépourvue d'exotisme et qui entend bousculer les codes de la bande dessinée. Elle paraît dans Tintin du 4 juillet 1961 au 4 septembre 1962.
Les années 1960 sont celles d'un certain désœuvrement pour Hergé et son équipe, en l'absence de nouveau projet. Les Studios Hergé tournent au ralenti, au grand dam de certains dessinateurs qui déplorent le manque d'activité. Les biographes François Rivière et Benoît Mouchart rapportent qu'à cette époque, Hergé se rend parfois aux Studios pour y « faire salon », entouré de lecteurs de son œuvre et aimant « à s'entretenir longuement dans sa tour d'ivoire avec ces représentants du monde extérieur », ce que confirme Numa Sadoul, auteur de nombreux entretiens avec le dessinateur et qui ajoute : « C'est pour ça qu'il était content que j'arrive, c'était pour l'empêcher de travailler ». Dans ce contexte, le travail sur d'anciens albums apparaît comme le seul moyen de combler le vide. Ainsi, L'Île Noire est entièrement redessinée entre 1963 et 1965 pour tenir compte des remarques formulées par l'éditeur Methuen, chargé de publier l'album au Royaume-Uni. Dans le même temps, Hergé prend ses distances avec le journal Tintin. Après avoir fait pression au cours de l'année 1964 pour recouvrer son rôle de directeur artistique du périodique, il s'en désintéresse peu à peu après la nomination de Michel Greg comme rédacteur en chef en octobre 1965. Le travail de retouche des anciens albums se poursuit les années suivantes avec la modification des dialogues de Coke en stock, qu'il veut rendre politiquement corrects afin de contrer toute accusation de racisme, puis la refonte de Tintin au pays de l'or noir qui, à la demande de l'éditeur britannique, reparaît en 1971 dans une version largement remaniée, effaçant le contexte anglo-palestinien.
Depuis qu'il a officialisé sa relation avec Fanny Vlamynck, de nombreuses occupations détournent l'auteur de son travail, en particulier sa nouvelle passion pour l'art moderne et l'art contemporain, qui lui prend d'autant plus de temps qu'il s'essaie lui-même à la peinture sur les conseils de Louis Van Lint. Hergé réalise trente-sept toiles, qu'il renonce cependant à exposer. Il se rapproche également du collectionneur Marcel Stal, qu'il aide financièrement à établir sa galerie Carrefour sur l'avenue Louise. Par ailleurs, il prend des vacances de plus en plus régulières et longues. Hergé, qui, à l'inverse de son héros, n'avait que peu voyagé, multiplie désormais les destinations lointaines : il visite notamment la Tunisie à l'occasion d'une croisière en Méditerranée en 1963, puis effectue un voyage au Québec en 1965, lors duquel il participe au salon du livre de Montréal,.
Quatre ans après la fin des Bijoux de la Castafiore, Hergé entame enfin une nouvelle aventure de Tintin. Après avoir travaillé sur un scénario qui devait renvoyer le héros au San Theodoros, l'auteur en conserve quelques éléments pour concevoir Vol 714 pour Sydney. L'écriture de cet album répond aussi à la nécessité de contrer le succès d'Astérix, une série née en 1959 et qui rencontre un grand succès, au point que certains journaux lui accordent la première place des publications pour enfant : dans les colonnes de L'Express, un journaliste affirme même que « dans le sillage d'Astérix, Tintin mord la poussière », ce qui irrite fortement Hergé,. Avec Vol 714 pour Sydney, qui s'appuie sur l'engouement pour les phénomènes paranormaux et le succès de la revue Planète, Hergé poursuit le processus de déconstruction de son œuvre entamé dans Les Bijoux de la Castafiore en s'attaquant cette fois aux méchants qui sont tout bonnement ridiculisés,.

#### Reconnaissance internationale et dernier album achevé (années 1970)

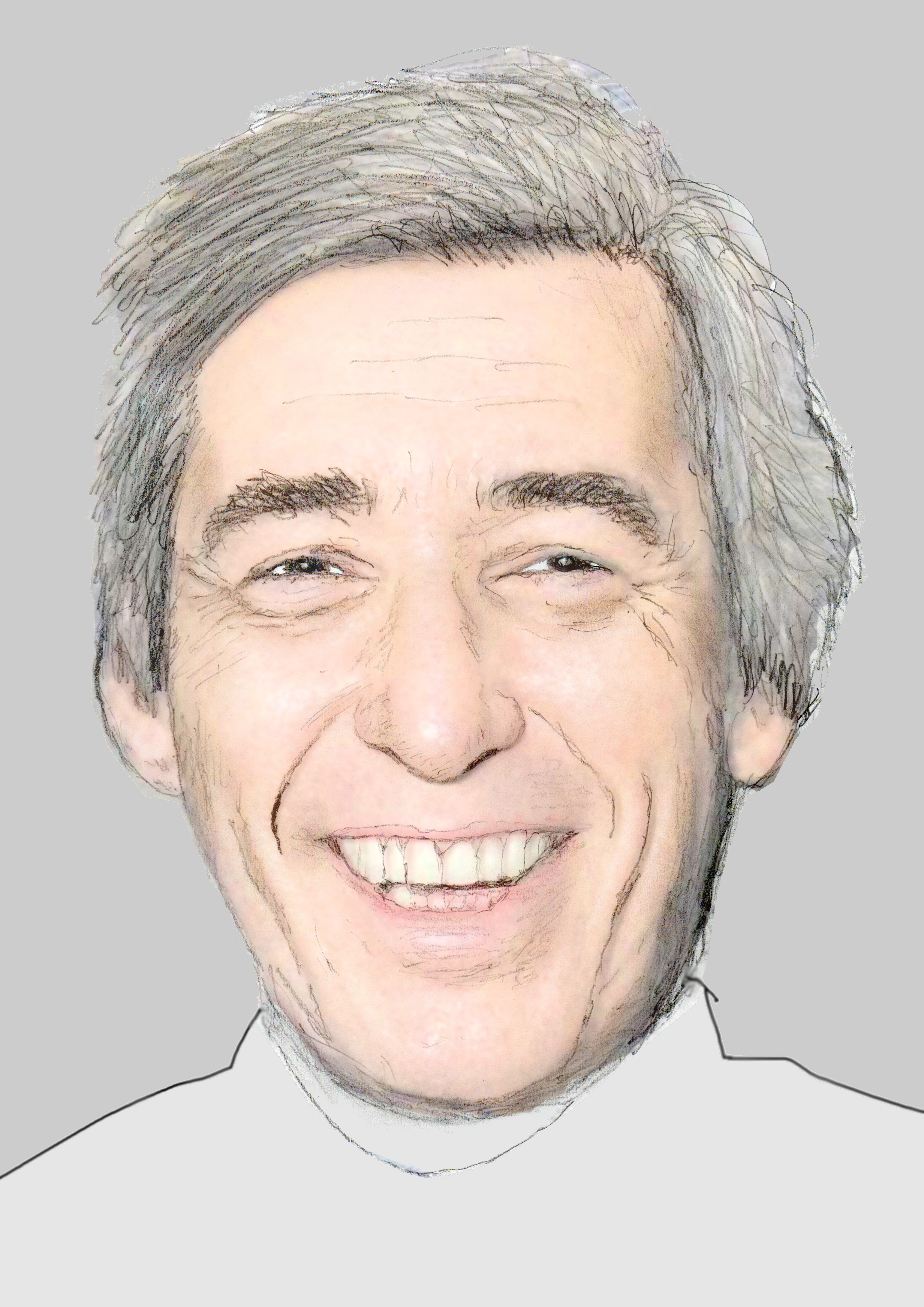
Hergé vers 1970. Portrait au crayon colorisé.

Benoît Peeters, biographe d'Hergé, affirme que la décennie 1970 est pour le dessinateur celle de la « construction du mythe » qui suscite de premiers travaux universitaires. Le sémiologue Pierre Fresnault-Deruelle consacre un mémoire à la série, ainsi que plusieurs articles de la revue Communications. Les Bijoux de la Castafiore accède au « statut d'album pour intellectuels » et se voit célébrer notamment par le philosophe Michel Serres qui lui consacre une étude de treize pages dans la revue Critique en 1970 sous le titre Les Bijoux distraits ou la cantatrice sauve, puis par Benoît Peeters dans l'essai Les Bijoux ravis en 1984. Hergé, désormais considéré comme un « créateur littéraire majeur », reçoit les hommages de la profession ou de grands artistes, comme au premier congrès international de la bande dessinée à New York en 1972, ou bien au Festival international de la bande dessinée d'Angoulême, duquel il est nommé président d'honneur de l'édition 1977. Le célèbre peintre américain Andy Warhol réalise une série de quatre portraits de l'artiste, les deux hommes se vouant une admiration mutuelle. Le succès grandissant de ses albums attise également la critique et de nombreux journalistes s'acharnent à détruire l'image de ce qu'ils considèrent comme une bande dessinée réactionnaire.

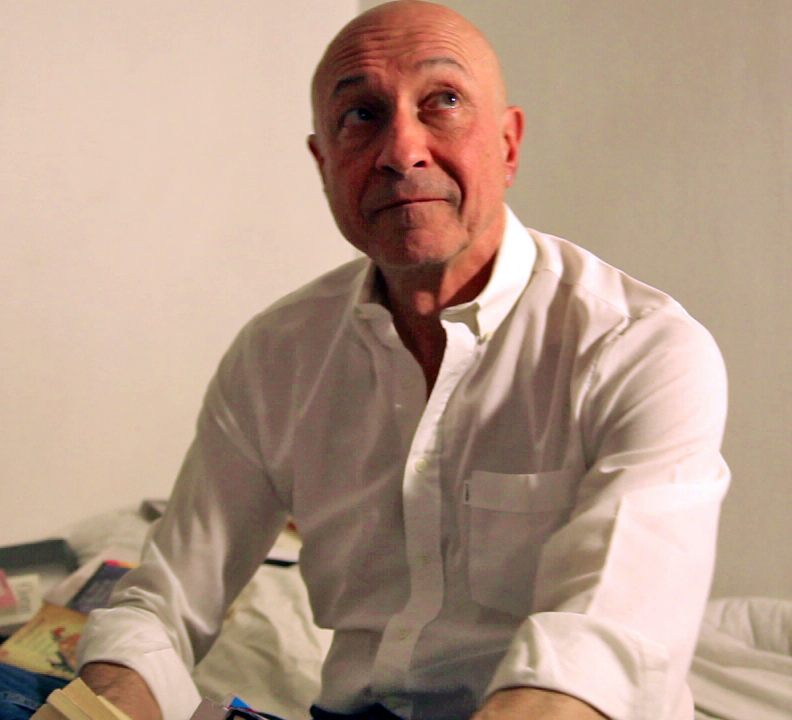
Le journaliste Numa Sadoul réalise un entretien avec Hergé qui aboutit à la rédaction d'un livre de confidences dans les années 1970.

En octobre 1971, Hergé accorde un entretien exclusif au jeune journaliste Numa Sadoul, lors duquel il dévoile une partie des secrets qui ont présidé à la création de son œuvre. Ce long entretien aboutit à la publication de l'ouvrage Tintin et moi, en 1975, après de multiples relectures attentives de la part d'Hergé. S'appuyant sur ce texte, le journaliste belge Henri Roanne réalise le film documentaire Moi, Tintin, diffusé pour la première fois en 1976. Par l'évocation de ses souvenirs lors de la préparation de Tintin et moi, Hergé prend conscience de l'importance du Lotus bleu et de sa rencontre avec Tchang Tchong-jen dans la construction de son œuvre. Dès lors, le dessinateur tente de retrouver sa trace. Par l'intermédiaire de son amie Dominique de Wespin, il est reçu en 1973 par le gouvernement de Tchang Kaï-chek à Taïwan, alors que ce dernier lui avait déjà lancé une invitation en 1939 quand il était le chef de la République chinoise.
Les départs de Roger Leloup et Jacques Martin ralentissent encore le rythme de travail et de production des Studios Hergé. Le dessinateur reprend parfois le dossier de travail d'une aventure encore appelée Tintin et les Bigotudos, dont les premières notes remontent à 1962, mais sans retrouver l'évidence créatrice qui le caractérisait auparavant : « L'idée a mis longtemps à prendre forme ; c'est comme une petite graine, un petit ferment qui prend son temps pour se développer. J'avais un cadre : l'Amérique du Sud […] mais rien ne prit forme avant longtemps : il fallait que vienne un déclic. » Finalement, huit ans après la fin de Vol 714 pour Sydney, Tintin et les Picaros commence à paraître le 16 septembre 1975 dans le Tintin. Dans cet épisode, Hergé présente des personnages profondément modifiés physiquement (Tintin porte un jean, pratique le yoga et se déplace à cyclomoteur) et moralement (extrême passivité face aux actions et lassitude de l'aventure). Si l'album est un succès commercial, il attise les critiques de nombreux tintinophiles, de la presse généraliste et de la presse spécialisée, à l'exception de Michel Serres qui prend une nouvelle fois la défense d'Hergé dans la revue Critique.
Le 28 mars 1977, le divorce entre Georges et Germaine Remi est finalement prononcé. Quelques semaines plus tard, le dessinateur épouse, en toute discrétion, sa compagne Fanny Vlamynck. En 1979, les célébrations du cinquantième anniversaire de la série donnent lieu à une nouvelle série d'hommages. À Paris, une grande réception est donnée à l'hôtel Carnavalet et le dessinateur est invité par Bernard Pivot sur le plateau d'Apostrophes,. À Bruxelles, une réception se tient dans les salons de l'hôtel Hilton, tandis que l'exposition Le Musée imaginaire de Tintin, organisée au palais des Beaux-Arts par Michel Baudson et Pierre Sterckx, retrace l'histoire de son œuvre.

#### Fin de vie

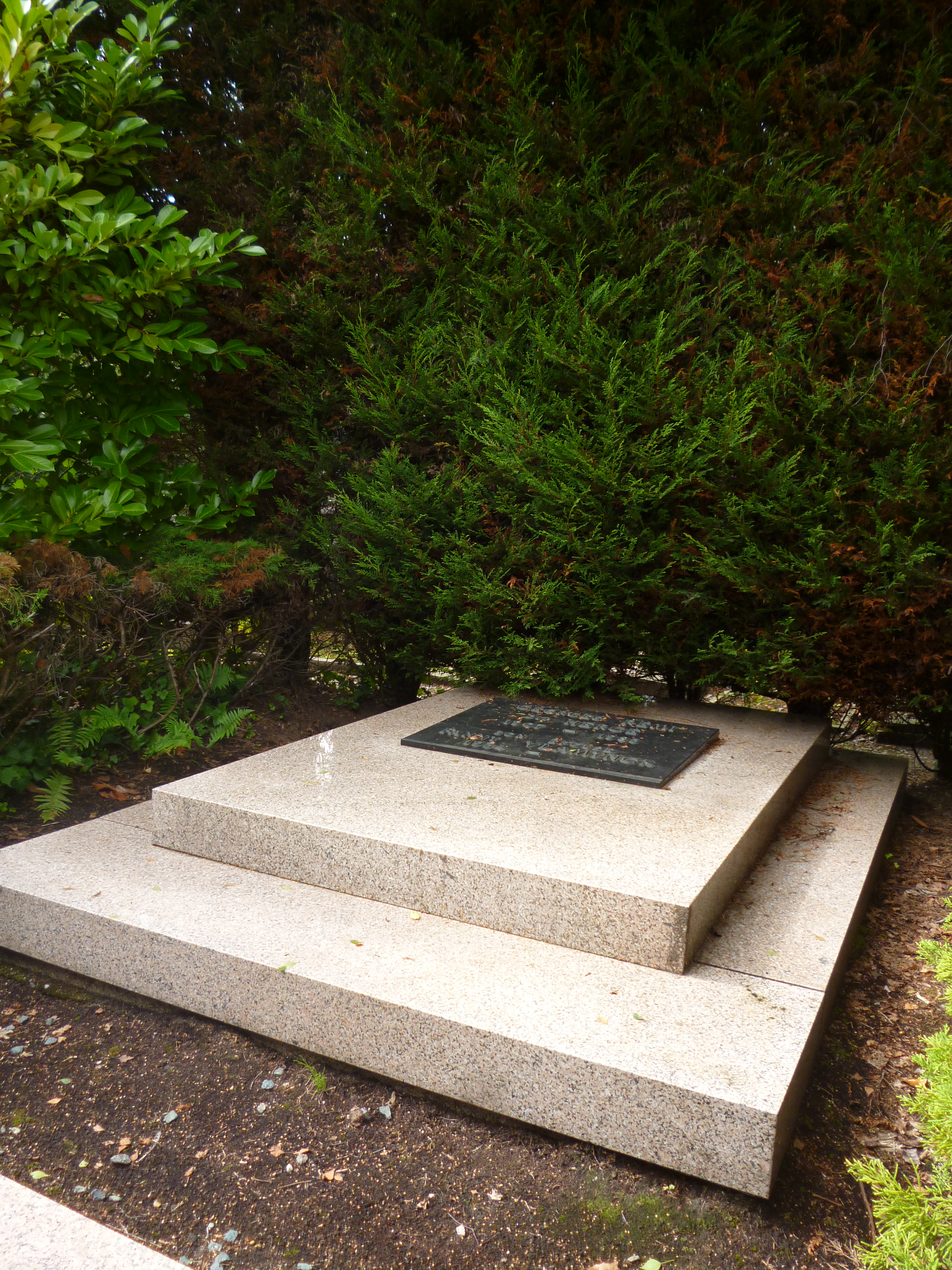
La tombe d'Hergé au cimetière du Dieweg.

Immédiatement après la fin de Tintin et les Picaros, le 13 avril 1976, Hergé développe l'idée d'un album dont l'action se déroulerait entièrement dans un aéroport. Il imagine une histoire sans fil conducteur, un album qui pourrait se lire en partant de n'importe quelle page. Les notes se multiplient. Pendant l'été 1979, le dessinateur ressent un fort épuisement et croit à un surmenage dû aux différentes cérémonies du cinquantenaire de Tintin. En réalité, il est atteint d'une ostéomyélofibrose, une grave maladie du sang diagnostiquée dès le mois de septembre par des médecins. Dès lors, il doit subir une transfusion sanguine complète toutes les deux semaines.
L'auteur est de moins en moins présent aux Studios Hergé, dont Alain Baran, son secrétaire depuis quelques années, est nommé directeur administratif au début de l'année 1981. Bien qu'il se désintéresse peu à peu de son métier, Hergé ressort parfois le dossier de sa prochaine aventure. Le projet de l'aéroport ayant été abandonné, il se tourne vers le thème de l'art contemporain, sa nouvelle passion depuis les années 1960 et qui doit aboutir à la création de Tintin et l'Alph-Art, un album qui s'esquisse lentement malgré l'épuisement de l'auteur. Dans le même temps, Hergé se passionne plus encore pour le taoïsme.
Le 18 mars 1981, Hergé retrouve enfin son ami Tchang Tchong-jen, invité à Bruxelles par Gérard Valet, journaliste à la RTBF. Leur rencontre est retransmise en direct à la télévision. Hergé apparaît très affaibli et semble extrêmement gêné par l'hypermédiatisation de l'évènement. Ces retrouvailles sont néanmoins décevantes sur le plan personnel tant le caractère des deux hommes a profondément évolué pendant plus de quarante années de séparation.
La maladie d'Hergé progresse. En septembre 1981, alors qu'il séjourne à Locarno, sur les bords du lac Majeur, le dessinateur attrape une double pneumonie et doit être rapatrié d'urgence à Bruxelles. Des phases d'amélioration alternent avec des périodes de grande souffrance et la consultation des meilleurs spécialistes ne peut enrayer la progression de la maladie. Certains de ses proches pensent que l'aggravation de son état serait le fait d'une infection par le VIH, encore peu connu à l'époque. Le 25 février 1983, il entre aux soins intensifs des Cliniques universitaires Saint-Luc, à Woluwe-Saint-Lambert, pour insuffisance cardiaque. Après une semaine de coma, Hergé meurt le 3 mars 1983, à l'âge de 75 ans,. Il est inhumé, à sa demande, au cimetière du Dieweg dans la commune bruxelloise d'Uccle, par dérogation spéciale car cette nécropole est désaffectée.

## Profil et particularités

### Vie privée
En 1928, Georges Remi rencontre Germaine Kieckens, secrétaire de l'abbé Norbert Wallez au Vingtième Siècle,. Très vite, le dessinateur lui adresse des lettres passionnées, mais Germaine ne cède pas dans l'immédiat à ses avances, considérant que le jeune homme manque encore de maturité. Leurs liens se resserrent peu à peu : Germaine l'accompagne parfois sur la côte belge et, en mai 1931, elle voyage à Paris avec Georges et ses parents. Le mois suivant, le dessinateur est présenté aux parents de la jeune femme. Leurs fiançailles sont fêtées le 21 février 1932 chez les Kieckens, à Laeken. Le 20 juillet 1934, leur mariage est célébré par l'abbé Wallez dans une église bruxelloise,.
Pendant de longues années, le travail harassant auquel s'astreint Hergé ne laisse que peu de temps au couple pour prendre des vacances. Georges et Germaine aiment séjourner à l'hôtel Joli-Bois de Coq-sur-Mer mais leurs sorties sont rares : Hergé est d'un tempérament casanier et rechigne à se rendre au théâtre ou au cinéma. Après la Libération, le profond syndrome dépressif dans lequel s'enfonce le dessinateur provoque de violentes disputes au sein du couple. Un premier séjour en Suisse à l'été 1947 semble leur donner un nouvel élan, mais la situation se tend de nouveau quand Hergé se montre infidèle,. Malgré l'achat d'une maison de campagne à Céroux-Mousty en 1949, où ils passent chaque week-end, Georges et Germaine prennent peu à peu leurs distances. Le grave accident d'automobile dont ils sont victimes en 1952 aggrave encore la situation : tandis que Georges s'enfonce dans la dépression, cet évènement accroît la rancœur de sa femme à son égard.
Sur un autre plan, les personnages d'enfants occupent une place importante dans les Aventures de Tintin et, le plus souvent, il s'agit d'orphelins ou d'enfants kidnappés, brusquement enlevés à leurs parents. Le rôle de Tintin, que le critique Pierre Sterckx considère comme « un orphelin à la recherche d'une famille d'adoption », consiste à restituer l'enfant à ses parents. Ce thème récurrent dans l'œuvre d'Hergé a fait naître plusieurs hypothèses, comme celle de son biographe Pierre Assouline qui affirme que le couple Remi, dans l'impossibilité d'avoir un enfant, aurait entamé une démarche d'adoption à la fin des années 1940. Un autre biographe d'Hergé, Benoît Peeters, dément cette allégation dès 2002, tandis que les héritiers du dessinateur la nient de façon tranchée. En 2009, ce même Benoît Peeters signe avec Philippe Goddin un communiqué commun qui qualifie l'hypothèse d'Assouline de « sinistre racontar ». De façon plus avérée, il apparaît que l'auteur est stérile, ce qui conduit Pierre Assouline à regretter ne pas posséder plus d'information concernant ce sujet, car « ce serait […] une clef fort utile à tous ceux qui se passionnent pour les sources de cette œuvre qui part du monde de l'enfance pour y retourner ».
À la fin de l'année 1956, Hergé entame une liaison avec sa jeune coloriste Fanny Vlamynck. Malgré la passion qu'il entretient pour cette jeune femme, il ne se résout à quitter Germaine qu'au terme de la publication de Tintin au Tibet, trois ans plus tard. La séparation est effective au début de l'année 1960, lorsqu'il s'installe à l'hôtel Brussels, sur l'avenue Louise. Au mois de juillet suivant, il loue un petit appartement avec sa nouvelle compagne sur l'avenue De Fré, à Uccle. La loi belge n'autorisant pas le divorce, c'est avec Germaine qu'Hergé continue de se montrer dans les occasions publiques. D'ailleurs, il passe presque tous les lundis en sa compagnie, dans leur maison de Céroux-Mousty. Ce n'est que le 28 mars 1977 que le divorce est prononcé, ce qui permet à Hergé d'épouser Fanny quelques semaines plus tard.
Le couple que forme le dessinateur avec Fanny Vlamynck est construit à l'opposé de celui qu'il formait avec Germaine, l'auteur s'attachant à ne plus mélanger le travail et la vie privée, d'autant plus que sa compagne a quitté son poste aux Studios Hergé en septembre 1959.

### Personnalité insaisissable

#### Homme chaleureux et drôle, à l'esprit de camaraderie
Le journaliste et écrivain Daniel Couvreur qualifie Hergé « d'amuseur qui ne s'est jamais pris au sérieux ». Le dessinateur apprécie en effet l'humour potache et cultive l'autodérision. Dans un entretien accordé au journaliste belge Jacques Mercier, il déclare : « en ce qui me concerne, la chose essentielle, c'est de pouvoir se moquer un peu de soi-même… et de tout ! ». Il partage avec ses amis le goût de la fantaisie et du canular, au point d'utiliser dans ses albums les blagues que lui font parfois ses assistants. Il puise notamment son inspiration chez les grands maîtres du cinéma muet et burlesque qu'il découvre dans sa jeunesse comme Charlie Chaplin, Buster Keaton, Harold Lloyd, mais aussi les frères Lumière. La scène mythique de L'Arroseur arrosé est notamment reprise dans Coke en stock aux dépens du capitaine Haddock.
Hergé témoigne d'un esprit de camaraderie acquis très tôt par le biais du scoutisme. Tout au long de sa vie, il revendique l'héritage de ses années de jeunesse passées avec la troupe : « C'est avec le scoutisme que le monde a commencé à s'ouvrir pour moi. C'est le grand souvenir de ma jeunesse. Le contact avec la nature, le respect de la nature, la débrouillardise. Tout cela a été essentiel pour moi et, même si cela paraît un peu démodé, ce sont des valeurs que je ne renie pas. » C'est chez les scouts que l'humour de Georges Remi trouve son premier public, par contraste avec la monotonie de son univers familial où il noue aussi des amitiés durables, comme avec José de Launoit ou Philippe Gérard, l'un de ses premiers conseillers scénaristiques. C'est avec ces deux hommes qu'il joue brièvement au théâtre dans les années 1920, au sein de la troupe des « Gargamacs », où son humour et son sens de l'à-propos font mouche.

#### Longues périodes de dépression
Malgré le succès de ses productions, Hergé ressent dès 1944 les premiers signes d'une dépression dans laquelle il s'enfonce plus durablement dans les années suivant la Libération. Le dessinateur attribue non seulement cette affection au surmenage qui découle de son intense activité professionnelle, mais aussi à l'influence de son milieu familial et de sa jeunesse marquée par les crises de folie de sa mère, morte en 1946,. Dans une lettre adressée en 1948 à son ami Marcel Dehaye, au plus fort d'une crise qui le détourne de son travail, il déclare : « Tu ne sais rien de ma jeunesse, de mon hérédité, de mon atavisme. Crois-tu qu'il suffise d'un effort de volonté pour annihiler l'effet de cette hérédité ? Pour faire en sorte que les images enregistrées dans la prime jeunesse et dans l'adolescence s'effacent entièrement ? sans laisser la moindre trace ? »
La santé mentale fragile du dessinateur affecte également sa santé physique : Hergé souffre de troubles du sommeil et subit régulièrement des crises d'eczéma, de furonculose et des problèmes de digestion. Avec sa femme Germaine, les disputes sont incessantes. Cette dépression est souvent mal comprise par son entourage et ses collaborateurs qui lui reprochent de manquer à ses obligations.

#### Attrait pour l'ésotérisme et les phénomènes paranormaux
L'intérêt d'Hergé pour les phénomènes paranormaux se manifeste dès son plus jeune âge et trouve son origine dans un certain nombre de situations vécues qui le marquent durablement. Dans la soirée du 7 juin 1914, à l'âge de 7 ans, alors qu'il assiste à la veillée funèbre de son grand-père maternel, Joseph Dufour, il dit voir apparaître une tête de mort sur le montant extérieur d'une fenêtre. Cette apparition, que refusent de croire ses parents, le trouble tant qu'il décide d'en faire une esquisse et, selon Philippe Goddin, cet évènement pourrait être le véritable élément fondateur de l'histoire des Sept Boules de cristal, en particulier la scène dans laquelle la momie de Rascar Capac apparaît à la fenêtre de la chambre de Tintin pendant son sommeil,. Hergé vit aussi difficilement les accès de folie répétés de sa mère. Les troubles mentaux d'Élisabeth Remi se manifestent peu après la naissance de son petit frère Paul et la contraignent de s'éloigner du foyer. Ses crises devenant plus fréquentes, elle multiplie les séjours en hôpital psychiatrique avant d'être définitivement internée en 1946.
La fascination du dessinateur pour les sciences occultes semble croître tout au long de sa vie. En 1939, Hergé et sa femme Germaine font appel au célèbre radiesthésiste Victor Mertens pour retrouver une alliance égarée à leur domicile. Ce dernier la retrouve à l'aide de son pendule, puis intervient une nouvelle fois auprès du couple en juin 1944 en localisant, sur un plan de leur maison, le courant d'eau souterrain qui, selon lui, expliquerait leur sommeil troublé. À la même époque, Hergé rencontre Bernard Heuvelmans, docteur ès sciences de l'Université libre de Bruxelles, à la rédaction du Soir. Ce dernier lui fournit quelques éléments pour ses scénarios et l'initie à la cryptozoologie qui fascine le dessinateur au point qu'il représente le yéti comme un être sensible dans Tintin au Tibet,. Dans les années 1960, Hergé devient un lecteur assidu de la revue Planète, fondée par Jacques Bergier et Louis Pauwels, auteurs du best-seller Le Matin des magiciens et dont les écrits contribuent à populariser les pseudosciences,.
Après la fin de la Seconde Guerre mondiale, alors que se manifestent chez l'auteur les premiers signes d'un syndrome dépressif, Hergé et sa femme prennent l'habitude de consulter une voyante. Après des échanges éphémères avec une certaine Mme Sacca, ils consultent plus régulièrement Bertje Jageneau, la mère d'un des assistants du dessinateur. Dans les dernières années de sa vie, Hergé se tourne vers les philosophies orientales. Malgré son éducation catholique, c'est dans la pensée du bouddhisme et du taoïsme qu'il finit par trouver son terrain de philosophie morale. Il ne cesse pour autant de consulter une voyante, suivant désormais les conseils de l'occultiste Yaguel Didier. Comme le souligne Bernard Heuvelmans, « Hergé était très intéressé par les sciences un peu marginales. […] Il aurait fait un admirable savant ; il avait toutes les qualités qui convenaient : un esprit ouvert, rigoureux et précis ; il était très méticuleux, vérifiait les moindres détails. Mais il avait une attirance indiscutable pour les phénomènes inexpliqués ».
Fort logiquement, cet attrait pour les phénomènes paranormaux explique la grand part accordée par l'auteur au fantastique dans Les Aventures de Tintin.

### Hergé, l'art et la culture

#### Une enfance«grise»
Pendant son enfance, la mère d'Hergé l'emmène souvent au cinéma, mais sa culture littéraire est inexistante. Les livres sont absents du domicile familial et ce manque d'ouverture est difficilement compensé par l'enseignement qu'il reçoit à l'Institut Saint-Boniface, qu'il juge peu qualifié. Ses lectures de jeunesse sont peu nombreuses, à l'exception du roman Sans famille d'Hector Malot et de quelques livres et brochures reçus lors des distributions de prix. À l'adolescence, il se passionne pour Les Trois Mousquetaires d'Alexandre Dumas, puis économise patiemment son argent pour s'offrir les volumes suivants, Vingt Ans après et Le Vicomte de Bragelonne. L'étroitesse d'esprit et l'inculture qui entourent son milieu familial entraînent une forme de complexe d'infériorité chez Hergé, au point d'évoquer la « grisaille de son enfance » : « Il n'y avait jamais une étincelle. Pas de livres, pas d'échanges d'idées, rien ».
Le goût de la lecture lui vient peu à peu et, dans les années 1920, il découvre avec plaisir l'humour anglophone dans les livres de Jerome K. Jerome, comme Trois Hommes dans un bateau et Mes enfants et moi, ou ceux de Mark Twain comme À la dure.

#### Théoricien de la «ligne claire»

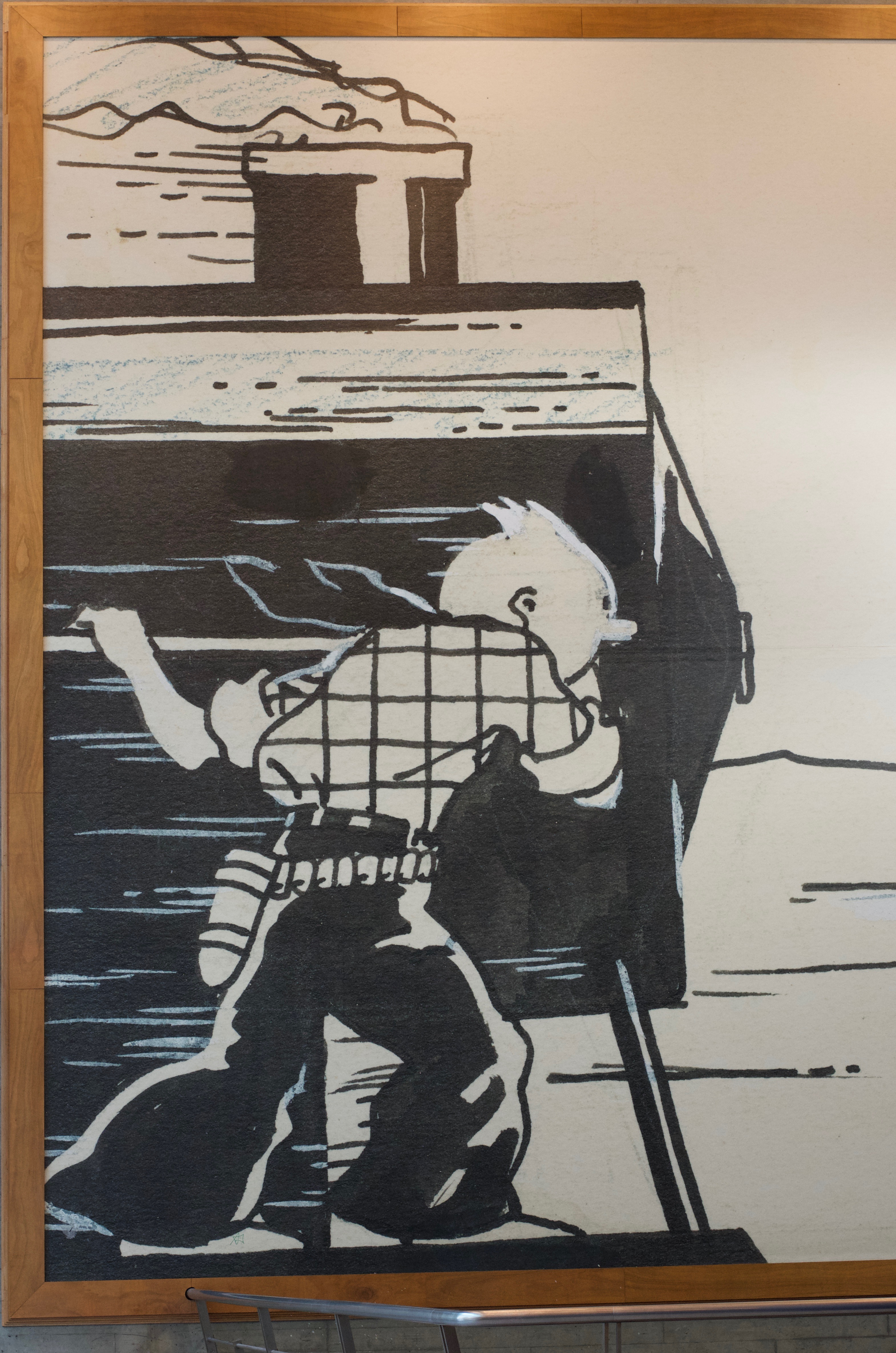
Une case de Tintin en Amérique reproduite sur une fresque de la gare de Bruxelles-Midi.

Le style et la technique d'Hergé évoluent considérablement entre les années 1920 et les années 1970 et, comme le souligne l'écrivain Benoît Peeters, « c'est l'une des caractéristiques les plus frappantes de l'œuvre d'Hergé […] que d'avoir été immédiatement publiée. On pourrait même dire qu'elle fut publiée avant d'être publiable. Toute sa formation se fit à découvert : sous les yeux de ses premiers lecteurs ».
Georges Remi n'ayant pas suivi de cours de dessin, le style qu'il fait émerger, fondé sur le trait et l'épure et qui prend bien plus tard le nom de ligne claire, ne lui est pas donné « comme une simplicité primaire et presque puérile, un code aussi naturel qu'évident ». Au début de sa carrière, le jeune dessinateur n'a pas encore son propre style et comme beaucoup de débutants il commence par imiter d'autres artistes. C'est en autodidacte qu'il se forme et comme l'affirme Philippe Goddin, « ce qu'Hergé a fait au début de sa carrière, c'est reprendre de zéro l'élaboration d'un langage puis établir étape par étape, son propre code de lecture des images. On peut considérer que c'est de toutes pièces qu'il a créé son mode d'expression, car si d'autres l'avaient effectivement mis au point avant lui, il devait pratiquement tout en ignorer ». À ce stade, Hergé emprunte à différents artistes, sans souci de hiérarchie : il s'inspire aussi bien du trait de Pablo Picasso que des illustrations de Benjamin Rabier, en particulier les Fables de La Fontaine qu'il apprécie, de l'illustrateur René Vincent, des gravures du Petit Larousse, mais aussi des affiches de Cassandre et Léo Marfurt. Didier Pasamonik relève que le court passage de Georges Remi par la photogravure au début de sa carrière au Vingtième Siècle est décisif : dans la mesure où un dessin de presse est fait pour être reproduit, il se doit d'être lisible et efficace. Ainsi, « la rhétorique de la simplicité qui est la sienne rejoint les procédés récents de l'imprimerie. Pour Hergé, qui suivra de près la vie du journal, ce style ne s'improvise pas : il s'impose ». Il est à ce titre considéré comme « le père de la bande dessinée européenne ».

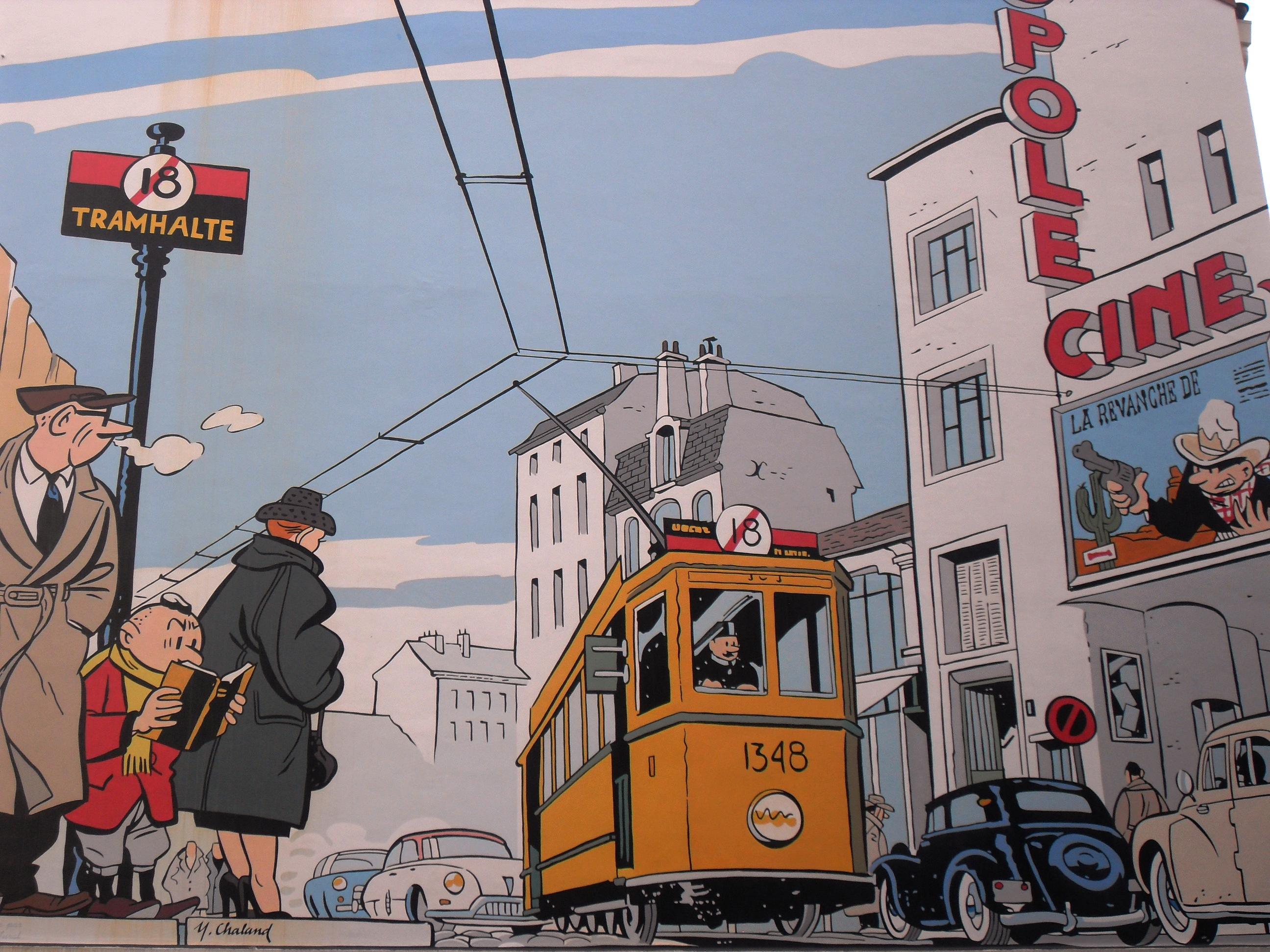
Un exemple de graphisme « ligne claire », avec Le Jeune Albert d'Yves Chaland.

Comme le souligne l'historien de l'art Thomas Schlesser, les illustrations d'Hergé se distinguent par un « extraordinaire pouvoir évocateur ». Les traits de ses personnages traduisent immédiatement leur caractère ou leurs sentiments. Son dessin est rapidement identifiable et tient dans l'intensité des expressions, la précision des mouvements et la justesse des attitudes. Le philosophe Rémi Brague insiste sur l'extrême précision du dessin : « Il suffirait d'ajouter ou retrancher un quart de millimètre à la ligne pour que tout soit gâché ». Cette rigueur permet également au dessinateur de suggérer une infinité de nuances par quelques détails insignifiants. Il subit l'influence de la bande dessinée américaine et notamment d'auteurs comme George McManus, qui font comme lui intervenir les paroles des personnages dans des phylactères, mais aussi du dessinateur français Alain Saint-Ogan, à qui il rend visite en 1931 et dont il emprunte la capacité à rendre le mouvement au travers d'un trait d'une épaisseur toujours égale et d'une remarquable économie de moyens. Les Aventures de Tintin entretiennent un lien de parenté évident avec les œuvres de ce dernier, dont l'influence couvre les sept premiers albums de la série selon Thierry Groensteen.

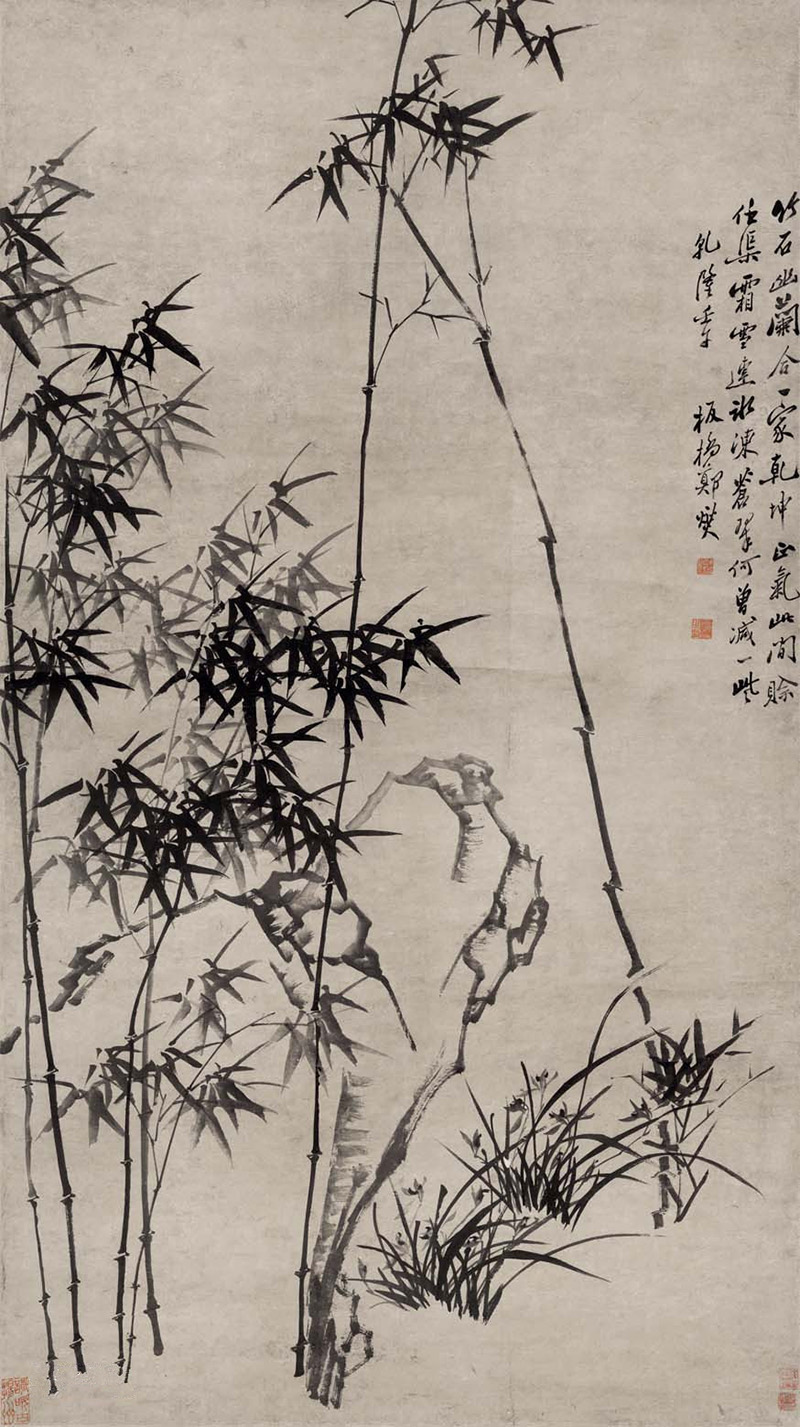
Peinture de bambous réalisée par Zheng Xie, exemple type de l'art chinois transmis par Tchang Tchong-jen à Hergé.

Le graphisme d'Hergé s'affirme au contact de l'art égyptien qu'il met en scène dans Les Cigares du pharaon, puis gagne en souplesse dans Le Lotus bleu, sous l'influence de son ami chinois Tchang Tchong-Jen qui l'initie à l'art de la calligraphie chinoise et lui apprend à observer attentivement la nature. La maîtrise d'Hergé se renforce dans la composition et le rythme des dessins, faisant de cette aventure un album charnière sur le plan graphique. Son style continue d'évoluer à mesure qu'il s'intéresse à l'histoire de l'art, lui pour qui le milieu artistique était étranger pendant l'enfance. Il emprunte notamment la rigueur du dessin aux portraits d'Hans Holbein le Jeune, dont une copie est accrochée dans son bureau et le goût pour les compositions colorées et tumultueuses de Joan Miró, qui transparaissent dans les rêves et cauchemars de Tintin.

#### Le«piège des Studios»
Dès 1942, Hergé cède à la pression de l'éditeur Casterman qui lui réclame la colorisation de ses œuvres. Le dessinateur se montre toutefois réticent, tant il est convaincu que la puissance de son dessin réside avant tout dans le trait. En 1975, à propos du passage à la couleur qu'il évoque dans un entretien avec un journaliste néerlandais, il déclare : « Je ne sais toujours pas si cela a été un changement salutaire ! » De fait, Benoît Peeters et Pierre Sterckx s'accordent pour reconnaître que les albums dessinés en noir et blanc sont les plus beaux et les plus évocateurs, ce dernier regrettant d'ailleurs que la colorisation de l'œuvre entraîne également l'abandon de ce qu'il nomme la « ligne folle », qui s'appuie sur une certaine sensualité graphique et un trait voluptueux, au profit d'une certaine rigidité que vient renforcer l'avènement des Studios Hergé dans les années 1950.
La mise en couleurs de ses albums contraint Hergé à s'entourer d'une équipe pour affronter la surcharge de travail qu'elle nécessite. Ainsi le dessinateur bénéficie de l'apport de son premier véritable collaborateur, Edgar P. Jacobs, qui travaille à ses côtés à partir de 1944. À son contact, les décors s'enrichissent de détails, fruits de nombreuses recherches et de croquis pris sur le vif. La complicité qu'entretiennent les deux hommes dépasse des conceptions parfois opposées sur le traitement de la couleur, la rigueur du trait ou la narration et chacun bénéficie de l'influence de l'autre. Après la fin de leur collaboration, Hergé n'est plus en mesure de travailler seul, comme le confie le dessinateur Jacques Martin, appelé à le remplacer quelques années plus tard et qui évoque une sorte de piège artistique : « Jacobs, avec son souci du détail, a apporté dans Les Aventures de Tintin […] des décors qu'Hergé ne faisait jamais. Hergé faisait, à l'époque, trois lignes et deux briques pour figurer une rue et un mur, et c'était tout. Or, que fait Jacobs ? Il met des affiches qui sont de vraies affiches, il dessine une entrée de cinéma qui ressemble vraiment à une entrée de cinéma, bref, il sophistique les décors chez Hergé. Et, lorsque Jacobs le quitte pour se consacrer exclusivement à Blake et Mortimer, Hergé a été complètement désemparé : il ne savait pas faire des décors, ce n'était pas son truc, cela ne l'intéressait pas ! Ce qui intéressait Hergé, c'était le mouvement ».
Ce processus aboutit à la fondation des Studios Hergé en 1950. Pour de nombreux tintinologues, ce changement entraîne une complexification des décors qui s'accompagne dans les derniers albums, en particulier Tintin et les Picaros, d'une faiblesse graphique qu'ils attribuent au fait que l'auteur délègue une part de plus en plus importante de ses dessins à ses collaborateurs, y compris les personnages secondaires. Selon Benoît Peeters, pour qui la ligne claire « se durcit », il s'agit là d'une preuve que le style d'Hergé, longtemps considéré comme neutre et facilement exportable, souffre d'une certaine fragilité.

#### Un artiste exigeant
Pointilleux et intraitable envers lui-même, Hergé l'est tout autant envers ses collègues, particulièrement en tant que directeur artistique du journal Tintin. Dès la création du périodique, les autres dessinateurs sont tenus de lui présenter leurs planches crayonnées, de sorte qu'ils puissent tenir compte de ses critiques éventuelles : aucune planche ne paraît sans son accord. À titre d'exemple, en 1953, Hergé censure le projet de couverture réalisée par Edgar P. Jacobs pour annoncer le lancement de sa nouvelle aventure, La Marque jaune, car il la juge violente, terrifiante et déplacée. Ce refus est vécu comme un affront par Jacobs, une expérience vécue plus tard par d'autres dessinateurs comme Tibet ou François Craenhals, valeurs montantes de la version française du magazine.
Outre la qualité graphique de leurs travaux, Hergé s'attache à ce que les histoires de ses collaborateurs fassent primer la vraisemblance sur l'imaginaire. Il critique notamment les scénarios écrits par Jacques Van Melkebeke pour la série Hassan et Kaddour de Jacques Laudy, qui manquent selon lui de réalisme. Hergé fait pression pour l'écarter du sommaire de Tintin, regrettant que les personnages de Laudy soient « sans consistance, sans caractère, purement fictifs et dépourvus de vie », tout en affirmant qu'ils ne peuvent séduire les lecteurs dans la mesure où les auteurs les font évoluer à différentes périodes historiques et n'hésitent pas à les transformer en mouches dans l'une des aventures

#### Collectionneur et peintre abstrait
« Hergé jouit d'un statut particulier dans le concert des arts et des médias de son temps. Il y figure l'exception qui confirme la règle : c'est un maître, un grand artiste mais issu d'un médium (la bande dessinée) qu'il est d'usage de considérer encore aujourd'hui comme un art mineur. »

— Pierre Sterckx, L'Art d'Hergé : Hergé et l'art, 2015

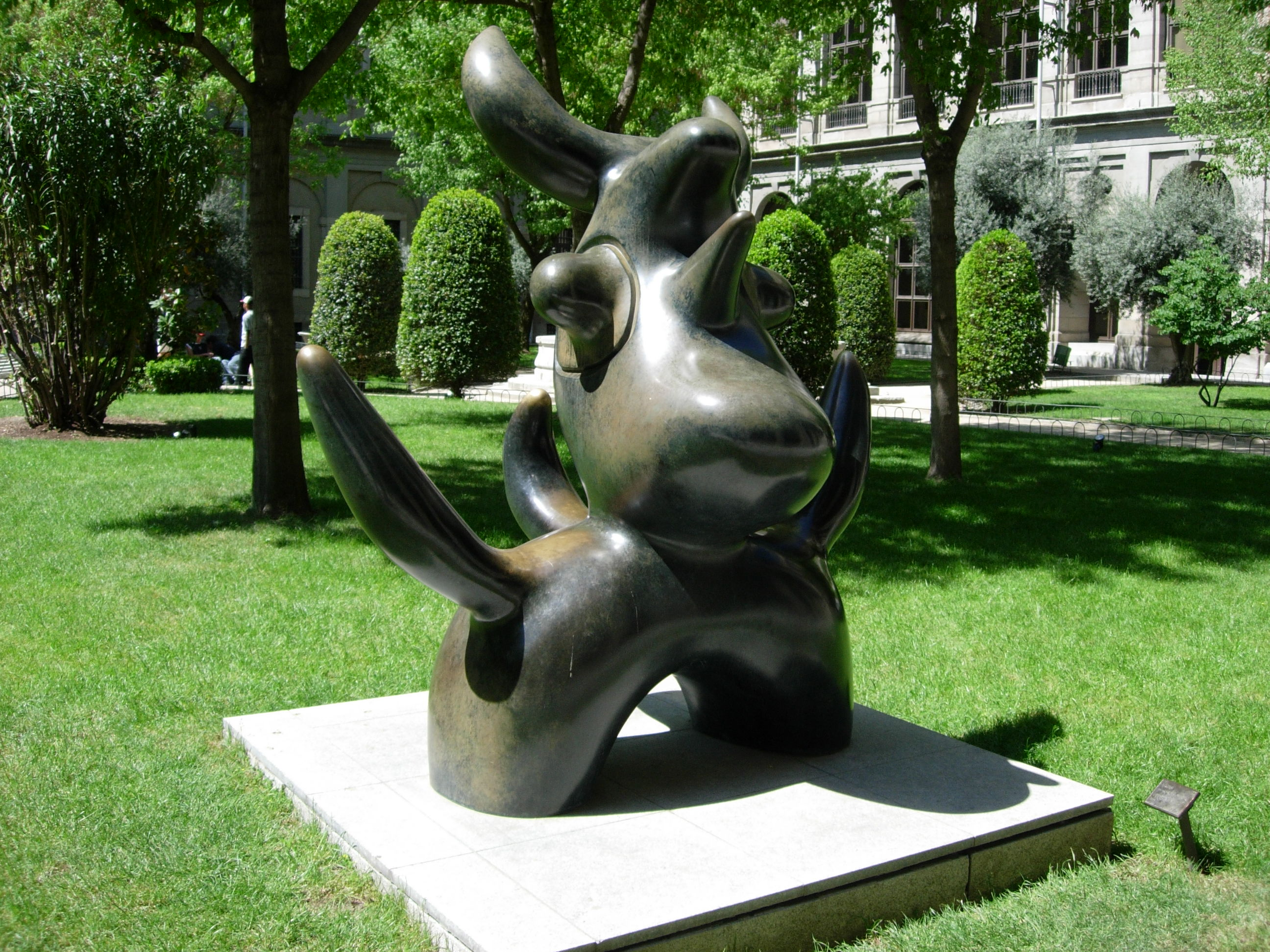
L'Oiseau lunaire, sculpture de Joan Miró, l'un des artistes préférés d'Hergé.

Au début des années 1960, la passion d'Hergé pour l'art contemporain s'affirme de plus en plus. Depuis quelques années déjà, il se constitue une petite collection de tableaux sur les conseils de Jacques Van Melkebeke et du tailleur bruxellois Gustave Van Geluwe. Bientôt, il s'essaie lui-même à la peinture, d'abord sous les conseils de Louis Van Lint puis seul. Il réalise trente-sept toiles, la plupart étant abstraites, dans lesquelles il est possible de retrouver l'influence de Joan Miró, Serge Poliakoff et Louis Van Lint lui-même. Sur les conseils de l'historien d'art Leo Van Puyvelde, Hergé renonce à exposer ses œuvres : ses toiles ne manquent pas de qualité mais elles ne possèdent ni l'originalité ni la force des dessins qu'il réalise pour la bande dessinée. Les toiles, conservées pour la plupart par sa veuve Fanny Rodwell, ont néanmoins atteint une cote élevée sur le marché de l'art en raison de l'attraction exercée auprès des collectionneurs par tout ce qui concerne Hergé, mais aussi pour leur qualité intrinsèque. En 2011, une peinture abstraite qu'il avait offerte à l'une de ses employées de maison est vendue 35 000 euros à la galerie Rops de Namur.

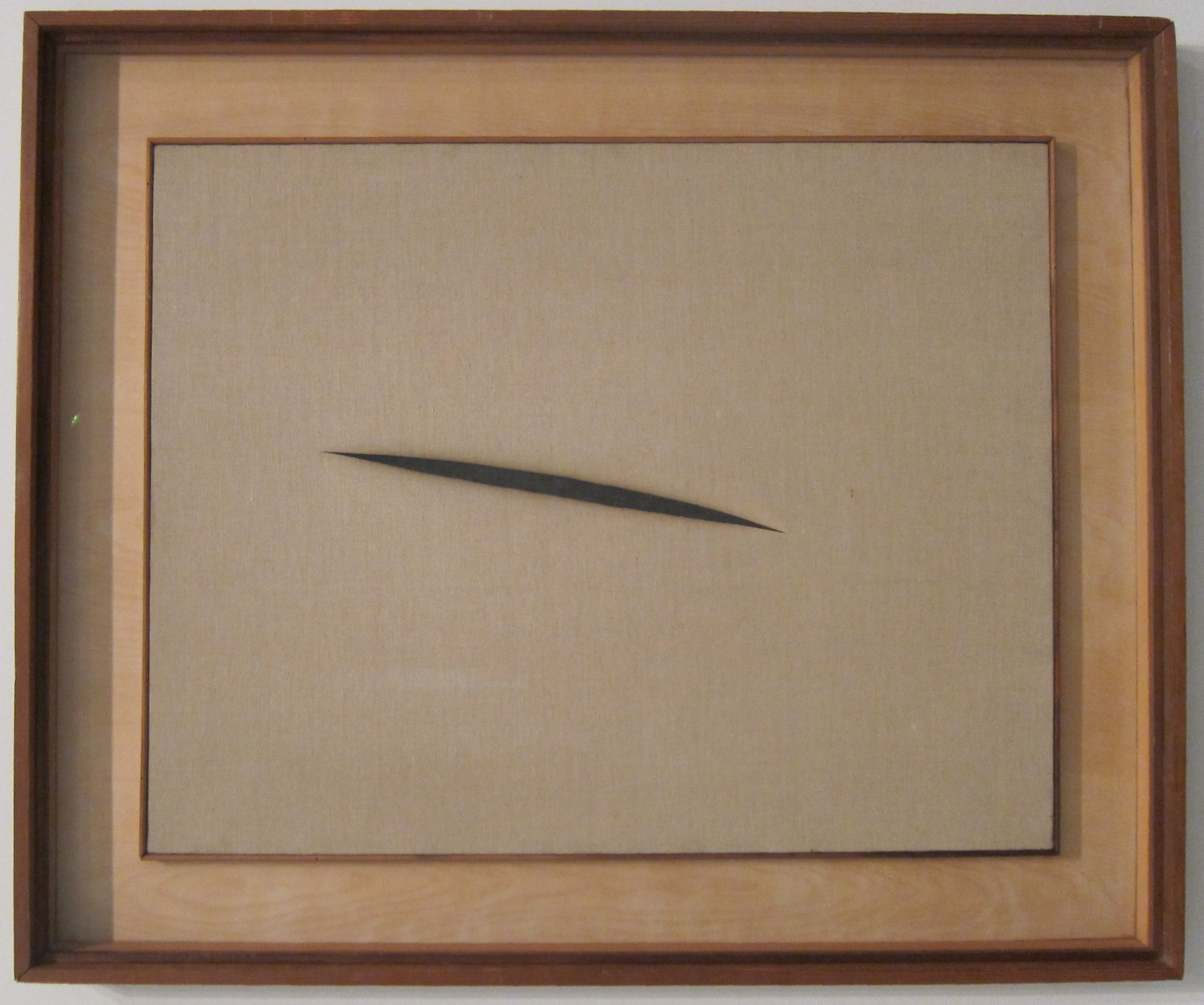
Une toile fendue de Lucio Fontana.

Refusant de n'être qu'un peintre « du dimanche ou du samedi après-midi », Hergé abandonne aussitôt la peinture mais il ne se détourne pas pour autant de ce milieu. Au contraire, il aide son ami collectionneur Marcel Stal à établir sa galerie Carrefour sur l'avenue Louise, à proximité des Studios, un lieu où le dessinateur s'empresse de se rendre presque tous les jours à l'heure du déjeuner. Dans un premier temps, il s'intéresse aux œuvres expressionnistes de Constant Permeke et Jacob Smits, mais, en accord avec sa recherche philosophique qui tend vers le zen et le tao, ses goûts évoluent rapidement vers des œuvres plus méditatives comme les toiles monochromes fendues de Lucio Fontana.

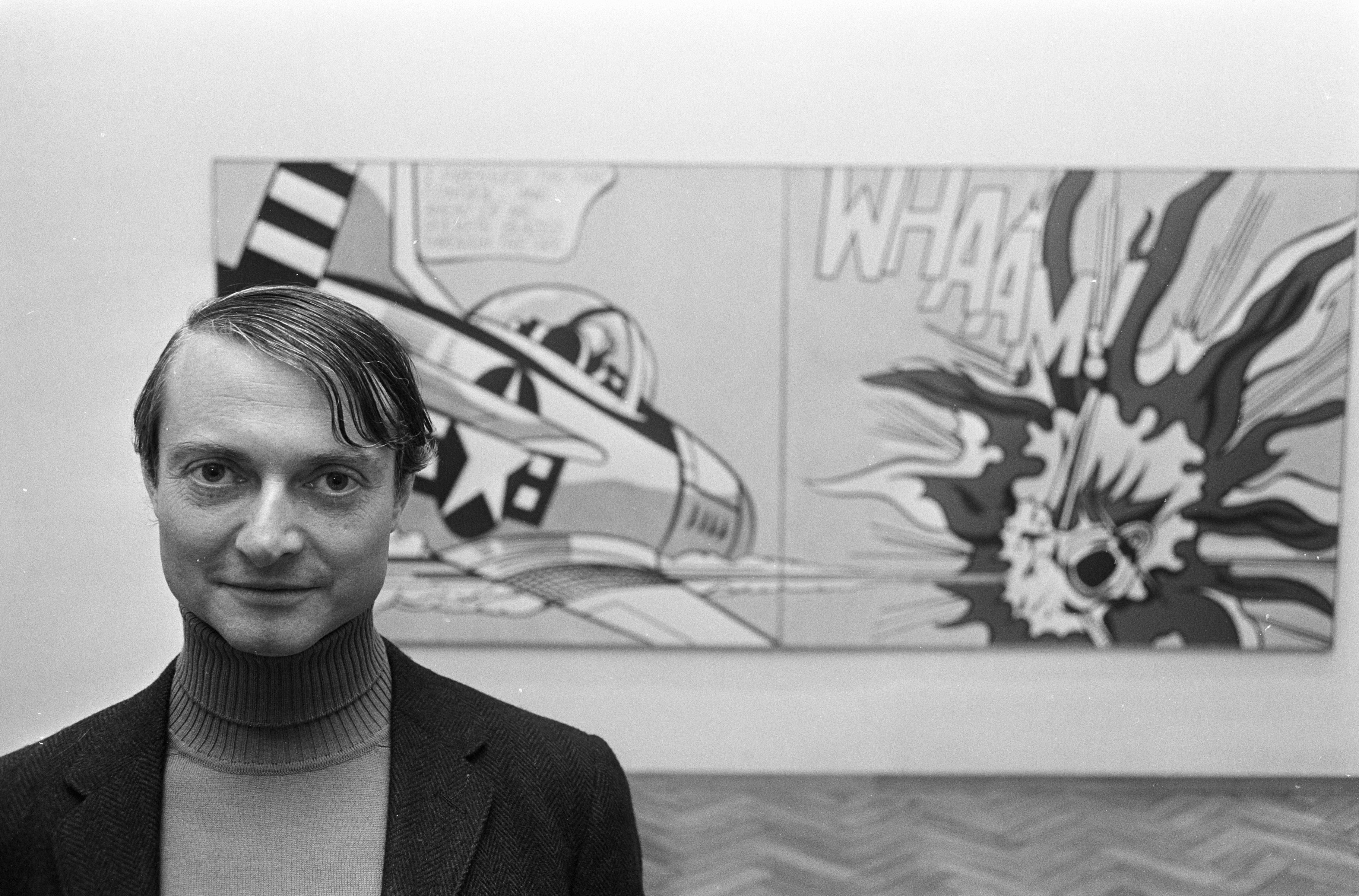
Roy Lichtenstein en 1967 devant son tableau Whaam!.

Il se passionne pour les tableaux torturés de Jean-Pierre Raynaud mais affiche également un certain éclectisme en s'intéressant de près au pop art, principalement les œuvres de Roy Lichtenstein avec qui il se découvre une certaine affinité. Les sérigraphies que l'artiste américain réalise à partir de la série des Cathédrales de Rouen de Claude Monet ornent d'ailleurs son bureau. Parmi les artistes appréciés d'Hergé et dont il acquiert les œuvres figurent Jean Dewasne, Frank Stella, Auguste Herbin, Tom Wesselmann, Jean Dubuffet, Kenneth Noland ou encore Stefan de Jaeger.
À la galerie Carrefour, Hergé fait également la rencontre d'un jeune critique d'art, Pierre Sterckx, avec qui il noue une forte amitié. En plus de son avis éclairé sur des questions de peinture et d'esthétique, Pierre Sterckx fait découvrir à Hergé les textes d'intellectuels comme Roland Barthes, Claude Lévi-Strauss et Marshall McLuhan. Cet attrait pour la peinture contemporaine et la philosophie vaut cependant à Hergé des sarcasmes de la part de certains de ses amis les plus anciens, comme Paul Jamin et Robert Poulet qui considèrent que le dessinateur fait preuve d'une forme de snobisme en décalage avec ses origines familiales et sa propre personnalité.
Sur un autre plan, le rapprochement d'Hergé avec de célèbres peintres contemporains affirme chez lui la volonté d'imposer la bande dessinée comme un art à part entière. Il constate que sa conception du dessin et les questions qu'il se pose dans l'exécution de ses œuvres sont proches des leurs, ainsi que des peintres comme Andy Warhol et Jan Dibbets lui témoignent à leur tour leur admiration.

### Positionnement politique et accusations de racisme

#### Influence du milieu catholique et nationaliste des années 1920 et 1930
Hergé subit l'influence des milieux catholiques, nationalistes et conservateurs d'extrême-droite qu'il fréquente dès sa jeunesse. Membre actif des mouvements d'Action catholique, il est fasciné par son premier employeur, l'abbé Norbert Wallez, fervent admirateur de Benito Mussolini,. C'est sous son impulsion que Tintin au pays des Soviets revêt un caractère politique ouvertement anticommuniste. Pour le journaliste Henri Roanne-Rosenblatt, qui l'a rencontré vers la fin de sa vie, « Hergé est le produit de son époque et de son milieu. La Belgique d'avant-guerre baigne dans un antisémitisme de bon ton, comparable à de l'alcoolisme mondain qu'on tolère. Et Hergé s'est révélé et s'est épanoui dans un milieu catholique réactionnaire et antisémite ». De fait, dès 1934, Hergé commet dans les colonnes du Petit Vingtième certains « dérapages », selon le mot de Benoît Peeters. Dans le numéro du 5 avril, tout en se félicitant qu'Adolf Hitler ait pris des mesures qui semblent, en apparence, limiter les persécutions contre les juifs, la rédaction du supplément ajoute : « Espérons qu'il rappellera en Allemagne les nombreux juifs exilés chez nous et que nous entendrons parler autre chose que le yiddish dans notre bonne ville de Bruxelles ». Quelques semaines plus tard, il glisse une plaisanterie douteuse dans un problème mathématique : « Si M. Lévy peut faire une cigarette avec trois mégots (il ne les jette pas, par économie), avec neuf mégots, combien de cigarettes ? ».

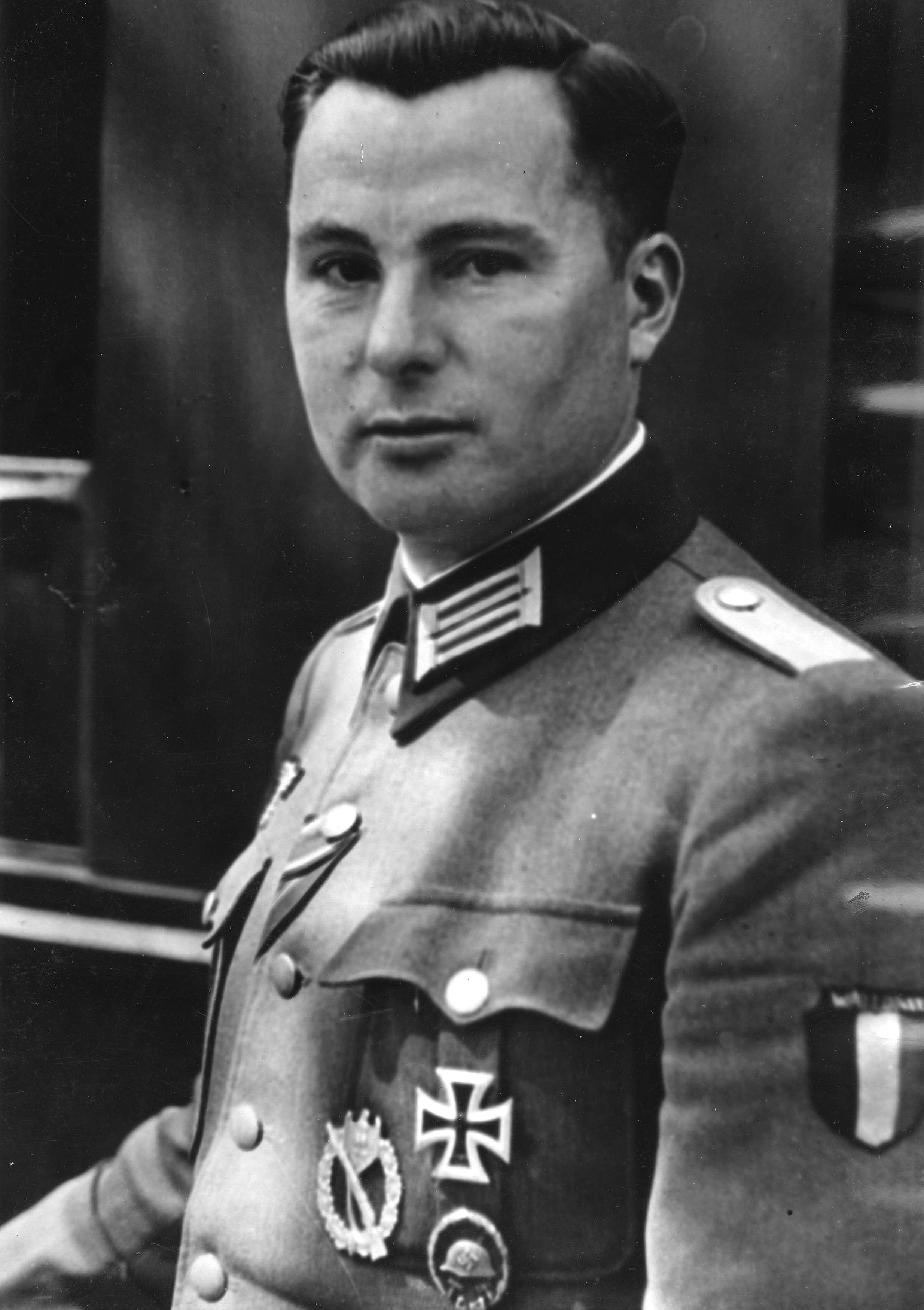
Léon Degrelle en 1943.

Au Vingtième Siècle, Hergé rencontre le journaliste Léon Degrelle, fondateur du mouvement d'extrême-droite Rex dans les années 1930. Le dessinateur illustre plusieurs de ses ouvrages mais réfute publiquement toute adhésion à son parti ou à ses idées, contrairement à ce qu'affirme Degrelle dans son ouvrage Tintin, mon copain. Hergé refuse notamment de rejoindre la rédaction de son hebdomadaire Le Pays réel, contrairement à d'autres journalistes du Vingtième Siècle comme Paul Jamin ou Victor Meulenijzer. Le grand thème des Aventures de Tintin publiées pendant les années 1930, qui dénoncent les trafics et les sociétés secrètes en tous genres, se rapproche pourtant de certains arguments de campagne de Léon Degrelle. Maxime Benoît-Jeannin, auteur en 2007 d'un ouvrage très critique à l'égard du dessinateur, s'appuie sur la figure de Rastapopoulos pour éclairer ce rapprochement : « Par son nom, Rastapopoulos est un concentré de toutes les tares que les mouvements antiparlementaires et antirépublicains stigmatisent dans leurs journaux. Et puis à la fin du XIXe siècle, le mot rastaquouère vise les étrangers à la richesse ostentatoire, forcément suspecte, les parvenus vulgaires et bruyants. On l'a raccourci assez vite en rasta. Popoulos qu'Hergé ajoute à rasta indique que son personnage a des origines grecques et populaires. […] [Hergé] transpose les conflits de la société adulte afin qu'ils soient lisibles pour des enfants de dix ans. Mais son imaginaire et ses moyens sont ceux d'un homme d'extrême droite. Car pourquoi, sinon, faire d'un apatride aux origines grecques, un métèque, selon la terminologie maurrassienne, un symbole du mal ? ».
Dans son dernier récit paru avant la guerre, Le Sceptre d'Ottokar, Hergé ne peut être suspecté d'un quelconque rapprochement avec l'idéologie nazie, tant cette aventure apparaît comme une transposition et une dénonciation de l'Anschluss dont l'Autriche vient d'être victime. Pour Benoît Peeters, ce n'est pas un hasard si le complice syldave des Bordures et réel instigateur du complot, est dénommé Müsstler : son patronyme est un mot-valise construit sur les noms des dictateurs italien et allemand Benito Mussolini et Adolf Hitler, un nom qui fait aussi écho aux dirigeants fascistes britannique Oswald Mosley et néerlandais Anton Mussert. Plus encore qu'une œuvre antifasciste, Le Sceptre d'Ottokar révèle l'attachement d'Hergé à la monarchie belge en des temps où elle se trouve elle aussi menacée, par la volonté expansionniste de l'Allemagne d'une part et d'autre part, par la montée du mouvement rexiste, dont la fascisation progresse au cours des années 1930, ou des mouvements ultra-nationalistes flamands, la Ligue nationale flamande et le Verdinaso,. En déjouant le complot qui vise le roi, Tintin assure la permanence de son pouvoir légitime, le monarque syldave étant présenté comme un roi soucieux du bien-être de son peuple, ainsi que le sont d'autres souverains présents dans la série. Toutefois, bien des années plus tard, Hergé défend la neutralité de son personnage dans une lettre adressée à Jean-Paul Chemin : « Tintin n'est pas le défenseur de l'ordre établi, mais le défenseur de la justice, le protecteur de la veuve et de l'orphelin. S'il vole au secours du roi de Syldavie, ce n'est pas pour sauver le régime monarchique, c'est pour empêcher une injustice : le mal, ici, aux yeux de Tintin, est le rapt du sceptre ».
Il n'empêche que, selon Maxime Benoît-Jeannin, « à l'approche de la Deuxième Guerre mondiale, Hergé […] appartient à un groupe informel d'individus venant de l'Action catholique belge ou de nulle part, qui va servir l'Ordre nouveau. C'est l'effondrement de 1940, cataclysme mettant à bas l'édifice politique et social construit depuis 1830 et fondé sur le libéralisme, qui permettra à cette poignée d'idéologues fascisants et d'opportunistes de tenir tout à coup le haut du pavé ». Le journaliste William Ugeux, son ancien directeur au Vingtième Siècle, semble dédouaner le dessinateur sur le plan politique : « Quelqu'un qui s'est bien conduit à titre personnel, mais qui n'en est pas moins demeuré un anglophobe évoluant toujours dans la mouvance rexiste. Il illustrait bien la passerelle qui reliait l'esprit scout primaire et la mentalité élémentaire des rexistes : goût du chef, du défilé, de l'uniforme… Un maladroit plutôt qu'un traître. Et candide sur le plan politique ».

#### Attitude sous l'Occupation

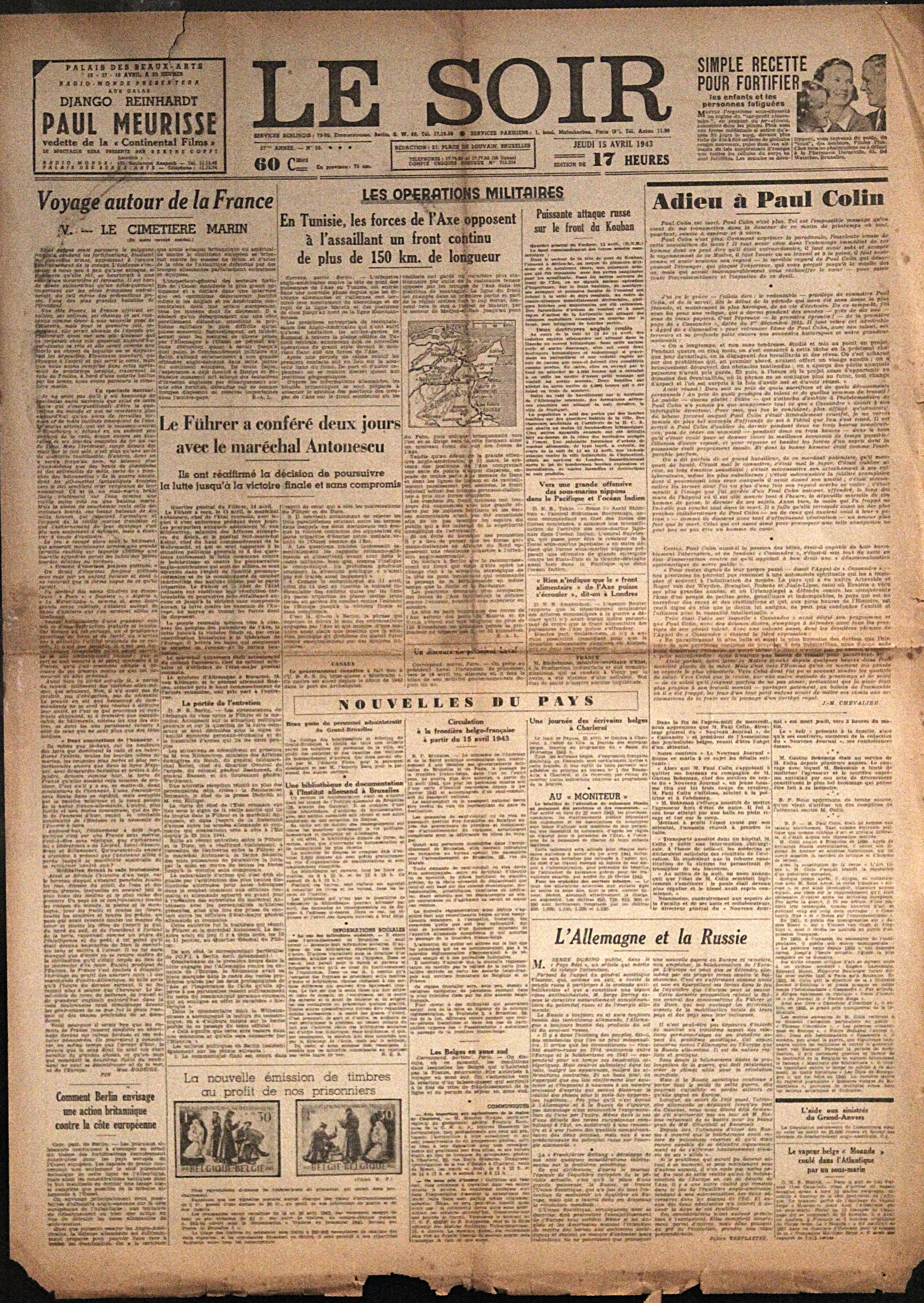
Le Soir volé du 15 avril 1943 dans lequel paraît l'histoire du Secret de La Licorne.

L'attitude d'Hergé, qui accepte de travailler pour Le Soir volé pendant l'Occupation, soulève de nombreuses accusations à son égard. Son biographe Benoît Peeters le présente comme « un collaborateur passif mais opportuniste ». Comme le constate Pierre Assouline, son cas n'est pas isolé et d'un point de vue artistique, le contexte de guerre et d'occupation constitue paradoxalement une forme importante de stimulation, faisant de cette période un « âge d'or » de la création. Pour Hergé comme pour d'autres artistes commence alors le temps de « l'accommodation ». Quand il intègre l'équipe du Soir en octobre 1940, à l'invitation de Raymond de Becker, l'auteur se montre enthousiaste mais plus qu'une adhésion morale et politique, il y voit d'abord un moyen de s'assurer des revenus réguliers et de ne pas se faire oublier du grand public. Comme le rappelle Benoît Peeters, seule la presse peut alors lui permettre de subvenir à ses besoins : à cette époque, « le journal est roi, les livres sont chers » et le dessinateur ne peut se contenter des droits que lui verse Casterman pour la vente de ses albums.
Son engagement lui semble d'autant plus naturel que la plupart de ses proches agissent de la même façon, comme Paul Jamin, Marcel Dehaye, Jean Libert, Julien de Proft, Victor Meulenijzer ou encore Paul Werrie. Cette participation déçoit cependant certains de ses amis et entraîne notamment sa rupture avec Philippe Gérard, caricaturé ensuite sous les traits du prophète Philippulus dans L'Étoile mystérieuse. Certains de ses lecteurs se montrent eux aussi circonspects. Ainsi, en octobre 1940, le dessinateur reçoit une lettre anonyme : « Permettez Monsieur, à un père de famille nombreuse de vous dire sa tristesse et sa déconvenue de voir Tintin et Milou paraître dans le Nouveau Soir. En marge de vos amusants dessins, on leur infiltrera le venin de la religion néopaïenne d'outre-Rhin. Si vous le pouvez encore faites machine arrière. Excusez de ne pas signer mais les temps sont trop incertains ».
À travers sa collaboration au Soir, l'auteur répond au besoin de la population de se divertir afin d'oublier les malheurs du moment; seuls le succès et le rayonnement de ses créations artistiques semblent dès lors lui importer. Il témoigne d'une certaine indifférence envers les évènements de son époque, occupé qu'il est par la création de son œuvre, à laquelle il consacre au moins douze heures de travail par jour, comme il le déclare des années plus tard dans ses entretiens à Numa Sadoul : « La guerre semblait bien finie pour nous [les Belges]. Aussi n'ai-je pas eu de scrupules à collaborer à un journal comme Le Soir : je travaillais, un point c'est tout, comme travaillait un mineur, un receveur de tram ou un boulanger ! ». De fait, la popularité de Tintin s'accroît fortement : les albums vendus atteignent la barre des 100 000 exemplaires à l'automne 1941.
Plusieurs de ses actes renforcent l'ambiguïté de sa situation et dans un entretien accordé en 1973 à deux journalistes, Hergé reconnaît que son engagement au Soir ne pouvait prétendre à l'innocence et concède « [avoir] cru que l'avenir de l'Occident pouvait dépendre de l'Ordre nouveau ». Il intervient personnellement auprès des autorités allemandes afin d'obtenir un supplément de papier et de maintenir ainsi la production de ses albums, mais ce sont principalement ses caricatures antisémites parues dans différentes œuvres qui lui valent des critiques acerbes.

#### Hergé antisémite?

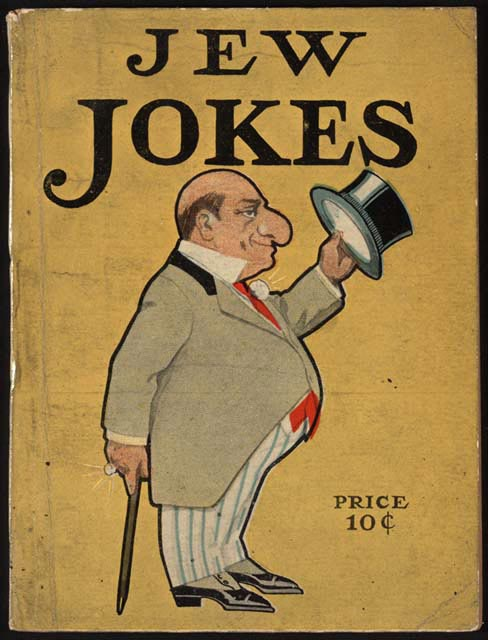
Un homme avec un « nez juif » sur la couverture d'un recueil de blagues antisémites, en 1908.

Dans les premières Aventures de Tintin figurent quelques représentations de Juifs qui portent, selon Didier Pasamonik, « les traces de l'antijudaïsme chrétien si commun dans la bande dessinée belge ». Il en est ainsi du fripier juif dans Tintin au pays des Soviets ou de l'antiquaire de L'Oreille cassée. Mais pour Benoît Peeters, L'Étoile mystérieuse constitue la « pièce à charge majeure » contre Hergé.
D'une part, alors que la parution de l'histoire coïncide avec l'entrée en guerre des États-Unis, la composition des deux groupes qui s'affrontent dans la quête de l'aérolithe n'est pas neutre : autour de Tintin, l'expédition financée par le « Fonds européen de recherches scientifiques » réunit des scientifiques issus de pays neutres ou favorables à l'Allemagne, cependant que leurs ennemis, à bord du Peary, arborent un drapeau américain. Pour l'historien Pascal Ory, « qu'Hergé le veuille ou non, ce thème d'une Europe soigneusement triée, repris fréquemment par la presse collaborationniste, a, en 1942, un sens politique très précis », une analyse que rejoint Pierre Assouline qui estime que « cette dualité n'est évidemment pas innocente ». Benoît Peeters rapporte un autre élément : tandis que la présentation des Américains dans l'album est « plus que tendancieuse », l'hydravion utilisé par Tintin pour aborder l'aérolithe est un Arado Ar 196, qui était alors considéré comme la fierté de l'armée allemande et la « terreur des sous-marins alliés ». C'est donc bien une guerre, certes scientifique, que se livrent « bons Européens […] et méchants Américains ». Pierre Assouline considère qu'en attribuant le mauvais rôle à ces derniers, Hergé « leur fait […] perdre la guerre par anticipation » et se place ainsi en parfaite adéquation avec les pages politiques du quotidien dans lequel il publie.
D'autre part, l'album contient de nombreux éléments à caractère antisémite. Non seulement le riche banquier dénué de tout scrupule qui soutient l'expédition américaine porte un patronyme à consonance juive, « Blumenstein », mais celui-ci est dessiné selon les codes des caricatures de cette époque. En 1954, lors de la réédition de l'album, Hergé abandonne ce nom « trop lourd à porter », à la demande de Casterman. Il choisit celui de « Bohlwinkel », issu du terme bruxellois « bollewinkel », qui signifie « boutique de confiserie », mais cela ne suffit pas à atténuer les critiques car Hergé finit par apprendre que ce nom est lui aussi un véritable patronyme juif. Par ailleurs, deux cases parues initialement dans Le Soir sont retirées dès la première édition de l'album en raison de leur caractère outrancier : tandis que le prophète Philippulus poursuit Tintin en annonçant la fin du monde, ces deux personnages passent devant un magasin tenu par deux Juifs caricaturaux et portant l'enseigne « Levy ». En entendant les propos du prophète, le premier commerçant déclare : « Tu as entendu, Isaac ? La fin du monde ! Et si c'était vrai ? » Le second, se frottant les mains, lui répond : « Hé ! Hé ! Ce serait une bonne bedide avaire, Salomon ! Che tois 50 000 Frs à mes vournizeurs… Gomme za, che ne tefrais bas bayer. »,,.
L'Étoile mystérieuse n'est pas, à cette époque, la seule œuvre d'Hergé qui renferme des dessins à caractère antisémite : en 1941, il accepte également d'illustrer les Fables de Robert de Vroylande, dont l'une est intitulée « Les deux Juifs et leur pari ». Le dessin qu'il réalise reprend les codes des principales caricatures antisémites du moment, comme celles que publie son ami Paul Jamin dans le Brüsseler Zeitung. Benoît Peeters juge la défense d'Hergé insuffisante face aux accusations d'antisémitisme qui courent à son égard : bien qu'il considère que « [l'auteur] ignorait la solution finale lorsqu'il dessinait L'Étoile mystérieuse, il ne pouvait, en revanche, pas manquer de connaître les mesures antisémites promulguées à cette époque ». Dans ses entretiens avec Numa Sadoul, le dessinateur s'exprime sur ces accusations, qu'il rejette en bloc : « J'ai effectivement représenté un financier antipathique sous les apparences sémites, avec un nom juif […]. Mais cela signifie-t-il antisémitisme ?… Il me semble que, dans ma panoplie d'affreux bonshommes, il y a de tout : j'ai montré pas mal de « mauvais » de diverses origines, sans faire un sort particulier à telle ou telle race. On a toujours raconté des histoires juives, des histoires marseillaises, des histoires écossaises. Ce qui, en soi, n'a rien de bien méchant. Mais qui aurait prévu que les histoires juives, elles, allaient se terminer, de la façon que l'on sait, dans les camps de la mort de Treblinka et d'Auschwitz ? ». S'il n'émet jamais publiquement d'excuses au sujet de son rôle pendant la guerre, il confie trente ans plus tard au journaliste Henri Roanne-Rosenblatt : « C'est vrai que certains dessins, je n'en suis pas fier. Mais vous pouvez me croire : si j'avais su à l'époque la nature des persécutions et la « Solution finale », je ne les aurais pas faits. Je ne savais pas. Ou alors, comme tant d'autres, je me suis peut-être arrangé pour ne pas savoir ».

#### Accusations de racisme

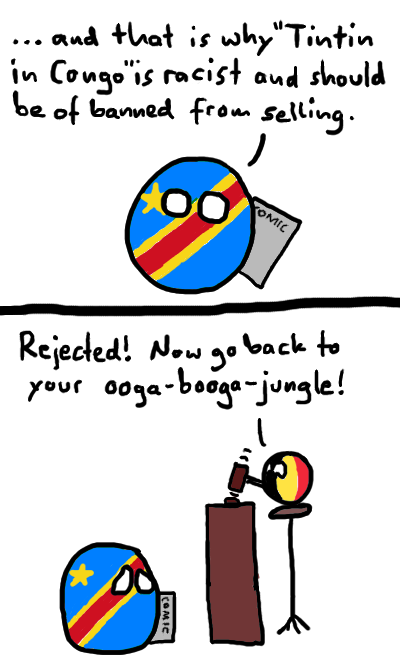
Bande dessinéee Countryball illustrant les accusations de racisme portées contre Tintin au Congo.

L'historien Pascal Ory constate que les premières Aventures de Tintin regorgent de préjugés ethniques, « entre condescendance et franche animosité », qui témoignent d'une « xénophobie ordinaire » largement répandue à cette époque. Il précise cependant que les stéréotypes ethniques sont utilisés par Hergé comme ressort comique, au même titre que ceux du savant distrait, de l'alcoolique mal repenti ou de la diva narcissique. Marc Angenot rejoint cette analyse en affirmant qu'Hergé se comporte en « medium, imprudent mais inconscient, du discours social de son temps, dépourvu de doctrine et, jusqu’à un certain point, de mauvaises intentions délibérées » tout en exploitant volontiers « une imagologie xénophobe comme source élémentaire inépuisable de comique ».
À ce titre, Tintin au Congo, empreinte de paternalisme colonialiste, apparaît comme l'œuvre la plus caricaturale du dessinateur et concentre les accusations de racisme. Dans les années 1960, l'album est introuvable en librairie, les stocks étant épuisés : les éditions Casterman, inquiètes d'une potentielle indignation de la part d'intellectuels occidentaux pro-africains, ont fait le choix de ne pas rééditer l'album malgré l'insistance d'Hergé d'autant plus dans le contexte de la décolonisation de l'Afrique et de l'indépendance du Congo,. C'est d'ailleurs dans une revue zaïroise que l'histoire reparaît pour la première fois au début de l'année 1970, accompagnée d'un édito qui met en cause la position de Casterman : « Il y a une chose que les Blancs qui avaient arrêté la circulation de Tintin au Congo n'ont pas comprise. Cette chose, la voici : si certaines images caricaturales du peuple congolais données par Tintin au Congo font sourire les Blancs, elles font rire franchement les Congolais, parce que les Congolais y trouvent matière à se moquer de l'homme blanc qui les voyait comme cela ! » Dans un article d'un numéro hors-série de la revue Geo consacré à Tintin, paru en 2000, Jean-Jacques Mandel insiste lui aussi sur la mansuétude de nombreux Africains par rapport à cet album.
Il n'empêche que Tintin au Congo joue un rôle prépondérant dans les critiques formulées à l'égard d'Hergé. En 1960, Le Canard enchaîné invite ses lecteurs à se méfier de « ce « héros » pour qui les Blancs sont tout blancs et les Noirs tout noirs » : « Si vos enfants doivent être sages comme des images, évitez que ces images soient du dessinateur Hergé. » Deux ans plus tard, le magazine Jeune Afrique publie l'article « Tintin le vertueux ― l'oreille réactionnaire », une violente critique de la journaliste Gabrielle Rolin qui dénonce le racisme latent présent dans les albums du jeune reporter. En juillet 2007, Bienvenu Mbutu Mondondo, un étudiant congolais de l'Université libre de Bruxelles, porte plainte pour racisme puis demande soit l'interdiction de vente de Tintin au Congo en Belgique, soit la présence d'un avertissement dans l'album. Il est finalement débouté par la justice belge. Dans le même temps, au Royaume-Uni, la Commission britannique pour l'égalité raciale juge l'album raciste et demande son retrait des librairies. De nombreux magasins le retirent de la vente dans les pays anglophones, de même que la bibliothèque publique de Brooklyn à New York. Des plaintes sont également déposées en Suède et en France, mais sans résultat. La polémique réapparaît régulièrement en France comme en Belgique. En décembre 2014, un groupe de personnes liées au Conseil représentatif des associations noires de France mène une action dans une librairie parisienne en apposant des autocollants sur les albums de Tintin au Congo pour réclamer la mise en place d'une préface à l'ouvrage, sur le modèle de l'édition en anglais qui met en garde ses lecteurs contre la présence de stéréotypes coloniaux. Finalement, une nouvelle version est publiée en 2023, incluant une préface rédigée par Philippe Goddin qui place l'album dans le contexte historique de son époque,, mais cette préface est néanmoins critiquée par certains historiens comme Pascal Blanchard, qui juge que son auteur cherche à dédouaner Hergé de tout racisme ou de toute adhésion au colonialisme.
Sans nier les clichés racistes de certains albums, Pascal Ory met en avant la nuance qu'apporte Hergé dans son regard sur l'étranger au fil des aventures : « L'autonomie qu'[il] acquiert petit à petit à l'égard de l'idéologie conservatrice et catholique-sociale de ses débuts s'illustre par le changement de statut de l'Africain entre Tintin au Congo (1930-31) et Coke en stock (1956-58), contemporain des dernières années du Congo colonial ». Dans cette aventure, il n'est plus question pour l'auteur de représenter les Africains comme des colonisés infantilisés mais bien comme des victimes à protéger des mauvais marchands d'esclaves.

#### Hergé sexiste?
Certains pointent le manque de personnages féminins marquants, hormis la Castafiore. Les femmes restent peu présentes et invisibilisées. Cependant, il faut remettre ces accusations dans le contexte de l'époque où les personnages féminins sont absents de la grande majorité des BD  ( autour de 5% de personnages féminins). De plus en 1949, une loi de censure crée une comission  limitant le flirt et habillant les femmes jusqu'au cou.

## Hommages et postérité

### Héritage et surveillance étroite de l'œuvre d'Hergé
Dans le testament qu'il rédige quelques mois avant sa mort, l'auteur fait de sa veuve Fanny Remi sa légataire universelle. Comme il l'avait affirmé à plusieurs reprises, Hergé ne souhaite pas que les Aventures de Tintin se poursuivent sans lui : « Il y a certes des quantités de choses que mes collaborateurs peuvent faire sans moi et même beaucoup mieux que moi. Mais faire vivre Tintin, faire vivre Haddock, Tournesol, les Dupondt, tous les autres, je crois que je suis le seul à pouvoir le faire : Tintin c'est moi, exactement comme Flaubert disait « Madame Bovary, c'est moi ! » Ce sont mes yeux, mes sens, mes poumons, mes tripes ! […] C'est une œuvre personnelle, au même titre que l'œuvre d'un peintre ou d'un romancier : ce n'est pas une industrie ! Si d'autres reprenaient Tintin, ils le feraient peut-être mieux, peut-être moins bien. Une chose est certaine : ils le feraient autrement et, du coup, ce ne serait plus Tintin ! ».
Pourtant, une ambiguïté subsiste : s'il est clair qu'il n'est pas question de réaliser de nouveaux albums, Bob de Moor émet le souhait de terminer Tintin et l'Alph-Art à partir des éléments laissés par Hergé. Le dossier que lui remet Fanny Remi, qui ne comporte que trois planches crayonnées et 150 pages d'esquisses au stylo-bille, démontre que le scénario imaginé par l'auteur était loin de sa forme définitive et tous les éléments recueillis ne suffisent pas à en faire un album. En 1986, Fanny Remi renonce à l'achèvement de l'aventure et décide de la publier dans la forme laissée par Hergé. La même année, les Studios Hergé sont dissous, tandis qu'une Fondation Hergé est créée dans le but de promouvoir et d'assurer la pérennité de l'œuvre du dessinateur.
Dès lors, Fanny et son nouveau mari Nick Rodwell assurent un contrôle strict des droits d'auteurs et exploitent commercialement la marque « Tintin » à travers de nombreux produits dérivés et rééditions d'albums,. Depuis la mort du dessinateur, des adaptations télévisées, cinématographiques ou radiophoniques voient régulièrement le jour.

### Entrée au musée et records de vente

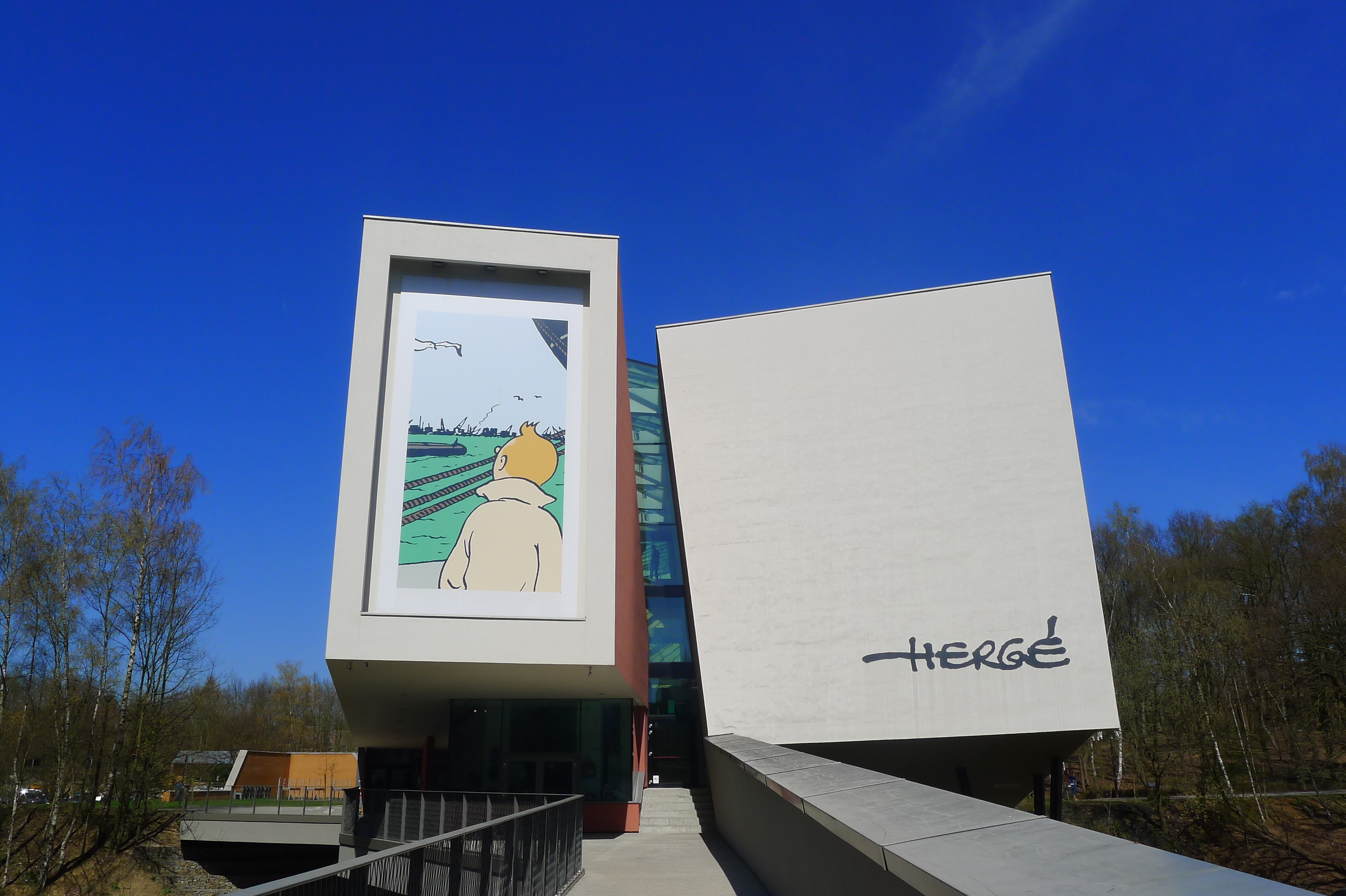
Entrée du musée Hergé à Louvain-la-Neuve.

En 2008, la douzième planche de L'Affaire Tournesol intègre les collections permanentes du centre Georges-Pompidou et devient ainsi la première planche de bande dessinée à rejoindre l'inventaire de ce musée prestigieux. Deux ans plus tard, cette même planche est choisie pour représenter le 9e Art lors de l'exposition Chefs-d'œuvre ? au centre Pompidou-Metz qui rassemble les grandes figures de l'histoire de l'art du XXe siècle. En 2009, le musée Hergé, entièrement consacré aux œuvres et à la carrière du dessinateur, ouvre ses portes à Louvain-la-Neuve. Le bâtiment est conçu par l'architecte français Christian de Portzamparc. Plus largement, à travers le monde, des expositions dédiées à Tintin et son auteur sont régulièrement organisées pour en perpétuer le souvenir. C'est notamment le cas d'une grande rétrospective organisée en 2016 au Grand Palais, à Paris.

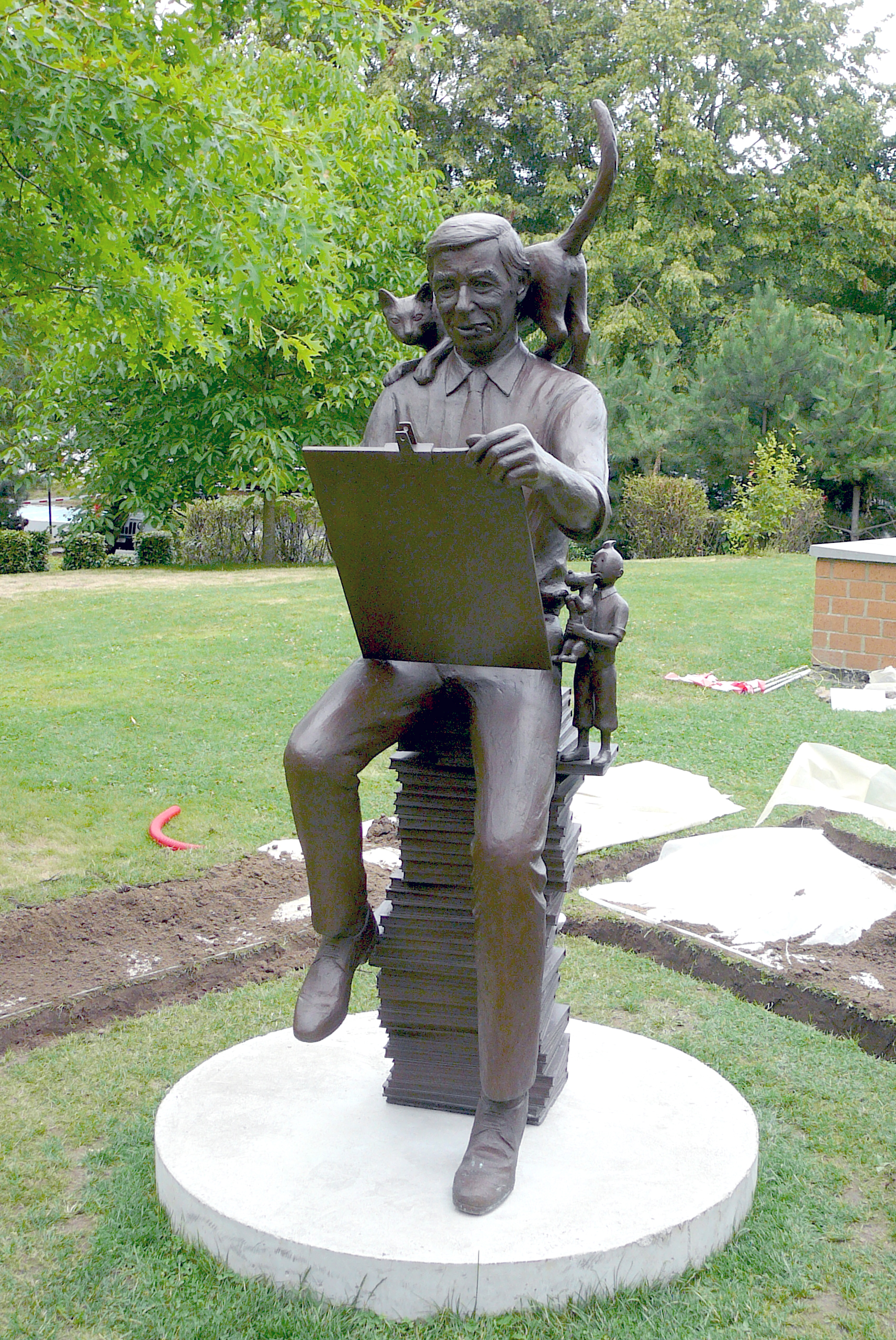
Statue d'Hergé par Tom Frantzen à Louvain-la-Neuve.

Dans le même temps, les planches et dessins de l'artiste connaissent un grand succès sur le marché mondial de l'art et établissent de nombreux records à partir des années 1990,. À titre d'exemples, les pages de garde des albums des Aventures de Tintin dessinées en 1937 sont adjugées pour un montant de 2 654 000 euros lors d'une vente aux enchères à Paris en mai 2014, tandis que le dessin original de la couverture de L'Étoile mystérieuse, exécuté en 1942, est vendu 2 500 000 euros en février 2015 à la Brafa de Bruxelles. En 2016, une planche encrée d'On a marché sur la Lune atteint le prix de 1,55 million d'euros, soit la planche de bande dessinée la plus chère au monde,. En 2023, la vente de la couverture de Tintin en Amérique pour 2 158 400 euros chez Artcurial établit un nouveau record pour un dessin original d'Hergé en noir et blanc. Deux ans plus tôt, le projet de couverture à la gouache pour Le Lotus bleu est devenu l'œuvre la plus chère du dessinateur, attribuée pour 3,2 millions d'euros, toujours chez Artcurial.
Ces records de vente s'accompagnent d'une diffusion toujours plus large des albums d'Hergé. En 2014, la barre des 100 traductions des Aventures de Tintin est franchie, un chiffre en constante augmentation avec plus de 120 langues et dialectes en 2019. En 2020, selon les données de l'Index Translationum, Hergé figure au huitième rang parmi les écrivains d'expression française les plus traduits au monde.

### Distinctions et décorations

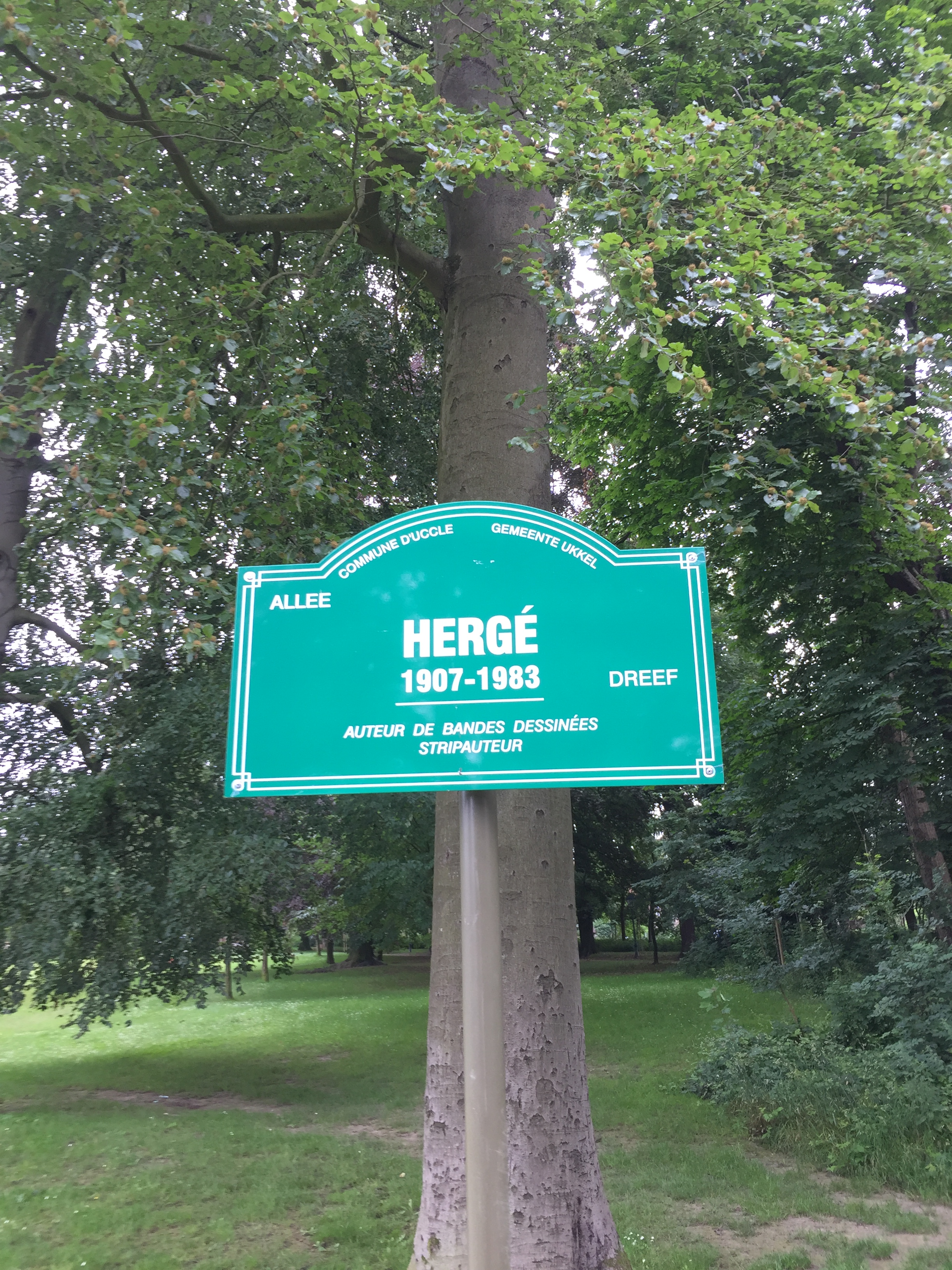
Allée Hergé au parc du Wolvendael.

De nombreuses distinctions sont attribuées à Hergé pour l'ensemble de son œuvre. En 1971, il reçoit le prix Adamson du meilleur auteur international, puis le prix Yellow-Kid l'année suivante. En 1973, le Grand prix Saint-Michel lui est décerné, tandis qu'il est élevé au rang d'officier de l'ordre de la Couronne à Bruxelles, en 1978. Le 17 janvier 1979, un « Mickey d'honneur » lui est remis par la Walt Disney Company,. Après sa mort, il intègre à titre posthume le Temple de la renommée Jack Kirby en 1999 puis le Temple de la renommée Will Eisner en 2003.
Sur un autre plan, en 1982, son nom est donné à un astéroïde de la ceinture principale, situé entre Mars et Jupiter et découvert le 9 août 1953 à l'observatoire royal de Belgique à Uccle par l'astronome belge Sylvain Arend.
En 2003, Angoulême est la première ville française à donner le nom d'Hergé à l'une de ses rues, auparavant nommée la rue Marengo. Une statue en bronze du dessinateur y est installée,. La même année, l'avenue Hergé est créée sur la commune d'Ixelles, dans le cadre du projet d'aménagement des Jardins de la Couronne. En 2019, la place Hergé est inaugurée à Etterbeek, commune de naissance du dessinateur, tandis que toutes les rues adjacentes du quartier reçoivent le nom de certains des personnages qu'il a créés. Un buste en bronze à son effigie, exécuté en 1958 par le sculpteur Nat Neujean, orne la place,.

### Hergé en bande dessinée
Dès le début de sa carrière, le dessinateur a pris l'habitude de se représenter lui-même parmi les personnages qui peuplent ses albums. Pour l'universitaire suisse Jean Rime, qui étudie ces apparitions récurrentes, le nom d'Hergé « ne désigne plus un avatar de Georges Remi, mais un personnage créé par lui pour jouer ce rôle de pivot » médiatique entre ses personnages et ses lecteurs. Dans ses premiers travaux, Hergé impose lui-même son statut de médiateur par « de nombreuses mises en scène auctoriales » : Les Aventures de Totor, C. P. des Hannetons sont présentées comme « un grand film comique produit par United Rovers », parodie de la société américaine United Artists et production fictive doublée plus loin dans le récit de la mention « Hergé Moving Pictures » ou parfois « Hergé, Metteur en scène ». D'une manière analogue, l'un des premiers récits qu'il illustre pour Le Vingtième Siècle, Popokabaka, est sous-titré « Bananera chantée. Musique de Hergé. Paroles de René Verhaegen. » Le dessinateur se présente ainsi comme un cinéaste ou un compositeur, ce que ne lui permet plus ensuite l'évolution de sa technique, l'abandon du récit légendé au profit de la bande dessinée à phylactères entraînant la disparition du narrateur à la troisième personne.
C'est dans les aventures de Quick et Flupke qu'il expérimente pour la première fois l'autoportrait en abyme, adoptant parfois la posture de victime. Dans « Une grave affaire », Hergé est enlevé par les deux personnages et l'Agent 15, ceux-ci l'accusant de les couvrir de ridicule chaque semaine. Menacé d'un revolver, le dessinateur admet par écrit que « les nommés Quick et Flupke sont gentils, sages, obéissants ». Le principe est repris dans le gag « Le dessinateur puni » : après un accident de ski lors duquel il a heurté le cadre du dessin, Flupke, plâtré, sonne à la porte du dessinateur avant de le rouer de coups. Enfin, dans « Les grands moyens », Flupke, verbalisé pour stationnement interdit, téléphone à Hergé et lui demande d'arranger la situation en effaçant le panneau d'interdiction. La main du dessinateur apparaît alors grandeur nature, « munie d'une gomme salvatrice » venant se superposer à la scène.
Loin de la tonalité fantaisiste des gags de Quick et Flupke, l'univers réaliste des Aventures de Tintin ne permet pas au dessinateur de jouer avec les mêmes codes mais celui-ci s'y représente néanmoins à plusieurs reprises. Il figure ainsi dans la première planche de la version en couleur de Tintin au Congo, calepin et stylo à la main parmi le groupe de journalistes qui accompagnent le départ du héros. Lors de la mise en couleur du Sceptre d'Ottokar, Edgar P. Jacobs et Hergé s'amusent à se représenter parmi les hauts dignitaires du régime syldave : ils figurent parmi les témoins de l'arrestation de Tintin par les gardes royaux puis assistent à sa décoration par le roi Muskar XII au terme de l'aventure. Il figure une dernière fois dans L'Affaire Tournesol parmi les badauds qui se pressent devant la grille du château de Moulinsart.
Par ailleurs, Hergé choisit de dévoiler ses états d'âme et la lassitude qui le gagne par le biais d'autocaricatures publiées dans le journal Tintin. Ainsi en septembre 1947, il apparaît assigné à sa table à dessin et menacé par un Tintin muni d'un fouet puis, deux ans plus tard, quand Tintin au pays de l'or noir reprend après une longue interruption, il se dessine en repris de justice menotté et sommé par ses personnages de reprendre le travail. Hergé utilise de nouveau ce procédé en 1978, en couverture d'un ouvrage édité pour célébrer le cinquantième anniversaire de son héros, intitulé Cinquante ans de travaux fort gais.
Sur un autre plan, plusieurs adaptations de Tintin rendent hommage à son créateur. Ainsi Hergé figure dans chaque épisode de la série animée Les Aventures de Tintin, réalisée à partir de 1991, mais il apparaît également dans le film Les Aventures de Tintin : Le Secret de La Licorne de Steven Spielberg en 2011. L'auteur fait aussi l'objet d'une biographie en bande dessinée, Les Aventures d'Hergé, réalisée par José-Louis Bocquet, Jean-Luc Fromental et Stanislas Barthélémy en 1999 et rééditée plusieurs fois depuis,.

## Œuvre

### Les Aventures de Tintin

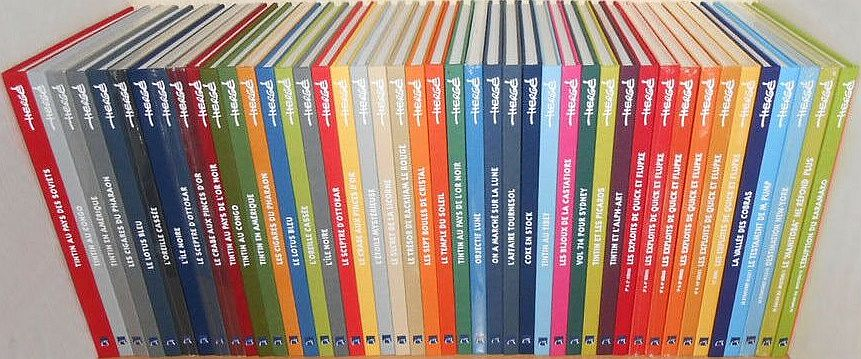
LIntégrale Hergé en 44 volumes et un index, aux éditions Moulinsart (2010).

La renommée d'Hergé est indissociable de celle de son héros le plus célèbre, Tintin, dont les Aventures commencent à paraître le 10 janvier 1929 dans Le Petit Vingtième, le supplément hebdomadaire pour la jeunesse du quotidien belge catholique et conservateur Le Vingtième Siècle. La série comprend 24 albums, dont une dernière aventure inachevée à la mort de l'auteur en 1983, Tintin et l'Alph-Art. À l'exception de cette dernière et du premier récit, Tintin au pays des Soviets, qui comporte 108 planches, tous les autres albums, édités depuis chez Casterman,, comptent 62 planches.
Bien qu'aucune nouvelle aventure ne soit parue depuis la disparition d'Hergé, les albums de Tintin font l'objet de nombreuses rééditions. En 2008, Casterman publie un volume de 1 693 pages, intitulé Tout Tintin, qui reproduit l'intégrale des vingt-quatre albums de la série, puis à partir de 2010, la collection Les Archives Tintin, dirigée par Jean-Marie Embs et Philippe Mellot avec la collaboration de Philippe Goddin, en coédition par la société Moulinsart et Casterman, propose une édition de luxe de chacune des aventures, album par album. Chaque volume est assorti d'une documentation de 60 pages qui permet de resituer l'aventure dans son contexte historique, de dévoiler les secrets de création d'Hergé, de décrire les personnages de l'aventure et de mettre en avant les différences entre les diverses versions publiées. La diffusion en est assurée par les Éditions Atlas.

### Quick et Flupke

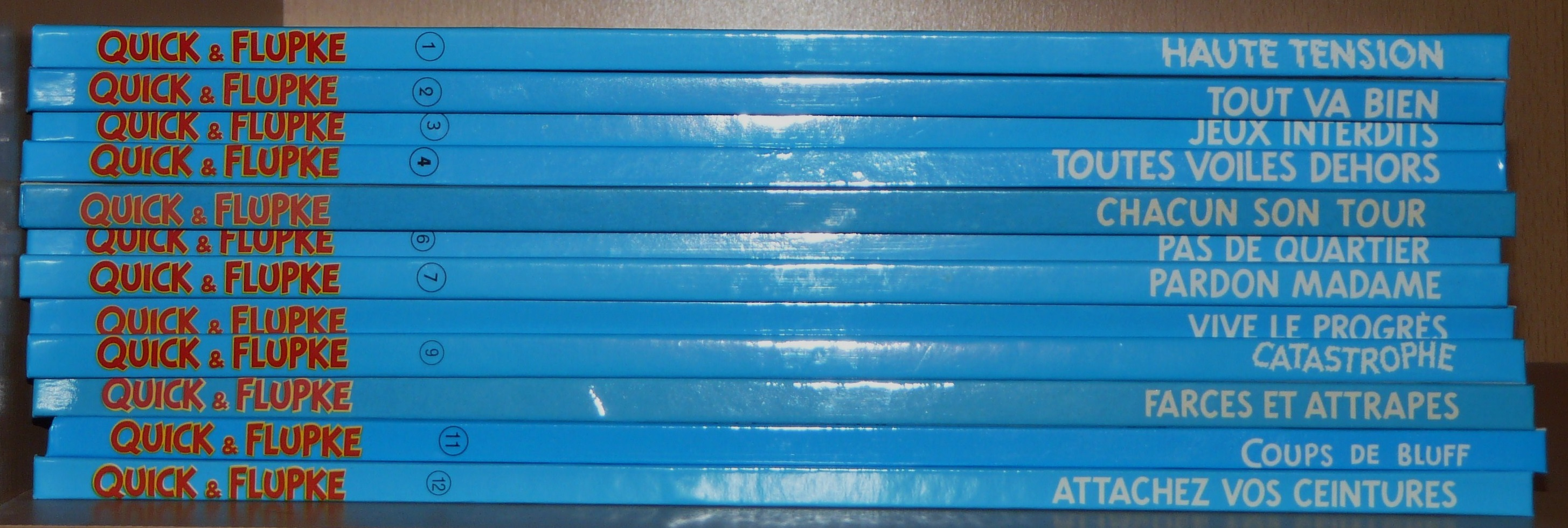
Les douze albums de Quick et Flupke aux éditions Casterman.

La série Quick et Flupke débute le 23 janvier 1930 dans Le Petit Vingtième,. Les gags de cette série fantaisiste et ironique mettent en scène deux enfants intrépides de Bruxelles qui ne cessent de jouer des tours aux autres personnages, comme l'Agent 15. Quick et Flupke apparaissent tour à tour seuls ou à deux, pour un total de 315 gags. Ceux-ci sont publiés de façon quasi-hebdomadaire entre 1930 et 1935, puis de manière épisodique jusqu'en 1940,. Quelques gags sont encore créés par Hergé dans les pages du Soir ou dans le journal Tintin dans les années 1950.
Après leur parution dans la presse, les exploits de Quick et Flupke sont rassemblés en albums. Cinq paraissent en noir et blanc avant la Seconde Guerre mondiale, les deux premiers aux éditions du Petit Vingtième et les suivants chez Casterman. Après guerre, entre 1949 et 1969, l'éditeur tournaisien les publie en couleurs, d'abord en petit format puis selon le format traditionnel des albums de Tintin, pour un total de douze albums.

### Les Aventures de Jo, Zette et Jocko
La série des Aventures de Jo, Zette et Jocko répond à une commande de l'abbé Gaston Courtois, directeur de l'hebdomadaire Cœurs vaillants qui assure la diffusion française des Aventures de Tintin depuis 1930,. Le Rayon du mystère, premier épisode de cette nouvelle série, commence à paraître le 19 janvier 1936 dans ce périodique. Il s'agit d'une série typiquement familiale et qui met en scène des héros plus réalistes que Tintin, dotés d'un père et d'une mère et accompagnés d'un petit singe,. Elle comprend cinq albums parus entre 1936 et 1957,.

### Autres publications
En juillet 1926, Hergé entreprend la publication des Extraordinaires Aventures de Totor, C. P. des Hannetons dans Le Boy-Scout, un récit qui rapporte les exploits d'un jeune scout débrouillard. Les dessins, en noir et blanc, sont quasiment dépourvus de phylactère et le texte est placé sous les vignettes. Après une interruption de quelques mois, l'histoire s'achève en juillet 1929 dans un autre périodique, Le Boy-Scout belge, après un total de 21 épisodes.
Pour le lancement du Petit Vingtième en novembre 1928, Hergé illustre L'Extraordinaire aventure de Flup, Nénesse, Poussette et Cochonnet, un récit scénarisé par le journaliste Armand De Smet qui raconte les aventures de trois jeunes adolescents et d'un cochon gonflable, dont le cerf-volant s'accroche au train d'atterrissage d'un avion parti pour le Congo. En 1934, Hergé publie dans ce même périodique les Aventures de Popol et Virginie au Far West, une bande dessinée animalière éloignée du souci de crédibilité et de réalisme recherché avec Tintin. Il s'agit d'une adaptation d'un récit illustré qu'Hergé réalise pour les magasins bruxellois « À l'Innovation » en 1931 sous le titre Les Aventures de Tim l'écureuil au Far West et repris deux ans plus tard dans Pim et Pom, un encart pour la jeunesse du supplément hebdomadaire du journal belge La Meuse, sous le titre Les Aventures de Tom et Millie. L'album est édité chez Casterman en 1952 sous le titre Popol et Virginie au pays des Lapinos.
En 1932, Cet aimable Monsieur Mops constitue une série de huit planches humoristiques exécutées pour les magasins « Au Bon Marché ». En 1940, Hergé publie Monsieur Bellum dans l'hebdomadaire L'Ouest. Il s'agit d'une série de quatre gags mettant en scène un Belge belliciste caricatural,,.

#### Ouvrages biographiques généraux
- Pierre Ajame, Hergé, Paris, Éditions Gallimard, 1991, 364 p. (ISBN 978-2-070-72186-3, OCLC 24291416).
- Pierre Assouline, Hergé (biographie), Paris, Éditions Gallimard, coll. « Folio » (no 3064), 1996, 463 p. (ISBN 978-2-259-18104-4, OCLC 34681340).
- Philippe Goddin, Hergé : lignes de vie (biographie), Bruxelles, Éditions Moulinsart, 2007, 1010 p. (ISBN 978-2-874-24097-3, OCLC 182733794).
- Benoît Peeters, Hergé, fils de Tintin, Paris, Flammarion, coll. « Champs biographie », 2011 (1re éd. 2002), 642 p. (ISBN 9782081267893, OCLC 52812831).
- Numa Sadoul, Tintin et moi : entretiens avec Hergé, Paris, Flammarion, coll. « Champs » (no 529), 2000 (1re éd. Casterman, 1975), 301 p. (ISBN 978-2-080-80052-7, OCLC 51612694).
- Thierry Smolderen et Pierre Sterckx (postface Michel Serres), Hergé : portrait biographique, Tournai, Casterman, 1988, 457 p. (ISBN 978-2-203-01705-4, OCLC 299407155).

#### Articles, revues et ouvrages consacrés à l'œuvre d'Hergé

##### Monographies
- Jean-Marie Apostolidès, Les métamorphoses de Tintin, Paris, Flammarion, coll. « Champs », 2006 (1re éd. 1984), 435 p. (ISBN 978-2-08-124907-3).
- Jan Baetens, Hergé écrivain, Paris, Flammarion, 2011, 224 p. (ISBN 9782081246157).
- Maxime Benoît-Jeannin, Le mythe Hergé, Villeurbanne, Golias, coll. « Enquêtes de Golias », 2001, 100 p. (ISBN 978-2-914-47500-6, OCLC 49031714).
- Maxime Benoît-Jeannin, Les guerres d'Hergé : essai de paranoïa-critique, Bruxelles, Aden, coll. « Grande bibliothèque d'Aden », 2007, 260 p. (ISBN 978-2-930-40223-9, OCLC 85842524).
- Francis Bergeron, Hergé, Grez, Pardès, coll. « Qui suis-je ? », 2011, 128 p. (ISBN 2867144515)
- Francis Bergeron, Hergé, le voyageur immobile : géopolitique et voyages de Tintin, de son père Hergé et de son confesseur l'abbé Wallez, La Chaussée-d'Ivry, Atelier Fol'Fer, coll. « Impertinences », 2015, 180 p. (ISBN 978-2-357-91071-3, OCLC 922813518, BNF 44402764).
- Collectif, Hergé : Paris, Grand Palais, Galeries nationales, 28 septembre 2016 - 15 janvier 2017, Paris/Bruxelles/impr. en Italie, Moulinsart, RMNde la Réunion des musées nationaux, 2016, 63 p. (ISBN 9782711863518).
- Michael Farr, Tintin, le rêve et la réalité : l'histoire de la création des aventures de Tintin [« Tintin : dream and reality »], Bruxelles, Éditions Moulinsart, 2001, 205 p. (ISBN 978-2-930-28458-3, OCLC 50237074).
- Patrick Gaumer, Dictionnaire mondial de la BD, Paris, Éditions Larousse, 2010, 1056 p. (ISBN 9782035843319).
- Philippe Goddin, Les débuts d'Hergé : Du dessin à la bande dessinée, Bruxelles, Moulinsart, 1999 (ISBN 2-930284-17-X).
- Philippe Goddin, Hergé. Chronologie d'une œuvre (1907-1931), t. 1, Bruxelles, Moulinsart, 2000, 420 p. (ISBN 9782930284378).
- Philippe Goddin et Thierry Scaillet, Hergé chez les scouts : Les aventures de Renard Curieux, Avant-Propos, 2012, 160 p. (ISBN 2930627395).
- Thierry Groensteen, Le rire de Tintin, Éditions Moulinsart, 2006, 116 p. (ISBN 9782874241086, lire en ligne).
- Patrice Guérin, Tintin au delà des idées reçues : 22 contre-vérités sur Hergé et son œuvre, Les Impressions nouvelles, 2024, 208 p. (ISBN 978-2-39070-115-6). .
- Geoffroy Kursner, Hergé et la presse : Ses bandes dessinées dans les journaux du monde entier, Bruxelles/impr. en République tchèque, Les Impressions nouvelles, 2021, 616 p. (ISBN 978-2874499210).
- Patrice Leconte, Tintin de A à Z, Paris, Casterman, 2023, 131 p. (ISBN 978-2-20325-729-0).
- Dominique Maricq, Hergé par lui-même, Bruxelles, Moulinsart, 2007, 63 p. (ISBN 978-2-290-00005-2, OCLC 421824107).
- Dominique Maricq, Hergé côté jardin : Un dessinateur à la campagne, Bruxelles, Moulinsart, 2011, 152 p..
- Tom McCarthy, Tintin et le secret de la littérature, Paris, Hachette, 2006 (1re éd. anglais Granta, 2006).
- Benoît Peeters, Le Monde d'Hergé, Tournai, Casterman, 1990 (réimpr. 1991, 2004) (1re éd. 1983), 318 p. (ISBN 978-2-203-23124-5, OCLC 10965616). .
- Benoît Peeters, Hergé : Les débuts d'un illustrateur, Casterman, coll. « Bibliothèque de Moulinsart », 1987, 215 p. (ISBN 9782203017030).
- Michel Porret, Objectif Hergé : Tintin, voilà des années que je lis tes aventures, Les Presses de l'Université de Montréal, coll. « Champ libre », 2021, 168 p. (ISBN 978-2-7606-4455-7).
- Bertrand Portevin et Bernadette Robillot, Le démon inconnu d'Hergé ou le génie de Georges Remi, Paris, Éditions Dervy, 2004 (ISBN 978-2-84454-301-1, lire en ligne).
- Bertrand Portevin, Le monde inconnu d'Hergé, Paris, Éditions Dervy, 2008, 350 p. (ISBN 978-2-844-54536-7, OCLC 716655462, lire en ligne).
- Georges Remi Jr, Un oncle nommé Hergé, Paris, L'Archipel, 2013, 355 p. (ISBN 978-2-809-80997-8).
- Ludwig Schuurman (préf. Michel Porret), Les îles noires d'Hergé : Étude comparée des trois versions d'un album, Chêne-Bourg, Georg, 2023, 544 p. (ISBN 9782825712399).
- Frédéric Soumois, Dossier Tintin : sources, versions, thèmes, structures, Bruxelles, Jacques Antoine, 1987, 316 p. (ISBN 2-87191-009-X).
- Pierre Sterckx, L'art d'Hergé : Hergé et l'art, Paris/Bruxelles, Gallimard, Moulinsart, 2015, 240 p. (ISBN 9782070149544).
- Serge Tisseron, Tintin et le secret d'Hergé, Paris, Hors collection, 2009, 169 p. (ISBN 978-2-258-08057-7, OCLC 434019083). .
- Pol Vandromme (préf. Roger Nimier), Le monde de Tintin, Paris, Éditions de la Table ronde, coll. « Petite vermillon » (no 32), 1994 (1re éd. Gallimard, 1959), 296 p. (ISBN 978-2-710-30612-2, OCLC 31729959).

##### Articles et revues
- Les Amis de Hergé, revue associative semestrielle créée en juin 1985.
- Collectif, Vive Tintin ! : Spécial Hergé, (À suivre), avril 1983, chap. Hors série.
- Collectif, Tintin à la découverte des grandes civilisations, Le Figaro, Beaux Arts Magazine, 2008, 170 p. (ISBN 978-2-8105-0029-1).
- Collectif, Hergé, la vie secrète du père de Tintin, L'Express, décembre 2009-janvier 2010, 106., chap. Hors série, tome 5
- Collectif, Le rire de Tintin : Les secrets du génie comique d'Hergé, L'Express, Beaux Arts Magazine, 2014, 136 p. (ISSN 0014-5270).
- Collectif, Tintin : Les arts et les civilisations vus par le héros d'Hergé, Geo, Éditions Moulinsart, novembre 2015, 160 p. (ISBN 978-2-8104-1564-9).

### Documentaires et entretiens télévisés
- [vidéo] « Conversation dans le jardin d'Hergé », Judith Jasmin (présentatrice), dans Premier plan sur Radio-Canada, 27 juin 1962, 13 min.
- « Hergé à propos de Tintin et le Petit Vingtième » [vidéo], sur ina.fr, Au-delà de l'écran, Office de radiodiffusion-télévision française, 18 septembre 1966 (consulté le 4 mars 2024).
- « Hergé et la naissance de Tintin » [vidéo], sur ina.fr, Office de radiodiffusion-télévision française, 26 décembre 1964 (consulté le 4 mars 2024).
- Le Journal Tintin fête ses 25 ans ! sur Sonuma, Hergé (Intervenant), Raymond Leblanc (Intervenant), Michel Greg (Intervenant), André Secretin (Journaliste), émission Antenne Soir diffusée sur la RTB le 13 novembre 1971 (13 min).
- Moi, Tintin, documentaire réalisé par Henri Roanne-Rosenblatt et Gérard Valet en 1976 (1 h 18 min)[131].
- Tintin et moi, documentaire d'Anders Østergaard en 2003 (1 h 15 min)[132].
- Hergé à l'ombre de Tintin, documentaire de Hugues Nancy en 2016 (1 h 24 min)[133].

### Podcasts
- Philippe Garbit, « Hergé sur la création de Tintin : "Sans réfléchir, j’ai fait un rond et j’ai mis un petit accent pour la mèche" » [audio], émission Les Nuits de France Culture (54 min), France Culture.fr ; entretien enregistré en 1979 avec Michèle Cédric sur la RTB, 29 octobre 2016 (première diffusion le 21 juillet 1993).
- Jean-Noël Jeanneney, « Pérennité d'Hergé : Tintin immortel ? » [audio], émission Concordance des temps (58 min), France Culture.fr ; entretien avec Pierre Assouline, 12 novembre 2022 (première diffusion le 31 janvier 2009).